# Tam Quốc
Tam Quốc (giai đoạn 220–280, theo nghĩa rộng từ 184/190/208–280) là một thời kỳ phân liệt trong lịch sử Trung Quốc khi ba quốc gia Tào Ngụy, Thục Hán, và Đông Ngô cùng tồn tại, được xem là khởi đầu của Ngụy–Tấn–Nam–Bắc triều và Lục triều, thường được tính từ niên hiệu Kiến An thứ nhất tức năm 196. Cuối thế kỷ thứ II, nhà Hán sau gần 400 năm tồn tại bắt đầu nổ ra chiến loạn và khủng hoảng liên tục khiến dân số giảm mạnh hơn 2/3, kinh tế bị tổn hại nghiêm trọng, Đông Hán diệt vong, ba nước mới được thành lập và là đối trọng của nhau đều chú trọng phát triển kinh tế đi đôi với ứng phó tình hình chiến tranh, tuy xã hội xung đột và bất ổn nhưng các lĩnh vực như văn học, nghệ thuật có những điểm nhấn lớn, khoa học kỹ thuật có nhiều tiến bộ và đóng góp quan trọng cho lịch sử đất nước.
Vào cuối thời Đông Hán, triều đình nhà Hán rối loạn do hàng loạt biến cố như khởi nghĩa Khăn Vàng, loạn Bắc Cung Bá Ngọc, khởi nghĩa quân Hắc Sơn, âm mưu phế truất Hán Linh Đế của Vương Phấn, loạn Trương Cử, Trương Thuần, và xung đột đỉnh điểm giữa ngoại thích đứng đầu bởi Hà Tiến và hoạn quan Thập thường thị. Năm 184, dưới thời Hán Linh Đế, khởi nghĩa Khăn Vàng do ba anh em Trương Giác lãnh đạo bắt đầu. Để trấn áp loạn Khăn Vàng, một mặt trung ương giao quyền cho Thứ sử, Thái thú, mặt khác cho phép các địa chủ tổ chức lực lượng vũ trang tư nhân để chống lại quân khởi nghĩa này. Sau đó, Đổng Trác loạn triều chính và kiểm soát trung ương, chuyển kinh đô từ Lạc Dương đến Trường An, các thế lực mở ra chiến dịch chống Đổng Trác. Trong giai đoạn này, Tào Tháo ủng hộ Hán Hiến Đế thoát khỏi sự kiểm soát của Đổng Trác để chạy trốn về Lạc Dương, rồi dời đô đến Hứa Xương, đánh bại nhiều thế lực và cuối cùng đánh bại Viên Thiệu trong trận Quan Độ năm 200, trở thành người kiểm soát miền Bắc Trung Quốc. Với mục đích thống nhất đất nước, Tào Tháo đem quân về phía Nam đến Kinh Châu với lực lượng vượt trội, nhưng bị liên quân của Tôn Quyền và Lưu Bị đánh bại trong trận Xích Bích vào mùa đông năm 208. Lưu Bị lợi dụng chiến thắng này để trở thành một thế lực hùng mạnh, đánh bại Lưu Chương để kiểm soát khu vực Tây Xuyên, cùng thời điểm với việc Tào Tháo hướng mũi nhọn về phía Tây, đánh bại Mã Đằng, Trương Lỗ, Hàn Toại và các lực lượng nổi dậy khác để đặt nền tảng cho Tam Quốc.
Năm 220, Tào Tháo bệnh chết, con là Tào Phi ép Hán Hiến Đế thiện nhượng và xưng đế, đặt quốc hiệu là "Ngụy", lịch sử gọi là "Tào Ngụy", Đông Hán nói riêng và nhà Hán nói chung chính thức diệt vong, bắt đầu thời đại Tam Quốc. Năm sau, Hán Trung Vương Lưu Bị xưng đế với tư cách hoàng tộc, đặt quốc hiệu là "Hán", lịch sử gọi là "Thục Hán", và là lần đầu tiên lịch sử Trung Quốc có hai vị Hoàng đế tồn tại cùng lúc. Sau trận Xích Bích, Lưu Bị và Tôn Quyền tích cực bành trướng thế lực, nhiều lần tranh giành Kinh Châu, cuối cùng Lưu Bị bại trận Di Lăng, Tôn Quyền giành được toàn bộ phía Nam Kinh Châu. Sau khi Lưu Bị chết bệnh năm 223, Gia Cát Lượng phò tá Lưu Thiện, cùng năm đó ông nối lại liên minh với Tôn Quyền. Thống lĩnh Dương Châu, Kinh Châu, và Giao Châu, Tôn Quyền chính thức xưng đế vào cuối năm 229, đặt quốc hiệu là "Ngô", lịch sử gọi là "Tôn Ngô". Kể từ đó, tình hình Tam Quốc chủ yếu là liên minh của Thục và Ngô chống lại Tào Ngụy, ranh giới của mỗi quốc gia không thay đổi nhiều. Năm 237, Công Tôn Uyên nổi dậy chống Tào Ngụy và thành lập một quốc gia ở Liêu Đông gọi là "Yên", nhưng nó đã bị diệt vong trong trận Ngụy – Yên vào năm 238. Năm 249, Tư Mã Ý phát động sự biến lăng Cao Bình nhằm tiêu diệt nhà Tào Sảng, đưa nhà Tư Mã dần nắm quyền kiểm soát triều đình Tào Ngụy. Năm 263, Tư Mã Chiêu vì mục đích chuẩn bị soán ngôi đã chỉ huy quân Ngụy trong chiến tranh Ngụy – Thục, tiêu diệt Thục Hán. Hai năm sau, Tư Mã Chiêu bệnh chết, con là Tư Mã Viêm phế truất Ngụy Nguyên Đế Tào Hoán, thành lập nhà Tấn. Tây Tấn đã phát động chiến tranh Tấn – Ngô vào năm 280, tiêu diệt Đông Ngô và thống nhất Trung Quốc, chính thức kết thúc thời kỳ này và bước sang thời kỳ của nhà Tấn.
Thời Tam Quốc, mặc dù các nhà sáng lập là Tào Tháo, Tôn Kiên (cùng Tôn Sách, Tôn Quyền) và Lưu Bị có xuất thân và tính cách khác nhau, nhưng họ đều được xem là "ngoại nhân" dưới góc độ của giai cấp thống trị triều đại Đông Hán – tức giới văn nhân, thế gia vọng tộc giàu có và quyền thế, chỉ ra rằng không có nước nào hoàn thành được sự nghiệp thống nhất thiên hạ, và đây chỉ là giai đoạn phân liệt chuyển tiếp từ nhà Hán sang Nam Bắc triều. Các thế hệ sau thường nhớ lại những nhân vật có ảnh hưởng trong thời kỳ Tam Quốc. Tác phẩm "Tam quốc chí" do sử gia Trần Thọ viết và Bùi Tùng Chi chú giải là một phần trong bộ Tiền tứ sử của tổng tập Nhị thập tứ sử, và là cuốn sách then chốt để nghiên cứu lịch sử Tam Quốc. Kết hợp giữa lịch sử và truyện dân gian, La Quán Trung đã viết nên cuốn tiểu thuyết nhiều chương "Tam quốc diễn nghĩa", trở thành một trong tứ đại danh tác của văn học Trung Quốc với nội hàm phong phú đã đi sâu vào văn hóa Á Đông. Thời đại này được xem là một giai đoạn nổi bật trong lịch sử, văn hóa, và xã hội Trung Quốc, góp phần tạo nên một quốc gia có nền văn hóa độc đáo của thế giới. Các nhà sử học đã mô tả thời kỳ Tam Quốc cùng Ngụy–Tấn–Nam–Bắc triều là "thời kỳ đen tối đầy hoa lệ" của lịch sử Trung Quốc, bởi vì sự hỗn loạn cho phép các anh hùng hào kiệt thi thố tài năng, văn hóa trăm hoa nở rộ.

## Lịch sử

### Loạn Khăn Vàng
Đông Hán suy tàn sau thời Hán Hòa Đế, hầu hết các quân chủ lên ngôi khi còn trẻ, và phần lớn đều do ngoại thích cai trị. Khi quân chủ trưởng thành, họ tìm kiếm sự hỗ trợ của các hoạn quan để nắm quyền, cho phép các hoạn quan kiểm soát triều đình. Kiểu đối đầu giữa ngoại thích và hoạn quan chính là "thích hoạn chi tranh", khiến triều đình rơi vào vòng khủng hoảng đấu đá nội bộ. Vào thời Hán Hoàn Đế và Hán Linh Đế, giới sĩ đại phu bất mãn với hoạn quan đang nắm quyền lũng đoạn triều chính lúc bấy giờ nên đã viết thư kháng nghị, nhưng hai lần kháng nghị đều bị trấn áp, sử gọi là "họa Đảng cố". Vào năm 159 tức Diên Hi thứ 2, Đại tướng quân Lương Ký và ngoại thích nhà họ Lương nắm quyền bị thảm sát, và hoạn quan Đan Siêu được phong tước Huyện hầu, khiến hoạn quan lại có thêm quyền lực. Trong họa Đảng cố đầu tiên vào năm 166 tức Diên Hi thứ 9, hoạn quan tố giác thanh lưu phái Lý Ưng đã kích động nho sinh kinh đô và phỉ báng chính trị triều đình, khiến khoảng 200 trí thức của thanh lưu phái trên cả nước bị bắt giữ, sang năm 168 tức Vĩnh Khang thứ nhất, đại thần Đậu Vũ đã cầu tình và bảo vệ trí thức, những người bị bắt tạm thời được thả và đưa về quê chịu án. Cùng năm 168 này, Hán Hoàn Đế chết, Hán Linh Đế lên ngôi mở ra năm Kiến Ninh thứ nhất, cuộc đảo chính của Đậu Vũ và Trần Phồn thất bại. Họa Đảng cố lần thứ hai diễn ra năm 169 tức Kiến Ninh thứ hai, hoạn quan Tào Tiết đã kết án tử hình hơn một trăm trí thức phái thanh lưu, trong đó có Lý Ưng, những người có liên quan khác bị giam cầm. Năm 172 tức Hy Bình thứ nhất, hơn một nghìn thái học sinh bị bắt, Hứa Xương nổi dậy ở Cối Kê, tự xưng là Dương Minh Hoàng Đế, sau đó 2 năm vào năm 174 tức Hy Bình thứ 3, Hứa Xương bị trấn áp và bị giết bởi tướng quân Tôn Kiên.

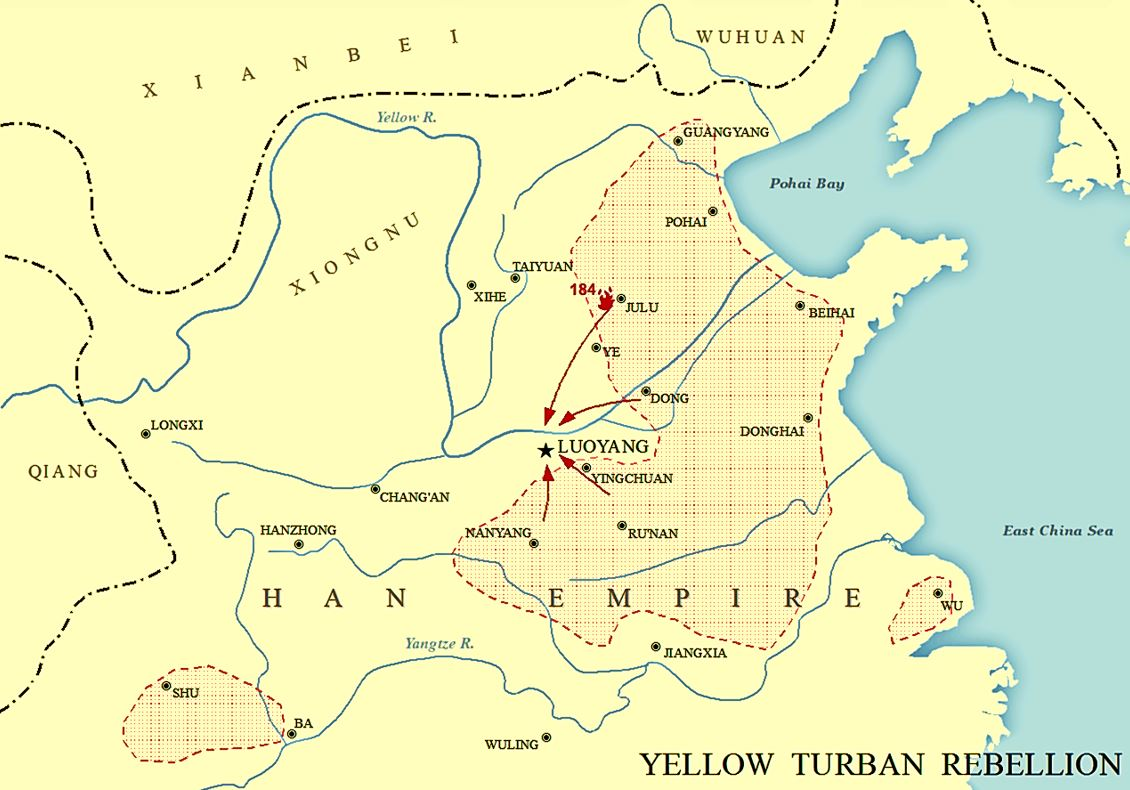
Khởi nghĩa Khăn Vàng khởi phát từ Cự Lộc, đe dọa kinh đô Lạc Dương.

Ở địa phương, địa chủ hùng mạnh khắp nơi bắt đầu thôn tính ruộng đất, chèn ép bách tính khiến người dân lâm vào khổ cực. Năm 175 tức Hy Bình thứ 4, triều đình hiệu đính kinh điển của Nho gia là Ngũ kinh, khắc bia đá trước cửa Thái học, và đây là "Hy Bình thạch kinh" sớm nhất trong lịch sử Trung Quốc, thể hiện mong muốn nho sinh ngừng việc đả kích triều chính, tập trung học hành. Năm 178 tức Quang Hóa thứ nhất, triều đình xây trường học mới ở Hồng Đô Môn Nội, tuyển 1.000 học sinh, cùng năm đó, tác giả của Hy Bình thạch kinh Thái Ung bị đày đến Sóc Bắc vì ủng hộ cải cách. Cùng với thiên tai liên miên, dân chúng lần lượt đứng lên, trở thành ngòi nổ của cát cứ quần hùng.

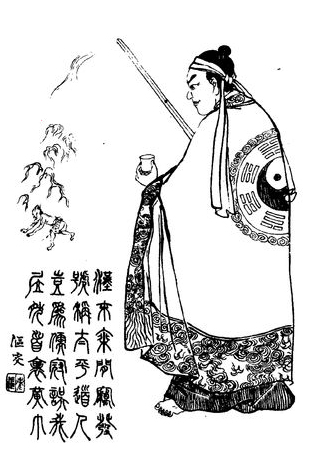
Tranh thời nhà Thanh vẽ thủ lĩnh quân Khăn Vàng Trương Giác.

Vào tháng 2 năm 184 tức Quang Hoà thứ 7, Giáo chủ Thái Bình Đạo, người Cự Lộc là Trương Giác đã xúi giục một cuộc nổi loạn với hàng trăm nghìn tín đồ ủng hộ. Trương Giác tự xưng là Thiên Công tướng quân, và các em trai của ông là Trương Bảo và Trương Lương lần lượt xưng là Địa Công tướng quân và Nhân Công tướng quân, họ sử dụng khẩu hiệu là "Trời xanh đã hết, Trời vàng nên dựng. Đúng năm Giáp Tí, thiên hạ đại cát". Tín đồ nào cũng đội khăn màu vàng nên gọi là quân Khăn Vàng, và được lịch sử gọi là khởi nghĩa Khăn Vàng. Trương Giác kết nạp được 36 vạn giáo chúng, cứ 1 vạn người thì lập thành 1 "phương", mỗi phương đặt ra 1 đại soái. Ba mươi sáu phương đó được phân bố ở 8 trong tổng số 12 châu lớn của lãnh thổ nhà Đông Hán là Thanh, U, Từ, Ký, Kinh, Dương, Duyện, Dự, khiến phạm vi của cuộc nổi loạn mở rộng nhanh chóng ra cả nước. Quân khởi nghĩa liên kết với một số hoạn quan, dự định nổi dậy vào ngày 5 tháng 3 năm 184 nhưng bị phát hiện nên tiến hành sớm vào tháng 2. Sau khi triều đình nhận được báo cáo về cuộc nổi loạn, lập tức bổ nhiệm ngoại thích Hà Tiến làm Đại tướng quân để tăng cường phòng thủ cho kinh đô, sau đó hạ lệnh dẹp trừ Đảng cố. Hán Linh Đế cử quân do Hoàng Phủ Tung, Lư Thực và Chu Tuấn chỉ huy, đồng thời ra lệnh cho các châu, quận và hào cường địa chủ hùng mạnh chiêu mộ quân đội để hỗ trợ trấn áp, trong số đó có ba huynh đệ kết nghĩa là Lưu Bị, Quan Vũ, Trương Phi đem quân địa phương tham gia. Cuộc khởi nghĩa nhanh chóng bị dập tắt, Trương Giác chết vì bệnh, Trương Bảo và Trương Lương chết trận, nhưng dư quân Khăn Vàng tiếp tục hoạt động. Quân Khăn Vàng nhanh chóng bị đánh bại, nhưng triều đình vẫn tiếp tục tham ô và hỗn loạn, tàn dư cuộc nổi dậy của dân chúng nằm rải rác khắp đất nước, tận dụng tình hình chiếm lĩnh các thành trì hoặc làm thổ phỉ, thế cục không ổn định. Năm 185 tức Trung Bình thứ 2, các tướng quân phiệt Biện Chương và Hàn Toại ly khai triều đình, các tướng Trương Ôn, Đổng Trác được điều tới thảo phạt nhưng bất thành, sang năm 187 tức Trung Bình thứ 4, Vương Quốc, Hàn Toại và Mã Đằng chỉ huy binh biến vây hãm Quan Trung, quân phiệt Trương Cử xưng đế.

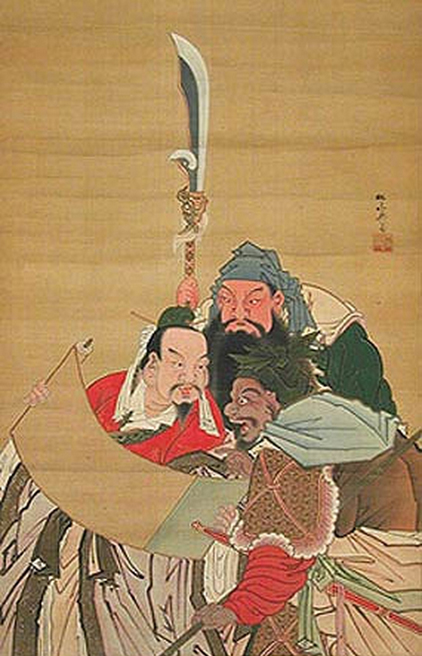
Ba anh em Lưu Bị, Quan Vũ, Trương Phi bàn bạc đem quân địa phương tham gia dẹp loạn Khăn Vàng.

Để đối phó với các cuộc bạo loạn ở nhiều nơi, hoàng tộc Lưu Yên gửi bản tấu lên triều để củng cố quyền lực của các Thứ sử địa phương, lập chức mới gọi là "Mục", được chấp thuận và đồng thời được phong làm Châu mục Ích Châu, phong hoàng tộc Lưu Ngu làm Châu mục U Châu. Năm 188 tức Trung Bình thứ 5, Lưu Yên đề xuất lập các châu thiết mục nhằm trấn áp nổi loạn địa phương, lập tám chức Hiệu úy Tây Viên tham gia kiểm soát miền Tây, Viên Thiệu và Tào Tháo được phong làm Hiệu úy, bên cạnh đó thì Hoàng Phủ Tung và Đổng Trác thảo phạt Vương Quốc, Công Tôn Toản đánh bại Trương Thuần. Hán Linh Đế đã thông qua các đề nghị của Lưu Yên để cho Thứ sử có quyền lực quân sự địa phương và tăng cường kiểm soát các quận. Ngoài ra, một số Thứ sử đã được thăng chức làm Châu mục, những người được bổ nhiệm là tông thất như Lưu Biểu là Châu mục Kinh Châu và đại thần như Giả Tông là Châu mục Ký Châu. Biện pháp này khiến các châu chính thức trở thành khu hành chính cấp một, có lợi cho việc dẹp loạn địa phương, tuy nhiên, khi uy tín của triều đình suy yếu, các quan Châu mục, Thứ sử nắm thực quyền ở địa phương liền cát cứ địa phương, không phụ thuộc sự chỉ huy của triều đình. Về sau Lưu Ngu bị Viên Thiệu lợi dụng, được đề xuất làm Hoàng đế nhưng từ chối, còn Lưu Yên có tham vọng làm Hoàng đế ở Tứ Xuyên. Để cát cứ Ba Thục, Lưu Yên đã dùng thủ lĩnh Thiên sư Đạo Trương Lỗ chiếm Hán Trung để án ngữ con đường từ Trung Nguyên vào đất Thục, ly khai triều đình. Vì mục đích ổn định đất nước mà thiết lập chế độ châu mục nhưng ngược lại, chế độ này đã đẩy Đông Hán đi vào tình thế quần hùng ly khai.
Tháng 4 năm 189 tức Trung Bình thứ 6, Hán Linh Đế băng hà, Hà Hoàng Hậu đưa con mình là Lưu Biện lên ngôi tức Thiếu Đế, do ngoại thích Hà Tiến nắm thực quyền. Các hoạn quan mà đứng đầu là Kiển Thạc lên kế hoạch để giết chết Hà Tiến nhằm đưa em trai Lưu Biện là Hoàng tử, Trần Lưu Vương Lưu Hiệp làm Hoàng đế nhưng bị Hà Tiến chặn đứng. Cũng lúc này, Hà Tiến muốn diệt trừ Thập thường thị do Trương Nhượng đứng đầu, được Viên Thiệu nhân cơ hội đề nghị tiêu diệt quyền lực của hoạn quan, nhưng do dự, vì vậy Viên Thiệu sau đó đề nghị chiêu mộ các lực lượng bên ngoài đóng ở kinh đô để trấn áp hoạn quan. Hà Tiến đã triệu Thứ sử Tịnh Châu Đổng Trác tiến về kinh đô, lệnh cho tướng Đinh Nguyên dẫn quân tiếp viện. Lúc bấy giờ, Ngự sử Trịnh Thái phản đối, can gián cho rằng Đổng Trác dung túng cho sự vô ơn và tham vọng vô độ, sẽ lợi dụng quyền lực loạn chính, tạo nên nguy hại triều đình, và lấy nhà Ân ra làm ví dụ, đồng thời được Thượng thư Lư Thực cùng tấu. Tuy nhiên Hà Tiến không nghe, và Đổng Trác liền dẫn quân vào kinh. Vào tháng 8, hoạn quan Trương Nhượng và phe cánh đã phục binh giết Hà Tiến và ngoại thích họ Hà, Hiệu úy Viên Thiệu đem quân giết hơn 2.000 hoạn quan do Thập thường thị đứng đầu, kết thúc thích hoạn chi tranh. Khi mà cả phe ngoại thích và hoạn quan đều bị tiêu diệt, quyền lực triều chính trở nên trống rỗng, đúng lúc này thì Đổng Trác vào Lạc Dương, phế truất Thiếu Đế và lập Lưu Hiệp lên làm Hán Hiến Đế, nắm toàn quyền triều chính. Đổng Trác tiếp quản quân đội dưới quyền chỉ huy của Hà Tiến, sang tháng 11 thì được phong làm Thừa tướng, Viên Thiệu cùng Tào Tháo chạy về phía Đông.

### Loạn Đổng Trác và cát cứ quần hùng

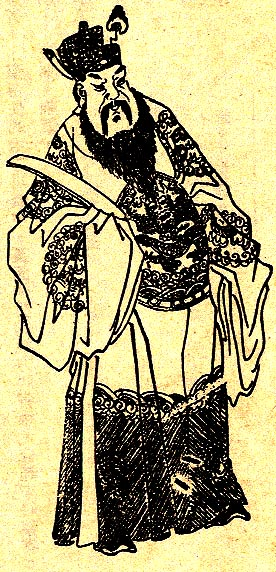
Quân phiệt loạn chính và cầm quyền Đông Hán Đổng Trác.

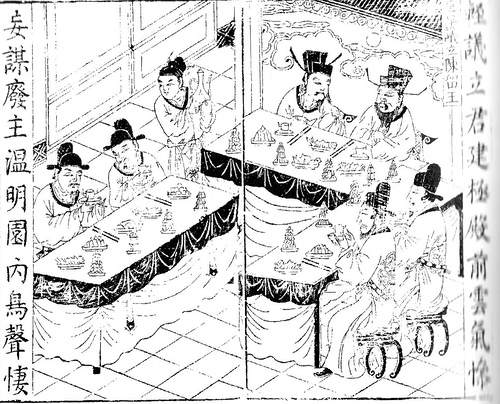
Đổng Trác mưu phế Hán Thiếu Đế.

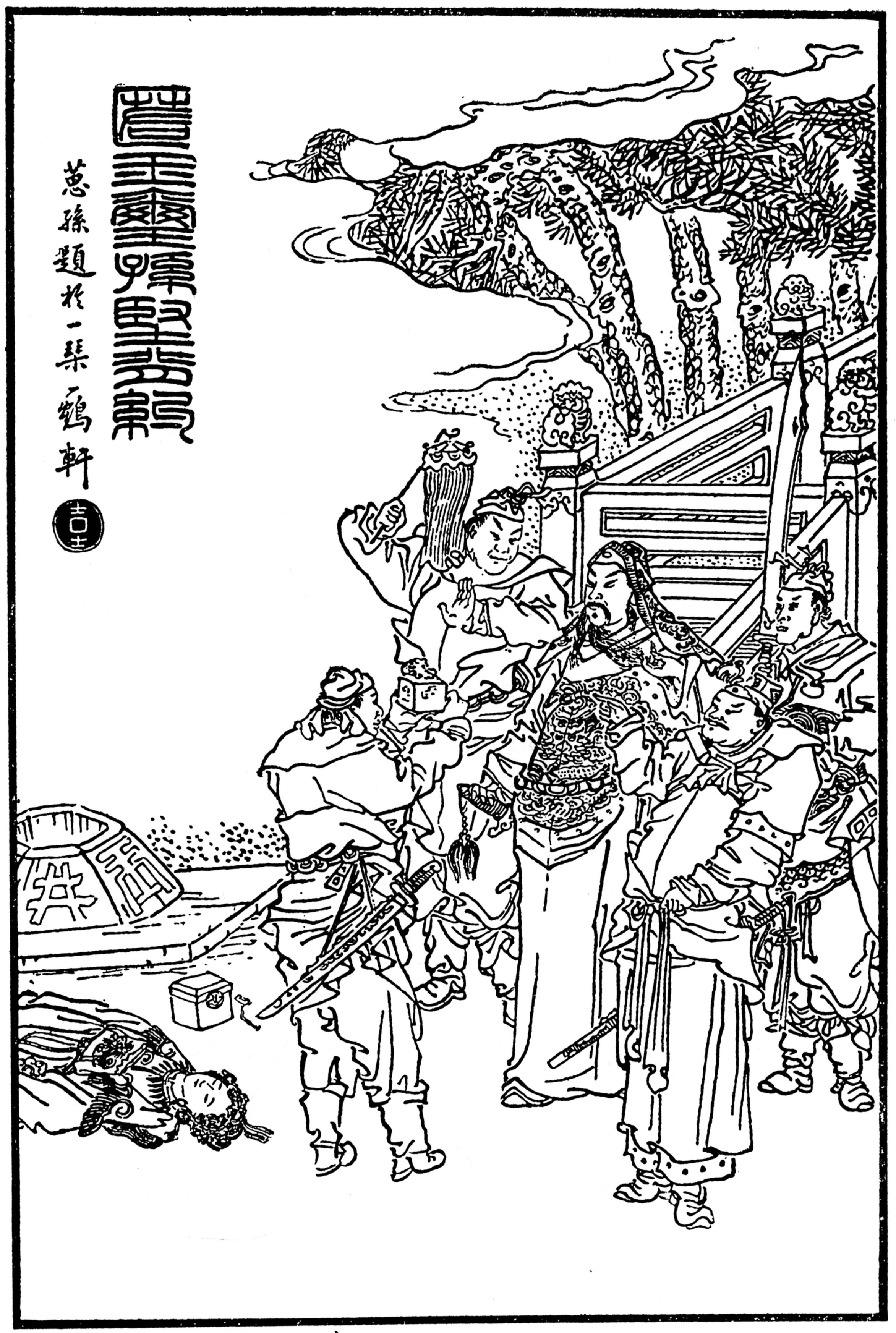
Tôn Kiên tìm thấy Ngọc tỷ truyền quốc ở Lạc Dương.

Trước tiên, Đổng Trác phế Thiếu Đế Lưu Biện, lập em trai cùng cha khác mẹ là Trần Lưu Vương Lưu Hiệp lên làm Hoàng đế, tức Hán Hiến Đế, vị hoàng đế cuối cùng của Đông Hán. Sau đó, Đổng Trác khôi phục danh dự của Đậu Vũ, Trần Phồn và những trí thức khác của thanh lưu phái đã bị bức hại trước đó, sử dụng lại con cháu của các trí thức này. Sau đó, ông bổ nhiệm Công Tôn Độ làm Thái thú Liêu Đông, Lưu Biểu làm Châu mục Kinh Châu, mở màn cho việc quần hùng cát cứ, đồng thời tiến hành tiêu diệt số lượng lớn những người bất đồng chính kiến, bao gồm cả việc thúc giục Lã Bố giết chết Đinh Nguyên – tướng cấm quân ở kinh đô, và nắm lấy quân đội của Đinh Nguyên. Từ khi Đổng Trác dẫn quân vào Lạc Dương vào năm 187, Hoàng đế Đông Hán rơi vào cảnh làm con tin của các quân phiệt, cục diện đất nước thống nhất trên thực tế đã sụp đổ, về sau sử sách nhận định thọ mệnh thực tế của Đông Hán chỉ là 165 năm. Năm 189, Thái thú Đông Quận Kiều Mạo làm giả di thư của tam công, phát hịch cho các châu, quận, kể tội trạng của Đổng Trác, hiệu triệu chư hầu chống Đổng.
Tháng giêng năm 190 tức Sơ Bình thứ nhất, sau khi Đổng Trác nắm thực quyền, Tào Tháo, Viên Thiệu, Viên Thuật tập hợp khởi nghĩa. Các châu, quận vùng Quan Đông đã tôn Viên Thiệu làm minh chủ và mở chiến dịch chống Đổng Trác. Châu mục Ký Châu Hàn Phức đóng quân ở Nghiệp Thành; Thái thú Bột Hải Viên Thiệu và Thái thú Hà Nội Vương Khuông cùng đóng quân ở Hà Nội của bờ Bắc sông Hoàng Hà; Thứ sử Duyện Châu Lưu Đại, Thái thú Trần Lưu Trương Mạc, Thái thú Quảng Lăng Trương Siêu, Thái thú Đông Quận Kiều Mạo, Thái thú Sơn Dương Viên Di, Kỵ đô úy tướng quân Bào Tín, Kiêu Kỵ tướng quân Tào Tháo gồm 7 người đóng quân tập trung ở Toan Tảo của quận Trần Lưu; Thứ sử Dự Châu Khổng Trụ đóng quân ở Nam Dĩnh Xuyên của Trần Lưu; Hậu tướng quân Viên Thuật và bộ hạ Tôn Kiên đóng quân ở Lỗ Dương. Quân số các lộ vùng Quan Đông đông thì hàng vạn, ít thí hàng ngàn, minh chủ là Viên Thiệu, và Trương Mạc chỉ huy quân chủ lực đóng ở Toan Tảo. Tháng 3 cùng năm, Đổng Trác dời đô về Trường An, người được phong làm Thái thú Liêu Đông là Công Tôn Độ tự xưng là Liêu Đông Hầu. Sau khi hội quân, chư hầu Quan Đông mở tiệc nhiều ngày và không chủ động tấn công, chỉ có Vương Khuông, Tào Tháo, Viên Thuật và Tôn Kiên chỉ huy quân chống lại Đổng Trác, và cũng chỉ có Tôn Kiên thắng trận, còn lại đều bị đánh bại.
Tháng giêng năm 191 tức Sở Bình thứ 2, Tôn Kiên đánh bại quân của Đổng Trác, tiến vào Lạc Dương, sau đó 3 tháng thì Đổng Trác chính thức đến Trường An, thêm 3 tháng nữa thì Tào Tháo đánh bại quân Hắc Sơn, Viên Thiệu nhận thụ phong làm Châu mục Ký Châu, Công Tôn Toản đánh bại quân Khăn Vàng ở Thanh Châu, Lưu Bị giúp Điền Khải chống Viên Đàm, được phong làm Bình Nguyên tướng. Sau đó, Tào Tháo bại trận trước quân Đổng Trác ở Hình Dương, còn Công Tôn Toản và Lưu Bị không tham gia các lộ chư hầu. Trong bối cảnh đó, đội quân của các chư hầu Quan Đông thành lập hơn một năm tự tan rã vì hết lương thảo và mâu thuẫn nội bộ giữa các tướng lĩnh. Sau khi Đổng Trác dời đô, liên quân Quan Đông lần lượt tan rã, các thế lực như Viên Thiệu, Viên Thuật bắt đầu mở rộng lãnh thổ và cát cứ một phương, đất nước bước vào thời kỳ quần hùng hỗn chiến. Viên Thiệu muốn lập Châu mục U Châu là Lưu Ngu làm Hoàng đế, nhưng bị Tào Tháo phản đối, sau đó đoạt lấy Ký Châu từ Hàn Phức. Châu mục Duyện Châu Lưu Đại giết Kiều Mạo, sau đó chết trận bởi bị quân Khăn Vàng Thanh Châu tấn công, làm cho chức vụ bỏ trống, rồi Bào Tín với những nhìn nhận về tài năng đã tiến cử Tào Tháo giữ chức vụ này.
Sau khi dời đô, Đổng Trác tự phong làm Thái sư, phong con trưởng làm Tương Vi Hầu, xây thành Mi Ổ làm căn cứ, giết hại bừa bãi các đại thần, cùng Vương Doãn duy trì kiểm soát triều chính. Hán Hiến Đế không còn quyền lực, bị điều khiển như con rối, và Đổng Trác đã đạt được mục đích "dùng Hoàng đế để chưởng quản các chư hầu", sau đó, các thế lực chống đối ở phía Đông cũng sụp đổ do bất hòa nội bộ. Tháng giêng năm 192 tức Sở Bình thứ 3, Tôn Kiên đối đầu với tướng Hoàng Tổ của Châu mục Kinh Châu Lưu Bưu thì tử trận, cùng tháng đó, Viên Thiệu đánh bại Công Tôn Toản ở Giới Kiều. Tháng 4, khi mà Đổng Trác trong thời điểm nắm quyền tuyệt đối ở trung ương thì bị Tư Đồ Vương Doãn cùng Hoàng Uyển, Sĩ Tôn Thụy và Lã Bố giết ở Trường An, đồng thời giết cả gia tộc; cùng tháng, Tào Tháo được phong làm Thứ sử Duyện Châu. Sau khi Đổng Trác bị giết, quần thần đều hả hê nhưng riêng Thái Ung lại tỏ ra buồn bã, ông bị bắt và bị kết án tử hình, chết trong tù. Mặc dù đã tiêu diệt được Đổng Trác nhưng Vương Doãn không trấn an hoặc xử lý được những bộ phận và phe phái còn lại của ông, không thu phục được Lã Bố. Vào tháng 6, Lý Thôi và Quách Dĩ giết Vương Doãn; Lã Bố chạy về phía Đông. Tại trung ương, thời kỳ Đổng Trác và sau này là Tào Tháo tiếp tục khống chế quần thần và biến quân chủ thành bù nhìn, duy trì chính sách dùng Hoàng đế chưởng quản các chư hầu, khiến cho Đông Hán chỉ còn tồn tại trên danh nghĩa, và mở ra thời đại Tam Quốc. Tháng 12 năm này, Tào Tháo đánh bại tàn quân Khăn Vàng, thu phục hơn 30 vạn binh mã, tạo thành quân Thanh Châu, thu hút được mưu sĩ Tuân Úc và Trình Dục, không lâu sau đó dưới mối quan hệ của Tuân Úc thì tiếp tục có được sự phục vụ của các quân sư Tuân Du, Chung Do và Quách Gia.
Thời điểm này, một phe cánh của Đồng Trác là Lý Thôi sau khi trốn khỏi Trường An, đã nghe theo mưu sĩ Giả Hủ với kế sách "phụng quốc gia dĩ chính thiên hạ", cầm quân quay trở lại đánh Trường An cùng với vây cánh của mình là Quách Dĩ, Phàn Trù, Trương Tế. Năm 195 tức Hưng Bình thứ 2, Lý Thôi và Quách Dĩ xảy ra nội đấu, lần lượt cưỡng ép quân chủ cùng các đại thần, bắt làm con tin, không quan tâm tới Tào Tháo ở phía Đông. Vào tháng 7, với sự phò tá của Trương Tế, Dương Phụng, Dương Định, và Đổng Thừa, Hán Hiến Đế chạy về Lạc Dương, bị đuổi theo truy bắt bởi Lý Thôi và Quách Dĩ. Giữa chừng thì Trương Tế không đồng ý với Đổng Thừa, quay lại theo Lý Thôi để tấn công quân triều đình. Lý Thôi giảng hòa với Quách Dĩ, cùng Trương Tế đuổi Hán Hiến Đế tới khe Tào Dương cách Thiểm Châu 60 dặm thì đuổi kịp, đánh bại Dương Phụng. Dương Phụng và Đổng Thừa một mặt giảng hòa với Lý Thôi, Trương Tế, mặt khác ngầm gọi thủ lĩnh quân Bạch Ba là Hàn Tiêm, Lý Nhạc và thủ lĩnh Hung Nô là Khứ Ty lại giúp. Trong trận tái chiến, 3 tướng đuổi theo bị đánh bại, phải rút về phía Tây. Tháng 7 năm 196 tức Kiến An thứ nhất, Hán Hiến Đế cùng quần thần liều chết chạy về phế tích Lạc Dương. Vào lúc này, dư đảng Khăn Vàng Dĩnh Xuyên cấu kết với Viên Thuật; Tào Tháo với đề xuất của Tuân Úc đã đem quân tới Dĩnh Xuyên để tiếp đón Hán Hiến Đế, sau đó đưa Hoàng đế về Hứa Xuyên vào tháng 8. Các thế lực Quan Đông biết được tin tức này, trong khi Viên Thiệu không nghe kế sách dùng Hoàng đế chưởng quản các chư hầu của Thư Thụ, thì Tào Tháo nghe theo chính sách bảo vệ thiên tử, trừng phạt kẻ không phục tùng triều chính của Mao Giới, giữ lấy Hán Hiến Đế từ đây. Tháng 11 năm này, Tào Tháo triển khai chính sách đồn điền. Năm sau, Quách Dĩ bị thuộc cấp là Ngũ Tập giết chết, rồi tiếp tục là Lý Thôi chết năm 198, dư đảng của Đồng Trác bị tiêu diệt toàn bộ, Quan Trung được kiểm soát trong tay Tào Tháo.

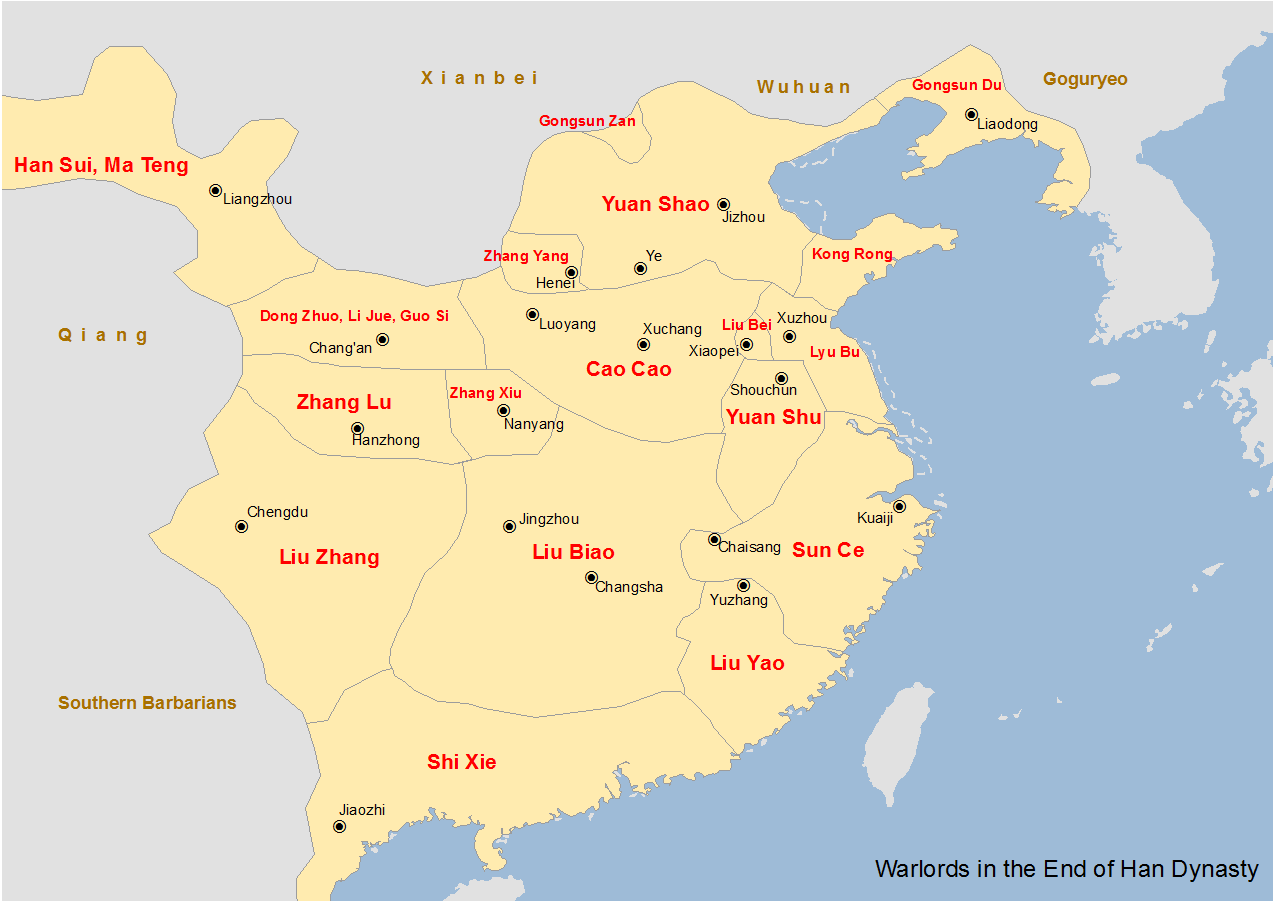
Các quần hùng cát cứ đất nước vào năm 195.

Sau khi kết thúc chiến dịch chống Đổng, các quần hùng cát cứ địa phương lần lượt phát triển thế lực riêng của mình, không quan tâm tới vấn đề triều chính trung ương và Hán Hiến Đế. Tướng cũ của Đổng Trác là Trương Tế vì hết lương nuôi quân, thấy vùng Kinh Châu do Lưu Biểu trấn giữ được yên ổn, giàu mạnh liền đem quân cướp lương thực, hai bên giao tranh, Trương Tế tử trận, cháu ông là Trương Tú lên lãnh quyền chỉ huy quân đội do ông để lại, tiếp tục tham gia cuộc chiến quân phiệt. Biết Lưu Biểu có thiện chí, không có ý đối địch, Trương Tú bèn sai sứ sang liên minh, cùng nương tựa và liên thủ chống Tào Tháo. Cùng lúc đó, con cả Tôn Kiên là Tôn Sách sau khi cha mất đã quy thuận Viên Thuật, mượn binh bình định Giang Nam. Tại Giang Nam trong 4 năm 196–200, đối đấu với quân của Tôn Sách, lần lượt Thứ sử Dương Châu Lưu Do thua chạy, Thái thú Ngô Quận Hứa Cống, Thái thú Cối Kê Vương Lãng bại trận đầu hàng, Thái thú Dự Chương Hoa Hâm không đánh mà hàng. Cuối năm 199, sau hàng loạt trận đánh của chiến dịch Dương châu bất bại, Tôn Sách chiếm lấy 6 quận của Giang Đông, cùng Lưu Biểu giằng co và chờ đợi thời cơ tiến vào Trung Nguyên, nhưng chưa kịp tiến hành thì đã bị ám sát qua đời năm 200 tức Kiến An thứ 4, được Tào Tháo truy phong làm Thảo Nghịch tướng quân.
Ở một phía khác, năm 193 tức Sơ Bình thứ 4, Tào Tháo tiến đánh Từ Châu của Châu mục Đào Khiêm, giết hàng chục vạn người dân. Sang năm 194 tức Hưng Bình thứ nhất, ba anh em Lưu Bị, Quan Vũ, Trương Phi được Công Tôn Toản điều tới cứu trợ Đào Khiêm. Tháng 4 năm này, Trương Mạc theo Lã Bố, phản bội Tào Tháo, hai bên giao chiến tại Bộc Dương. Cuối năm này, Châu mục Ích Châu Lưu Yên chết, Lưu Chương kế vị, Đào Khiêm chết, Lưu Bị được tiến cử làm Châu mục Từ Châu. Phía Hán Trung thì Lưu Chương cùng Trương Lỗ đối chọi quyết liệt, hai phe giằng co, trong khi đó Mã Đằng và Hàn Toại phát triển thế lực riêng của mình ở Lương Châu, Ung Châu. Tại U Châu, Công Tôn Toản đánh bại Lưu Ngu, song không chiếm lĩnh khu vực này được lâu đã thua trận trước Viên Thiệu rồi tự sát. Tháng 5 năm 195 tức Hưng Bình thứ 2, Lã Bố thua trận Bộc Dương trước Tào Tháo, chạy về phía Từ Châu hướng Lưu Bị nhằm cầu viện, trước đó Lã Bố đã lần lượt đầu nhập vào lực lượng của Viên Thuật cùng Viên Thiệu, lưu lạc về Duyện Châu, từng cùng Trương Mạc liên thủ đánh Tào Tháo nhưng thua trận vì những kế sách khổ chiến của mưu sĩ Tào Tháo là Tuân Úc cùng Trình Dục. Năm 196 tức Kiến An thứ nhất, Viên Thuật đánh bại Lưu Bị, Lã Bố nhân cơ hội chiếm đoạt địa bàn và trở thành Châu mục Từ Châu, bắt giam gia quyến Lưu Bị. Cuối năm này, sau khi bị Lã Bố truy kích, Lưu Bị đầu nhập vào phe Tào Tháo.

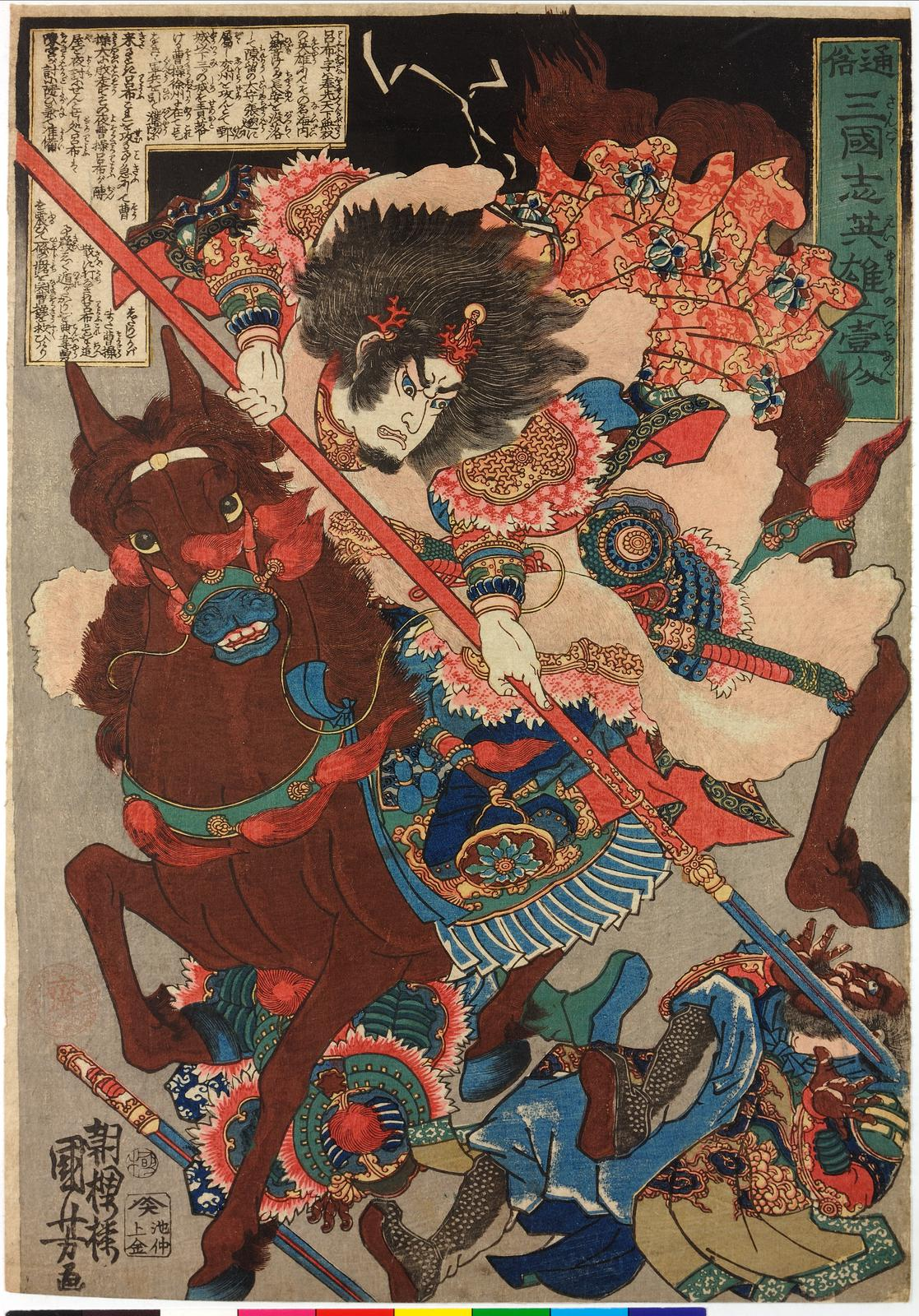
Tranh vẽ Lã Bố cưỡi ngựa Xích Thố, cầm Phương Thiên Họa Kích tham trận của Utagawa Kuniyoshi năm 1836.

Tháng 1 năm 197 tức Kiến An thứ 2, Viên Thuật xưng đế, tự xưng là "Trọng Gia", đóng đô ở Thọ Xuân thuộc quận Cửu Giang, Tào Tháo bại trận trước Trương Tú, mãnh tướng Điển Vi chết trận. Bởi tự xưng đế khi mà Đông Hán vẫn còn, Viên Thuật được xem là phản nghịch, bị nhiều thế lực nhắm vào, trong tháng 5 thì thua trận trước Lã Bố, đến tháng 9 thì thua trận một lần nữa trước cuộc tấn công của Tào Tháo. Năm 198, Tào Tháo và Lưu Bị liên thủ tiến đánh Lã Bố và vị tướng này bị bộ hạ phản bội, bắt sống đem đến giao trước mặt Tào Tháo. Vào lúc này, Lã Bố xin được đầu nhập theo nhằm lấy thiên hạ, Lưu Bị nhắc nhở không nên quên sự tình Đinh Nguyên, Đổng Trác – những người mà Lã Bố từng phục vụ và đều bị Lã Bố giết, thế là Tào Tháo giết Lã Bố tại Hạ Bì, lấy Từ Châu vào tay, và đây cũng là lần thứ 2 mà Lưu Bị mất đi châu này. Năm 200 tức Kiến An thứ 5, Đồng Thừa ám sát Tào Tháo nhưng thất bại, còn Lưu Bị thì rời khỏi Từ Châu, bị Tào Tháo truy kích và tiến đến đầu nhập vào Viên Thiệu, đóng quân ở Tiểu Bái.
Trong giai đoạn này, hai thế lực lớn mạnh và nổi bật nhất là Viên Thiệu cùng Tào Tháo, Viên Thiệu trước dùng kế chiếm cứ Ký Châu của Hàn Phức, tiếp theo đánh bại Điền Giai, Tang Hồng, đánh bại Công Tôn Toản. Viên Thuật cùng đường và chết năm 199, Viên Thiệu nắm giữ 4 châu Thanh, Ký, U, Tinh vùng Hà Bắc. Về phía Tào Tháo thì chinh chiến bốn phía, thu thập dư đảng quân Khăn Vàng, chọn tinh nhuệ hợp thành quân Thanh Châu trứ danh, khống chế Duyện Châu, giữ lấy Hán Hiến Đế bên mình. Ông đưa Hoàng đế dời đô về Hứa Xương, mượn danh nghĩa triều đình để thảo phạt các chư hầu, lần lượt đánh bại Viên Thuật, tiêu diệt Lữ Bố, hàng Trương Tú, đuổi Lưu Bị. Thế lực của ông phát triển chiếm lĩnh các châu Duyện, Dự, Từ, một bộ phận của Ti Lệ và Ung Châu tại Trung Nguyên. Với xuất thân là con trai của Tào Tung, từ gia đình bình thường, không có tiếng tăm, gia thế, cha là con nuôi của hoạn quan Tào Đằng, Tào Tháo có phương châm dùng người chỉ cần có tài, giữ Hán Hiến Đế, lấy Dĩnh Xuyên, Hứa Xương làm nơi tiếp đón nhân tài, được văn nhân ủng hộ, đồng thời nắm giữ thực quyền, củng cố địa vị của mình. Về sau ông còn đem con gái gả cho vua làm Hoàng hậu, trở thành ngoại thích Đông Hán, một tay nắm giữ triều chính, được xưng là "Đại gian hùng", đương nhiên trở thành phe lớn nhất của Tam Quốc. Tháng 8 năm 199 tức Kiến An thứ 4, bắt đầu tình cảnh 2 phe lớn nhất là Viên Thiệu và Tào Tháo trực tiếp giằng co và đối đầu bên bờ Hoàng Hà. Bởi thế lực của song phương tiếp tục lớn mạnh, các trận đánh nhỏ là Bạch Mã và Diên Tân diễn ra, dẫn tới trận chiến cuối cùng phát sinh ở bến Quan Độ, quyết phân thắng bại.

### Trận Quan Độ và Xích Bích
Lúc bấy giờ, phía Bắc có Công Tôn Độ, phía Tây có Hàn Toại, Mã Đằng tỏ thái độ trung lập, Viên Thiệu không phải lo về phe phái sau lưng, có thể cùng Tào Tháo đối chiến, lực lượng chiếm ưu thế. Về phần Tào Tháo phía sau có Lưu Biểu vừa kết minh cùng Viên Thiệu vừa đối địch cùng Tôn Sách, còn có Sĩ Nhiếp cát cứ độc lập ở Giao Chỉ, Trương Lỗ chiếm cứ Hán Trung.

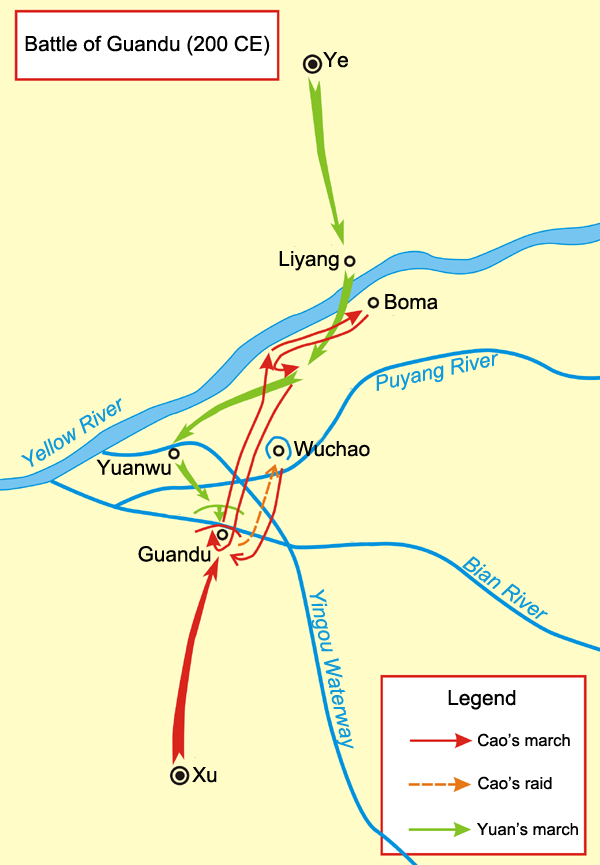
Bản đồ trận Quan Độ năm 200.

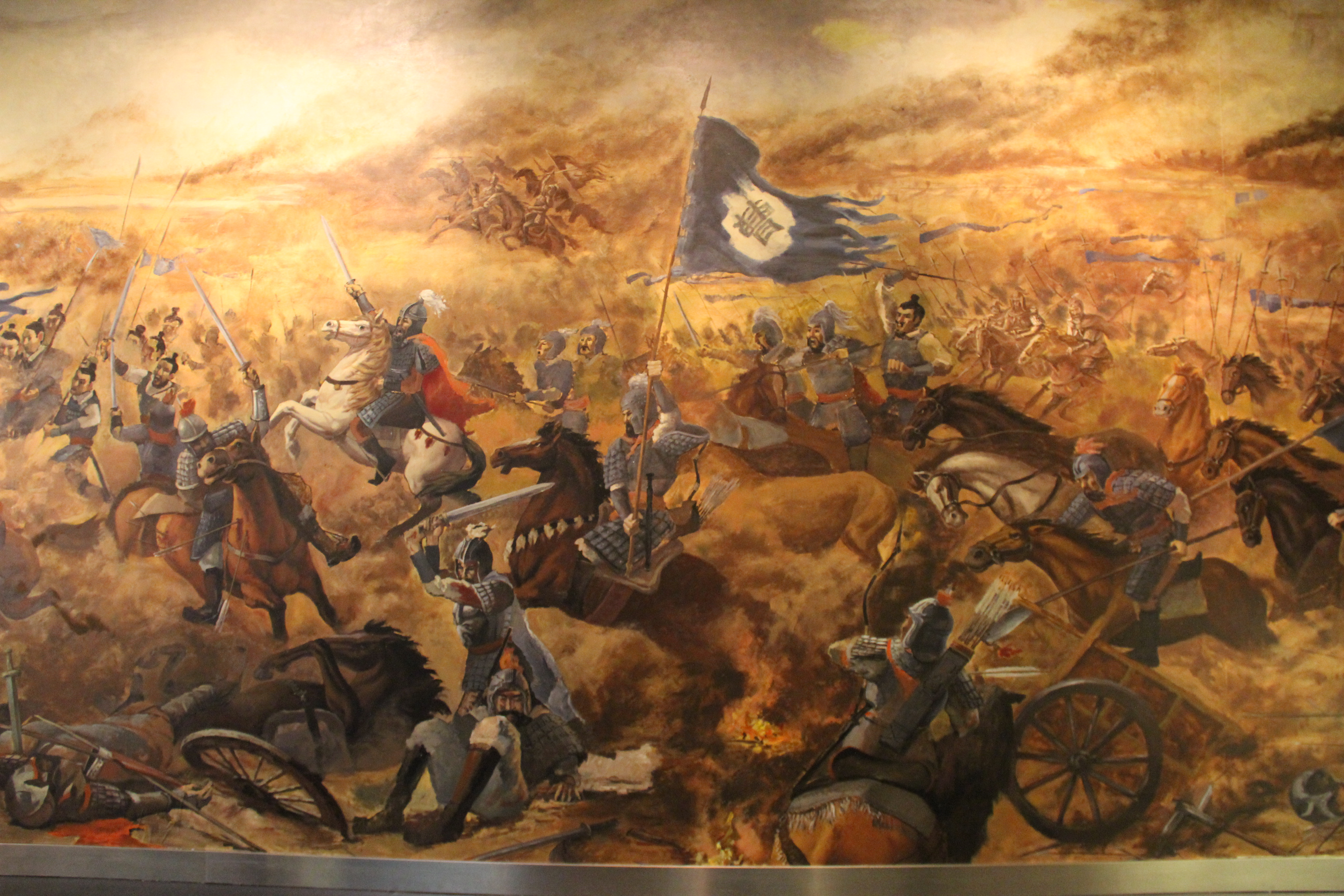
Khinh kỵ binh và bộ binh quân Tào đánh bại quân Viên Thiệu ở trận Quan Độ, tranh vẽ lưu ở Bảo tàng Hứa Xương, Hà Nam.

Trước tiên, Tào Tháo phái Vệ Ký làm sứ giả tới Ích Châu gặp Lưu Chương – người có mâu thuẫn với Lưu Biểu – nhằm nhờ chư hầu này tới Trường An, ngăn chặn sự phối hợp giữ Lưu Biểu và Viên Thiệu, nhưng không thành do đường Ích Châu vào Trung Nguyên đã bị án ngữ. Trong cung thì Hán Hiến Đế mật chiếu cho ngoại thích Đổng Thừa nhằm ám sát Tào Tháo nhưng thất bại, Lưu Bị cùng dư đảng của Đổng Thừa khởi binh ở Tiểu Bái nhưng bị Tào Tháo đánh lui, lúc này chuyển tới nương nhờ Viên Thiện, lưu lại Quan Vũ tại phe Tào Tháo. Tào Tháo lại phái Tang Bá đánh quân Viên Thiệu trên địa bàn Thanh Châu, góp phần tiêu trừ lực lượng tấn công của Viên Thiệu, bên cạnh đó, Thái thú Trường Sa phía Nam Kinh Châu là Trương Tiện hưởng ứng Tào Tháo và tiến đánh Lưu Biểu, làm Lưu Biểu không cách nào cùng Viên Thiệu hợp đồng tác chiến ở Quan Độ. Phía Giang Đô, người lãnh đạo là Tôn Sách ủng hộ Viên Thiệu, tiến đánh phe Tào Tháo ở Quảng Lăng nhưng bị đẩy lui bởi tướng Trần Đăng. Tôn Sách một lần nữa dự định tấn công kinh đô Hứa Xương nhưng bị ám sát và bỏ mình giữa chừng. Phía Viên Thiệu thì lung lạc dư đảng quân Khăn Vàng của tướng Lưu Tịch và Cung Đô ở Nhữ Nam, phái Lưu Bị tới liên thủ, nhưng thua cả hai trận trước tướng Tào Nhân và chính Tào Tháo ở đây. Nhận thấy Tào Tháo thắng nhiều trận và ngày càng lớn mạnh, Viện Thiệu ra quyết định đem quân xuôi Nam quyết chiến, mở trận Quan Độ. Ông tuần tự phái Đại tướng Nhan Lương tiến công Bạch Mã – nay là huyện Hoạt ở Đông Bắc Hứa Xương, Văn Xú tiến công Diên Tân nhưng lần lượt bị giết tại trận bởi Quan Vũ. Sau đó, Viên Thiệu tự mình lãnh binh tiến tới Nguyên Dương, mà Tào Tháo cũng đem binh tới bến Quan Độ, cùng xây luỹ cao hào sâu, giằng co dài đến nửa năm. Mưu sĩ Hứa Du hiến kế cho Viên Thiệu rằng nhân lúc Hứa Đô phòng thủ lỏng lẻo, nên phái một cánh binh đi vòng qua Quan Độ tập kích Hứa Đô nhưng Viên Thiệu không nghe, lại gặp đúng tình huống Hứa Du có người nhà bị tội vào ngục, xin mà không cho tha nên bất mãn, bỏ sang hàng Tào Tháo và hiến kế tấn công kho lương thực Ô Sào. Quân Tào Tháo tiến hành kế sách này, tấn công Ô Sào trong đêm và đốt cháy kho lương, giành được thắng lợi quyết định, khiến quân Viên Thiệu tan rã. Trận chiến này trở thành cột mốc cho việc Tào Tháo khống chế phương Bắc, và sau đó tiếp tục đánh bại quân Viên Thiệu ở trận Thương Đình năm 201 tức Kiến An thứ 6. Sang tháng 5 năm 202 tức Kiến An thứ 7, Viên Thiệu bệnh chết, hai con là Viên Đàm cùng Viên Thượng xung đột và đấu đá nhau. Trước đó ở thời kỳ trận Quan Độ, Lưu Bị rời khỏi phe Viên Thiệu, đến Kinh Châu nương nhờ Lưu Biểu, được đóng quân ở Tân Dã thuộc quận Nam Dương, là cửa ngõ Kinh Châu với phía Bắc, gần Hứa Xương nhất. Tháng 9 năm này, Tào Tháo đánh bại Viên Đàm cùng Viên Thượng, còn Lưu Bị đánh bại quân Tào Tháo ở Bác Vọng.

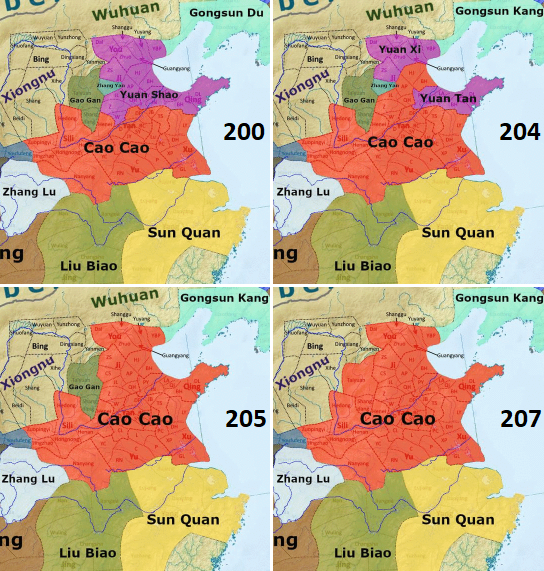
Bản đồ lịch sử Tào Tháo chinh phục miền Bắc từ trận Quan Độ đến trận Xích Bích.

Tháng 8 năm 203 tức Kiến An thứ 8, Viên Đàm thua trận trước Viên Thượng, xin Tào Tháo cứu trợ. Tào Tháo nghe lời Tuân Du, đem quân lên phía Bắc, đáp ứng lời thỉnh cầu của Viên Đàm và chi viện, đồng thời lấy con gái của Viên Đàm cho con trai là Tào Chỉnh. Trong chiến dịch phương Bắc này, không bao lâu sau quân Tào Tháo chiếm lĩnh được căn cứ trung tâm là Nghiệp Thành bằng kế sách thủy chiến, xây dựng làm căn cứ riêng của lực lượng mình ở phía Bắc. Được ít lâu sau thì Viên Đàm phản bội Tào Tháo, Tào Tháo đem gửi trả con gái của Viên Đàm – tức con dâu của mình, rồi tiến đánh, Viên Đàm bại chết. Cũng ở phương Bắc, Thứ sử Tịnh Châu Cao Cán ban đầu theo Tào Tháo nhưng rồi phản bội, trốn về Kinh Châu nhưng bị giết trên đường năm 206. Năm 207 tức Kiến An thứ 12, Tào Tháo tiếp tục chiến dịch tiêu diệt nhà họ Viên. Viên Thượng chạy trốn tới phía Bắc U Châu, theo anh trai thứ hai là Viên Hi, nhưng bị hai bộ tướng phản bội, đành tiếp tục chạy lên phía Bắc Liêu Tây nương nhờ Thiền vu Đạp Đốn của Ô Hoàn. Tào Tháo thừa thắng xông lên, tại Liễu Thành đánh tan Ô Hoàn bằng chiến thuật tập kích của khinh kỵ binh, tướng Trương Liêu chém chết Đạp Đốn. Hai anh em họ Viên chạy sang Liêu Đông chỗ Thái thú Công Tôn Khang, nhưng bị chư hầu này phục giết dâng cho Tào Tháo, họ Viên chính thức diệt vong. Tháng 1 năm 208 tức Kiến An thứ 13, Tào Tháo sau 7 năm chiến chinh liên tục đã bình định Hà Bắc và thống lĩnh Trung Nguyên, khải hoàn trở lại Nghiệp Thành, đồng thời hủy bỏ chế độ Tam công, xây dựng thiết chế Thừa tướng rồi nhậm chức này vào tháng 6, sau đó 1 tháng thì đem quân tới Kinh Châu, chuẩn bị cho chiến dịch xuôi Nam nhằm thống nhất đất nước.
Về phía Đông Nam, năm 203 tức Kiến An thứ 8, con trai Tôn Kiên là Tôn Quyền kế thừa người anh là Tôn Sách, bình định quận Dự Chương, được phụ tá bởi Chu Du và Trương Chiêu rồi ổn định thế cục Dương Châu. Năm 208, mãnh tướng Cam Ninh của Hoàng Tổ quy thuận Tôn Quyền, đến tháng 6 thì Tôn Quyền đại thắng và giết Hoàng Tổ, thừa thế tiến quân tới Sài Tang. Về phía Lưu Bị, năm 207 thì qua sự giới thiệu của Tư Mã Huy, Từ Thứ, ông gặp được Gia Cát Lượng và nghe chiến lược Long Trung đối sách, mời về làm quân sư cho mình. Tháng 8 năm 208, Lưu Biểu chết bệnh, Lưu Bị đánh trận với Hạ Hầu Đôn và Vu Cấm ở gò Bác Vọng, đánh lui 2 vị tướng này.

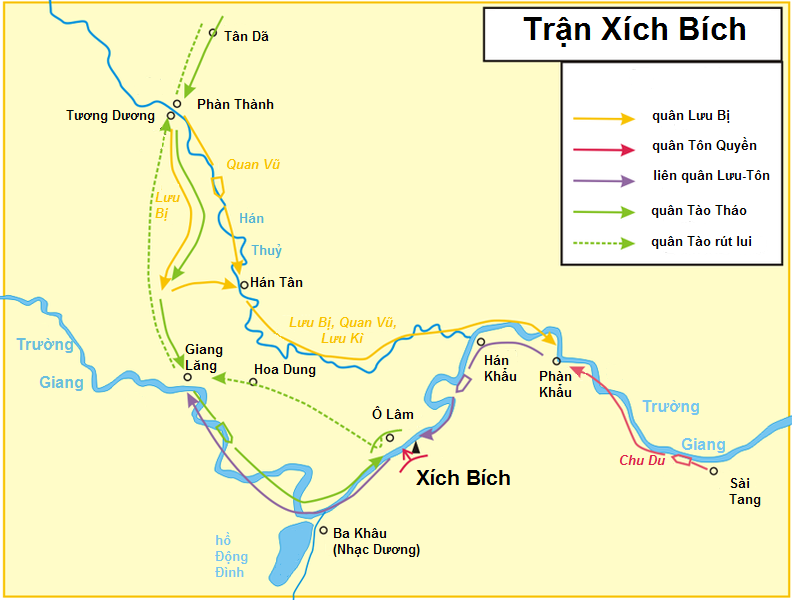
Bản đồ trận Xích Bích giữa quân Tào và liên quân Tôn–Lưu.

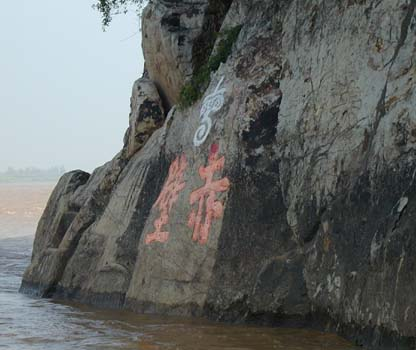
Bia kỷ niệm trận Xích Bích, nay là thành phố Xích Bích, địa cấp thị Hàm Ninh, tỉnh Hồ Bắc.

Sau khi Lưu Biểu chết, con trai Lưu Tông kế vị và nhanh chóng quy hàng Tào Tháo, khiến Lưu Bị phải chạy trốn về phía Nam. Quân khinh kỵ binh của Tào Tháo được cử truy kích, phía Lưu Bị chia thành các nhánh rút lui, trong đó phần chính là tổ hợp quân và dân số lượng lớn, giao Triệu Vân bảo vệ gia quyến, Trương Phi chặn hậu. Phía chủ lực quân và dân của Lưu Bị bị đánh tan ở trận Trường Bản, bỏ chạy tán loạn, may mắn được Trương Phi chắn giữ nên chạy thoát về Hán Tân. Tào Tháo lấy mục tiêu chiếm Giang Lăng làm đầu, nên thúc quân tiến đến nắm giữ nơi đó, bỏ Lưu Bị không truy sát nữa. Do Tào Tháo đã chặn đường đi Giang Lăng, Lưu Bị chỉ còn cách đi sang phía Đông để hội quân với Quan Vũ và con cả Lưu Biểu là Lưu Kỳ ở Hán Khẩu. Về phía Đông, anh họ Tôn Quyền là Thái thú Dự Chương, Chinh Lỗ tướng quân Tôn Bí chuẩn bị đầu hàng Tào Tháo, nhưng Thái thú Ngô Quận là Chu Trị đã toàn lực thuyết phục và ngăn cản sự tình này. Lỗ Túc cùng Chu Du bàn chủ trương thảo phạt Tào Tháo, trước hết Lỗ Túc lấy phúng viếng Lưu Biểu làm cớ để tới Đương Dương bái phỏng Lưu Bị, thuyết phục cùng Tôn Quyền làm đồng minh kháng Tào Tháo, và Lưu Bị đã đồng ý. Sau đó Lỗ Túc cùng Gia Cát Lượng trở lại Sài Tang, thêm Chu Du để cùng thuyết phục Tôn Quyền. Song phương trải qua thảo luận đã quyết định kết minh, thành lập quân Tôn–Lưu chừng 5 vạn, lấy Chu Du, Trình Phổ là Chính và Phó Đô đốc. Tào Tháo từ phương Bắc đem xuống 30 vạn binh lực, tại Kinh Châu lại thu thêm được 10 vạn, tổng cộng chừng 40 vạn, chia 20 vạn quân là chủ lực tiền tuyến. Trong giai đoạn đầu, thủy quân Tôn–Lưu ngược dòng Trường Giang từ Hán Khẩu–Phàn Khẩu tới Xích Bích và chạm trán với tiền quân của Tào Tháo, giành được lợi thế bởi quân phương Bắc bị hành hạ bởi bệnh dịch, sĩ khí giảm do hành quân kéo dài, buộc phải lui về đóng quân ở Ô Lâm. Để giảm sự tròng trành của thuyền chiến, Tào Tháo ra lệnh dùng xích sắt nối nhiều thuyền lại với nhau, thấy động thái này, tướng Hoàng Cái Đông Ngô dùng kế trá hàng và được tin theo, rồi bơi sang đánh úp vào thủy trại Tào. Các hỏa thuyền bắt đầu được châm lửa và lao thẳng vào hạm đội của quân Tào theo gió Đông, khiến các hạm đội nhanh chóng bắt lửa, số lớn binh mã chết cháy trên thuyền hoặc chết đuối dưới sông. Trong lúc quân Tào hoảng hốt vì đám cháy thì liên quân Tôn–Lưu tấn công, buộc quân Tào phải rút lui về phía đường cái Hoa Dung xuyên qua vùng đầm lầy lớn phía Bắc hồ Động Đình. Liên quân Tôn–Lưu không ngừng truy kích khiến Tào Tháo phải hủy bỏ chiến dịch phương Nam, để lại Tào Hồng và Tào Nhân giữ Giang Lăng, Nhạc Tiến giữ Tương Dương và Mãn Sủng giữ Đương Dương. Đại bại trận Xích Bích là mấu chốt khiến Tào Tháo từ đây đã mất đi cơ hội thống nhất thiên hạ, quay trở lại kiểm soát miền Bắc, chuyển hướng về phía Tây của Mã Đằng, Trương Lỗ.

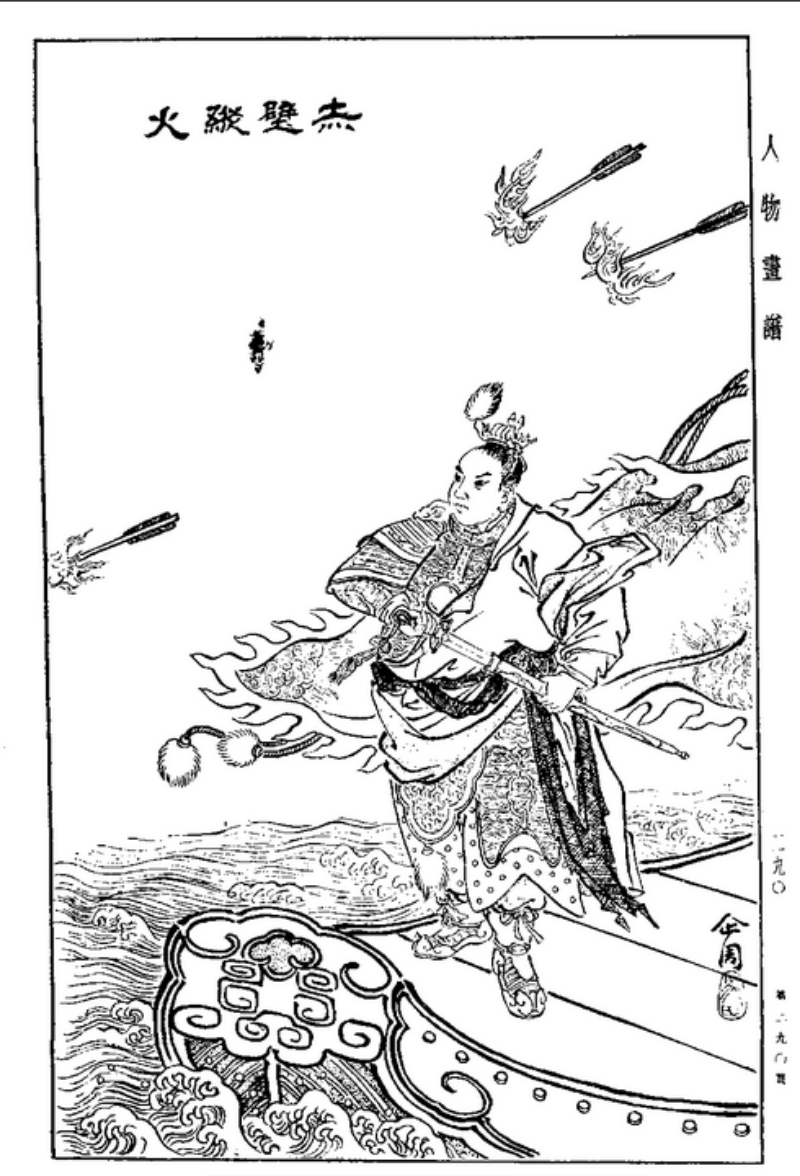
Đô đốc chỉ huy liên minh Tôn–Lưu Chu Du phóng hỏa trận Xích Bích.

Sau trận Xích Bích, Tôn Quyền cùng Lưu Bị triển khai phản công. Cuối năm 208, Tôn Quyền mở chiến dịch Hợp Phì – vị trí chiến lược bảo vệ Hứa Đô từ Đông Nam đối với quân Tào, đồng thời bảo vệ Giang Đông từ phía Bắc đối với quân Ngô, phái Trương Chiêu tấn công Hợp Phì phía Bắc Đang Đồ. Thành này được bảo vệ bởi tướng Lưu Phức và Tưởng Tế, phòng thủ thành công và chặn đứng chiến dịch ban đầu của Tôn Quyền. Cùng tiến phương Bắc, Đô đốc Chu Du suất lĩnh tướng Trình Phổ, Lã Mông, Cam Ninh tấn công Giang Lăng, trải qua hơn một năm khổ chiến được sử gọi là "Giang Lăng chi chiến", cuối cùng đã giành thắng lợi trước Tào Nhân và chiếm lĩnh Giang Lăng. Năm 209 tức Kiến An thứ 14, Chu Du tiếp tục đánh bại Tào Nhân, chiếm cứ Nam Quận. Ở mặt trận Kinh Châu, Tôn Quyền cùng Lưu Bị tranh đoạt kịch liệt, vào cuối năm 208 thì phía Nam châu này gồm 4 quận Vũ Lăng, Trường Sa, Linh Lăng, Quế Dương bị Lưu Bị và Gia Cát Lượng chiếm giữ, khiến Chu Du phải thừa nhận. Năm sau, Lưu Bị kết hôn với em gái Tôn Quyền là Tôn phu nhân, gia tăng sự gắn kết của liên minh Tôn–Lưu. Lưu Bị với việc chiếm lĩnh 4 quận của Kinh Nam đã lấy Giang Lăng làm nơi ngăn cách, đổi tên Giang Khẩu thành Công An, đặt căn cứ địa bảo vệ biên giới ở đây. Lúc này, tướng Hoàng Trung từ quận Trường Sa theo Lưu Bị, còn Tào Tháo thì tổ chức lại thủy quân ở huyện Tiều, từ Hoài Hà, qua Phì Thủy tới Hợp Phì, lập đồn điền ở Thược Pha, phái Trương Liêu, Nhạc Tiến, Lý Điển đóng quân ở Hợp Phì.
Năm 210 tức Kiến An thứ 15, Lưu Bị gặp Tôn Quyền tại Kinh Khẩu, yêu cầu mượn Kinh Châu, Chu Du ở Giang Lăng nghe tin bèn viết thư cho Tôn Quyền phản đối việc này, đề nghị giữ Lưu Bị lại nhằm cách ly các mãnh tướng Quan Vũ, Trương Phi, nhưng Lưu Bị không bị lung lạc và lui về Công An. Cùng giai đoạn đó, Chu Du cùng Tôn Du lập kế hoạch đánh Ích Châu với sự đồng ý của Tôn Quyền, chỉnh quân ở Giang Lăng để thực hiện chiến lược và mục tiêu, nhưng chẳng may vết thương cũ tái phát, Chu Du chết ở Ba Khâu năm 210 khi 36 tuổi. Trước khi chết, Chu Du dặn Tôn Quyền 3 việc gồm: tiến cử Lỗ Túc thay mình cầm quân; phòng Tào Tháo ở phía Bắc; và phòng Lưu Bị phía Tây. Sau khi kế vị, Lỗ Túc thay đổi chính sách của Chu Du, cấp quyền quản lý Nam Quận cho Lưu Bị theo chính sách kết minh Tôn–Lưu chống Tào, cho rằng phía Tôn chưa hoàn toàn thu phục lòng người Kinh Châu, vậy nên lợi dụng Lưu Bị quản lý khu vực này, tăng thêm một kẻ địch cho phe Tào, đồng thời chuẩn bị thu lại toàn bộ Kinh Châu trong tương lai. Cuối cùng Tôn Quyền nghe theo Lỗ Túc, chia cắt Kinh Châu lần thứ nhất, liên hợp chống cự Tào Tháo.

### Đỉnh lập Tam Quốc
Trước trận Xích Bích, Lưu Chương phái bộ hạ Trương Tùng đến Kinh Châu tiếp Tào Tháo, thuận tiện xem xét quân tình. Phía Tào Tháo thì đang trong tình thế đắc ý vì vừa hoàn thành chiếm cứ miền Bắc, chuẩn bị đánh xuống miền Nam để thống nhất đất nước, căn bản không quan tâm đến sứ giả này, đối xử qua loa và khinh rẻ. Sau khi tiếp quân Tào, Trương Tùng bái phỏng Lưu Bị, nhận được đối xử cao quý, ông kính trọng và giới thiệu kỹ lưỡng Ích Châu cho phía Lưu Bị, khi trở về Ích Châu thì đề nghị Lưu Chương đoạn tuyệt quan hệ với Tào Tháo và kết minh cùng Lưu Bị. Phía Hán Trung bị chiếm cứ bởi Trương Lỗ, dần mở rộng thế lực từ xuất phát điểm phụ thuộc Lưu Yên cho đến tự chủ, Lưu Chương thừa kế Lưu Yên không thể khống chế nên giận dữ giết gia đình Trương Lỗ, biến hai bên thành thù, Tào Tháo thừa cơ mà vào khu vực này. Sau đại bại ở Xích Bích, Tào Tháo về phương Bắc, tích cực chiêu mộ nhân tài bằng tuyên bố "dùng người chỉ cần có tài", chuyên tâm nội chính, xây đài Đổng Tước ở Nghiệp Thành, bổ nhiệm con trai Tào Phi làm Trung Lang tướng.

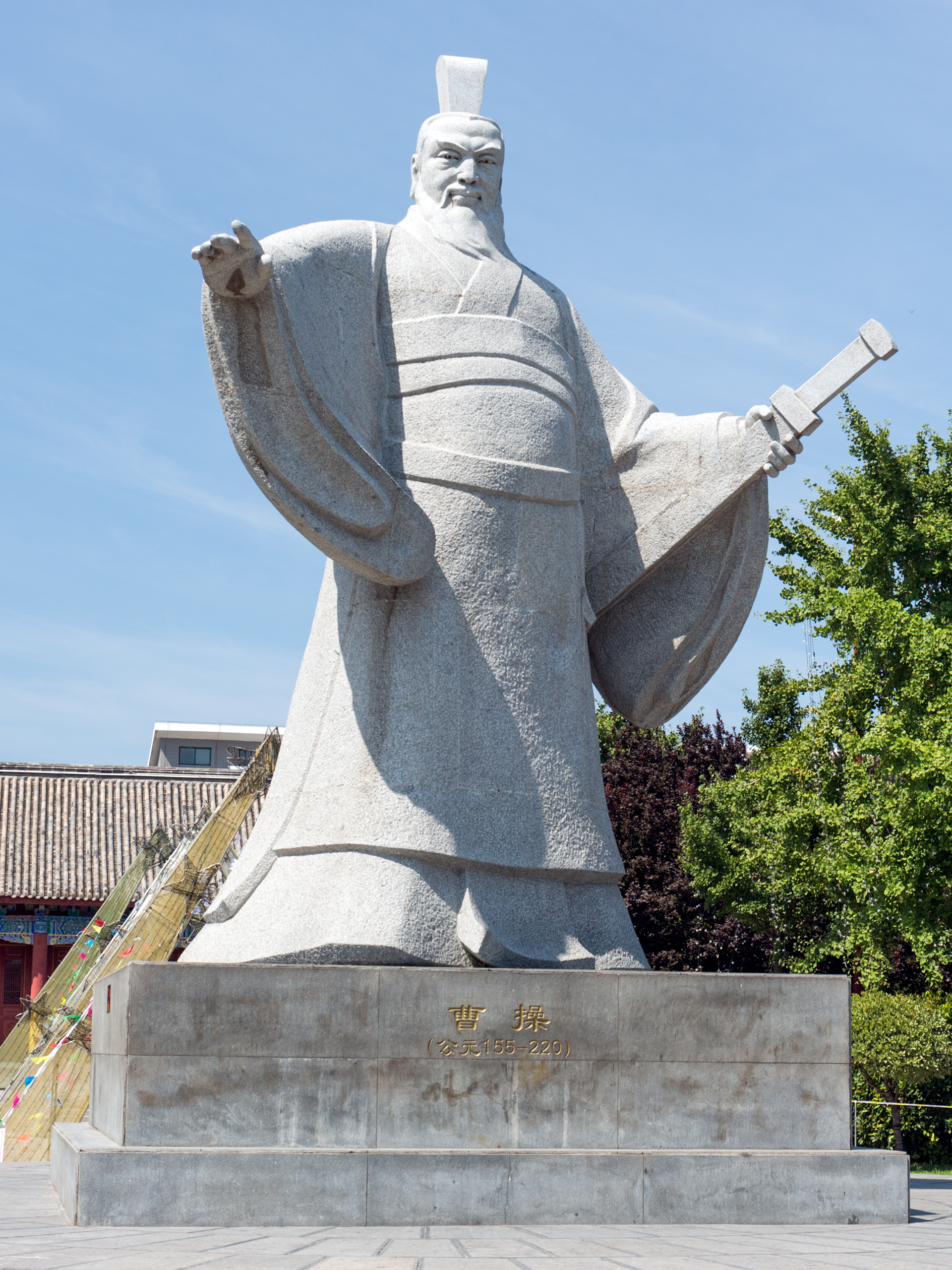
Tượng Tào Tháo ở Hứa Xương.

Năm 211 tức Kiến An thứ 16, Tào Tháo lệnh Ti Lệ giáo úy Chung Do cùng tướng quân Hạ Hầu Uyên tiến về Hán Trung thảo phạt Trương Lỗ. Các tướng Tây Lương thấy phe Tào không đánh họ ở chỗ gần mà đánh Trương Lỗ ở xa, nghi ngờ đối phương dùng kế "mượn đường Quắc diệt Ngu" nên 10 tướng gồm Hàn Toại, Mã Siêu, Hầu Tuyển, Trình Ngân, Dương Thu, Mã Ngoạn, Trương Hoành, Lương Hưng, Thành Nghi, Lý Kham cất 10 vạn quân làm phản, chiếm cứ Đồng Quan. Tháng 7 năm này, quân Tào đánh Mã Siêu, bí mật phái Từ Hoảng và Chu Linh vượt bến Bồ Bản, đóng trại ở Hà Tây để chặn đường lui của Mã Siêu. Mã Siêu phục kích bên bờ sông của Vị Nam nhưng Tào Tháo thoát nạn, sử dụng kế của Giả Hủ để ly gián Mã Siêu và Hàn Toại rồi đem quân tấn công trực diện và giành chiến thắng khiến Hàn Toại bỏ chạy về Kim Thành, Mã Siêu chạy sang bộ lạc của người Nhung. Tào Tháo dẫn quân truy kích Mã Siêu đến Yên Định nhưng chưa bắt được thì có tin Tôn Quyền mang quân đánh Trung Nguyên nên rút đại quân về phía Đông, để Hạ Hầu Uyên ở lại trấn giữ Trường An. Mã Siêu tập hợp người Khương, người Hồ quay trở lại tấn công các quận huyện Lũng Thượng, giết Thứ sử Lương Châu Vi Khang. Thủ hạ của Vi Khang là Dương Phụ khởi binh báo thù cho chủ, hợp binh với Hạ Hầu Uyên đánh bại Mã Siêu, khiến Mã Siêu phải chạy sang đầu hàng Trương Lỗ ở Hán Trung. Vùng Tây Lương cơ bản thuộc quyền kiểm soát của Tào Tháo. Tháng 12, Chung Do và Hạ Hầu Uyên đem quân chinh phạt Trương Lỗ, khiến chư hầu này sợ hãi không thôi, ở phía Lưu Chương thì Trương Tùng đề nghị mượn lực Lưu Bị và cũng đánh Trương Lỗ. Lưu Chương không nghe lời phản đối của phần đông bộ hạ, tiếp thu kế sách của Trương Tùng, phái Pháp Chính đi mời Lưu Bị tới Ích Châu, chính thức nhập Thục. Lưu Bị để Gia Cát Lượng cùng Quan Vũ, Triệu Vân ở lại trấn thủ Kinh Châu, cùng Bàng Thống, Hoàng Trung, Ngụy Diên tiến về Ích Châu, không lập tức tấn công Trương Lỗ như lời đề nghị của Lưu Chương mà đóng quân ở Hà Manh để thu lòng người trong 1 năm.

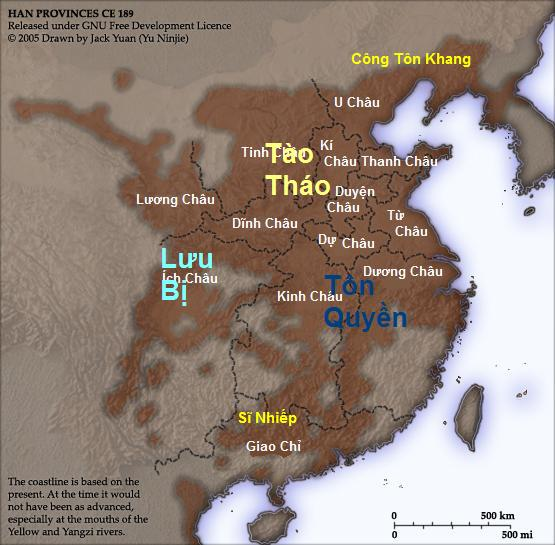
Cục diện Tam Quốc năm 215.

Tháng 5 năm 212 tức Kiến An thứ 17, Tào Tháo về đến Hứa Xương, nhân danh Hán Hiến Đế hạ lệnh giết chết Mã Đằng, tru di tam tộc, giết hết những người cùng họ ở kinh thành. Tôn Quyền gửi thư thỉnh cầu Lưu Bị trở về Kinh Châu để cùng chống Tào Tháo, kế đến Lưu Bị nhận được thư rồi lấy cớ Kinh Châu báo nguy nên yêu cầu Lưu Chương cấp 1 vạn quân cùng lương thực, nhưng Lưu Chương chỉ cấp 4.000 quân. Trương Tùng viết thư khuyên Lưu Bị ở lại Ích Châu, thư truyền đến tay Lưu Chương khiến chư hầu này tức giận, xử tử Trương Tùng, đẩy mâu thuẫn hai bên lên đỉnh điểm, Lưu Bị bèn giết 2 tướng của Lưu Chương là Dương Hoài, Cao Bái, chiếm Bạch Thủy và mở chiến dịch Tây Xuyên tấn công Thành Đô. Tháng 9, Tôn Quyền xây dựng một thành trì mới tại Mạt Lăng, gọi là Kiến Nghiệp, sau đó 1 tháng thì trận chiến Tào – Tôn diễn ra ở Nhu Tu, bất phân thắng bại. Cuối năm này, Lưu Bị chính thức triển khai chiến dịch, Lưu Chương tìm cách phòng ngự các thành trì. Quân Lưu Bị do Hoàng Trung, Trác Ưng làm tiên phong đánh bại Trương Nhiệm, chiếm Bồi Thành, kéo hàng được tướng Lý Nghiêm, Ngô Ý rồi tiến tới vây Lạc Thành, triệu Trương Phi, Triệu Vân và Gia Cát Lượng vào Ích Châu trợ chiến. Năm 213 tức Kiến An thứ 18, Tào Tháo được phong tức Ngụy Công, Mã Siêu đầu nhập Trương Lỗ. Đến cuối năm, quân Kinh Châu tiếp ứng chia làm 2 đường gồm Trương Phi và Gia Cát Lượng đi đường phía Bắc, Triệu Vân đi đường phía Nam, cộng thêm văn thần Tưởng Uyển, Giản Ung và đều cùng giành thắng lợi liên tiếp. Sau năm 214 tức Kiến An thứ 19, Lưu Bị cùng Bàng Thống đánh Lạc Thành, đánh bại và giết Trương Nhiệm, Bàng Thống trúng tên tử trận. Lưu Bị chiêu hàng được Mã Siêu, các cánh quân đến Thành Đô, khiến Lưu Chương mở cửa xin hàng và được đưa về an trí cùng gia quyến tại thành Công An. Cùng thời điểm này, Tào Tháo giết Phục Hoàng Hậu cùng các thân thích khác của Hiến Đế.

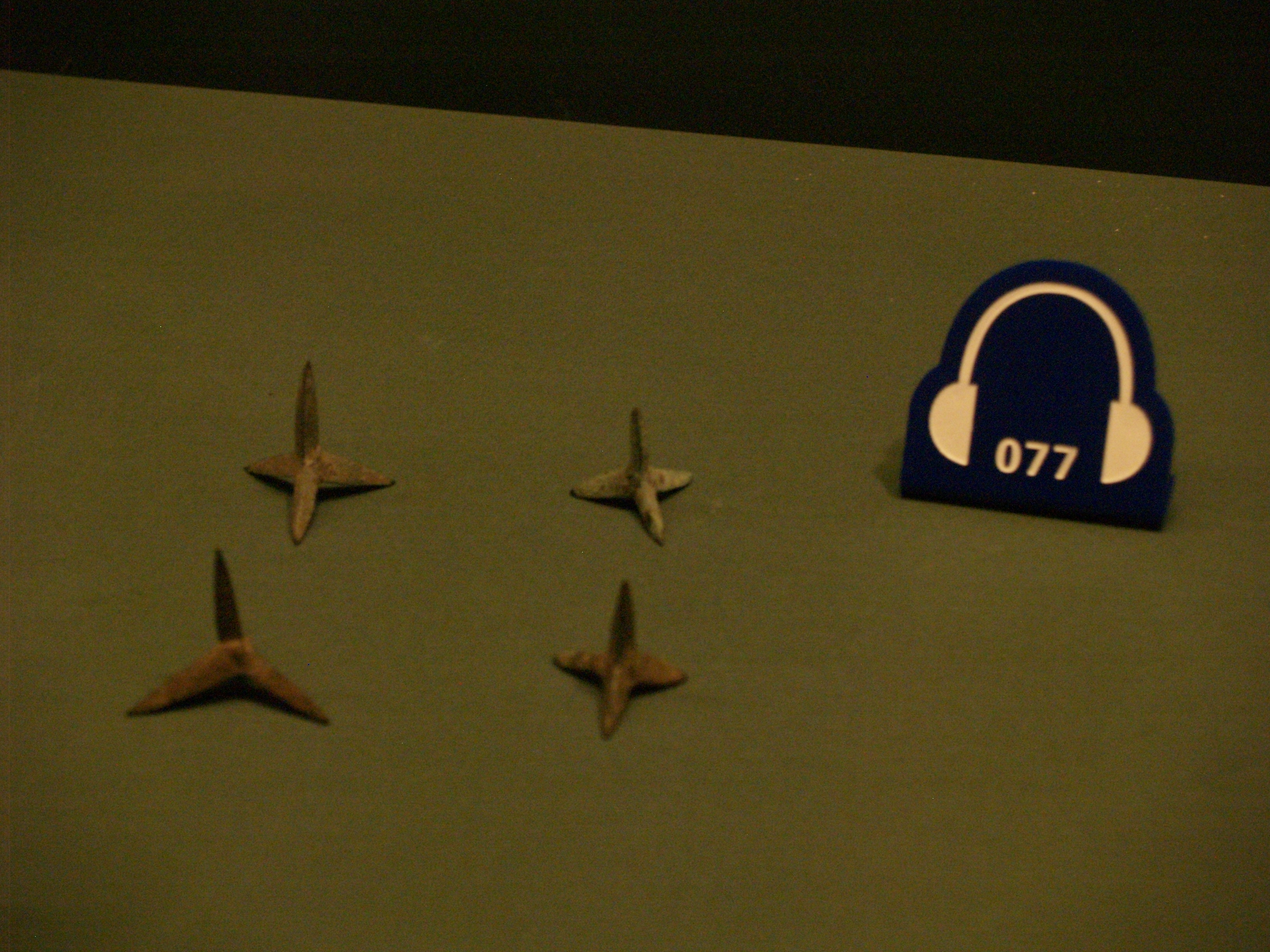
Vũ khí chông sắt bằng đồng của quân Thục Hán thu thập được trong trận chiến núi Định Quân Tào – Lưu, lưu trữ ở Bảo tàng Lịch sử Thiểm Tây.

Sang năm sau tức Kiến An thứ 20, Tào Tháo đưa con gái mình lên làm Tào Hoàng Hậu, đến tháng 3 thì bắt đầu thảo phạt Trương Lỗ, tới Hán Trung sau đó 1 tháng thì đi qua Tán Quan, phá Dương Bình Quan thẳng tiến tới Nam Trịnh, khiến Trương Lỗ chạy về Ba Trung. Quân sư trong chiến dịch này là Tư Mã Ý đề nghị tiếp tục tiến sâu hơn về phía Tây để thảo phạt Lưu Bị, nhưng Tào Tháo nói: "Người khổ không biết đủ, đã bình Lũng, lại nhìn Thục". Tào Tháo không muốn thừa cơ tấn công đất Thục, phái Hạ Hầu Uyên trấn thủ ở đất Lũng, Hán Trung. Sang tháng 5, Tôn–Lưu tiến hành chia cắt Kinh Châu lần thứ 2, đến tháng 8 thì Tôn Quyền tiến đánh Hợp Phì nhưng đại bại. Tháng 11 năm này, Trương Lỗ đầu hàng Tào Tháo, từ đây chỉ còn ba thế lực Tào–Tôn–Lưu phân chia thiên hạ. Tháng 12, Trương Phi đem quân đánh lui Trương Cáp, đánh bại quân Tào ở Ba Quận. Tháng 5 năm 216 tức Kiến An thứ 21, Tào Tháo ép Hán Hiến Đế ra chiếu phong mình làm Ngụy Vương, thêm "cửu tích" trong lễ nghi của mình, phong con thứ Tào Phi làm Thế tử, tạo cơ sở phân lập quyền lực của cơ chế chính trị và quân sự Đông Hán. Sang năm sau, quân Tào tiến đánh Nhu Tu một lần nữa nhưng bất phân thắng bại, đành rút lui. Năm 218 tức Kiến An thứ 23, Cảnh Kỷ lập mưu giết Tào Tháo nhưng thất bại, bị xử tử, sang tháng 4 thì cử Tào Chương bình loạn Ô Hoàn và Tiên Ti, Kha Bỉ Năng đầu hàng. Sang tháng 9, Tào Tháo tiến vào chiếm giữ Trường An, chuẩn bị nghênh chiến Lưu Bị trong chiến dịch Hán Trung. Năm 219 tức Kiến An thứ 24, Lưu Bị thúc quân vượt qua sông Miện Thủy, đóng quân hạ trại tại núi Định Quân, mai phục ở phía sau đỉnh núi, đánh lừa được tướng Hạ Hầu Uyên và vị tướng này bị chém chết bởi Hoàng Trung. Nghe tin đại tướng tử trận, Tào Tháo đích thân mang đại quân qua hang Tà Cốc vào Xuyên để quyết chiến. Quân Lưu phái Triệu Vân đi cướp lương thảo, phòng thủ không giao chiến 1 tháng, tung tin làm giảm sĩ khí quân Tào, cho đến tháng 6 thì quân Tào phải rút khỏi Hán Trung, để Trương Cáp và Tào Hồng chia nhau đóng đồn ở Trần Thương và Vũ Đô, sai Tào Chân yểm trợ cho Tào Hồng dần dần rút khỏi Vũ Đô. Sau đó, quân Lưu Bị đánh Phòng Lăng, Thượng Dung và khiến các Thái thú đầu hàng, chiếm lĩnh toàn bộ Tây Xuyên và Đông Xuyên. Tháng 8, Lưu Bị tự xưng là Hán Trung Vương, bổ nhiệm Ngụy Diên làm Thái thú Hán Trung, phòng thủ căn cứ đặc biệt.

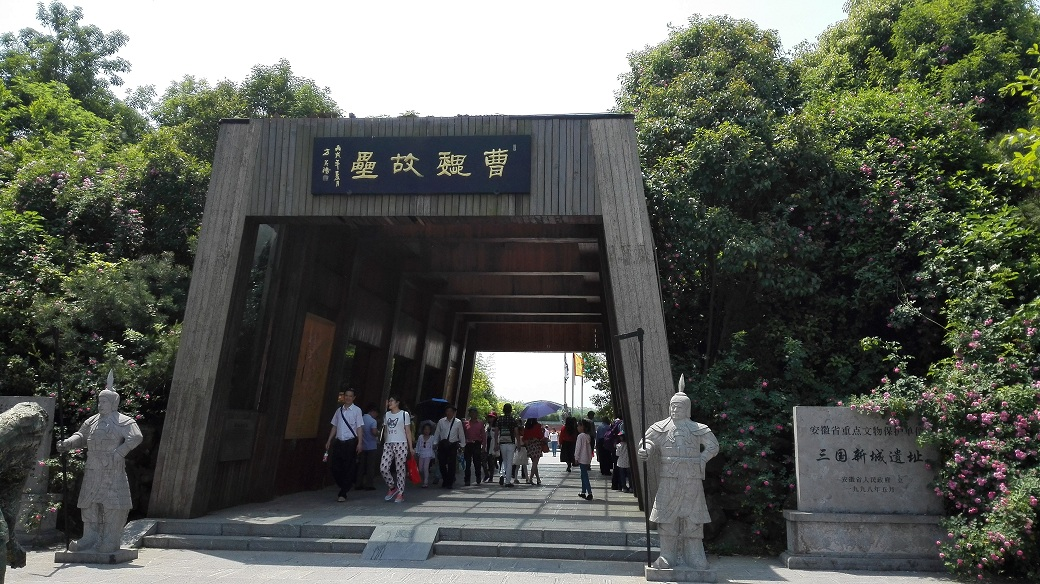
Bảo tàng lưu trữ quân Tào trong các trận chiến với Đông Ngô tại Hợp Phì.

Về phía Đông, năm 211 tức Kiến An thứ 16, Tôn Quyền bổ nhiệm Bộ Chất làm Thứ sử Giao Châu, Sĩ Nhiếp làm Tả tướng quân của Giao Châu, đồng thời bình định được Lĩnh Nam. Năm 215, khi mà Lưu Bị bình định được Ích Châu, Tôn Quyền lập tức điều Gia Cát Cẩn tới yêu cầu trả lại Kinh Châu, nhưng Lưu Bị trả lời rằng: "Đợi lấy được Lương Châu liền đem Kinh Châu trả lại toàn bộ", ý chẳng khác gì không muốn trả bởi Lương Châu được quân Tào chiếm giữ và xây dựng phòng thủ mạnh mẽ. Nghe lời đáp này, Tôn Quyền giận dữ, phái Lã Mông cướp 3 quận Trường Sa, Quế Dương, Linh Lăng. Lưu Bị ở Ích châu được tin vội mang 5 vạn quân về thành Công An, sai Quan Vũ mang quân đi đánh Lã Mông và Lỗ Túc. Cùng lúc, Tôn Quyền cũng đích thân tới Lục Khẩu và sai Lỗ Túc tiến đến Ích Dương. Hai bên chiến sự giằng co. Giữa lúc đó có tin đại quân Tào Tháo tiến vào Hán Trung đánh Trương Lỗ, Tây Xuyên bị uy hiếp, đồng thời khó có thể đoạt lại các quận đã mất bởi lực lượng của quân Tôn, Lưu Bị đành phải nhượng bộ, công nhận chủ quyền 3 quận bị chiếm của Tôn Quyền, xin đổi lấy Nam Quận. Tôn Quyền chấp thuận giảng hòa, phân chia lại Kinh châu, hai bên lấy sông Tương Thủy làm ranh giới. Tôn Quyền tiếp tục công nhận phân nửa Nam Quận và trả lại quận Linh Lăng cho Quan Vũ, đổi lại Quan Vũ giao lại quận Trường Sa và Quế Dương cho Tôn Quyền. Từ năm 215, địa bàn Kinh Châu của quân Lưu gồm các quận Vũ Lăng, Linh Lăng, Nghi Đô và một nửa Nam Quận cùng Giang Lăng. Phía Tôn Quyền, sau khi phân chia lại Kinh Châu, thừa dịp Tào Tháo đánh Trương Lỗ đã đem đại quân đánh Hợp Phí, giao chiến với Trương Liêu, Lý Điển, Nhạc Tiến nhưng bị đánh bại. Tháng 3 năm 217, Lỗ Túc chết, quyền lực Đại đô đốc được giao cho Lã Mông, chấp thuận đề xuất hàng Tào Tháo về ngoại giao.

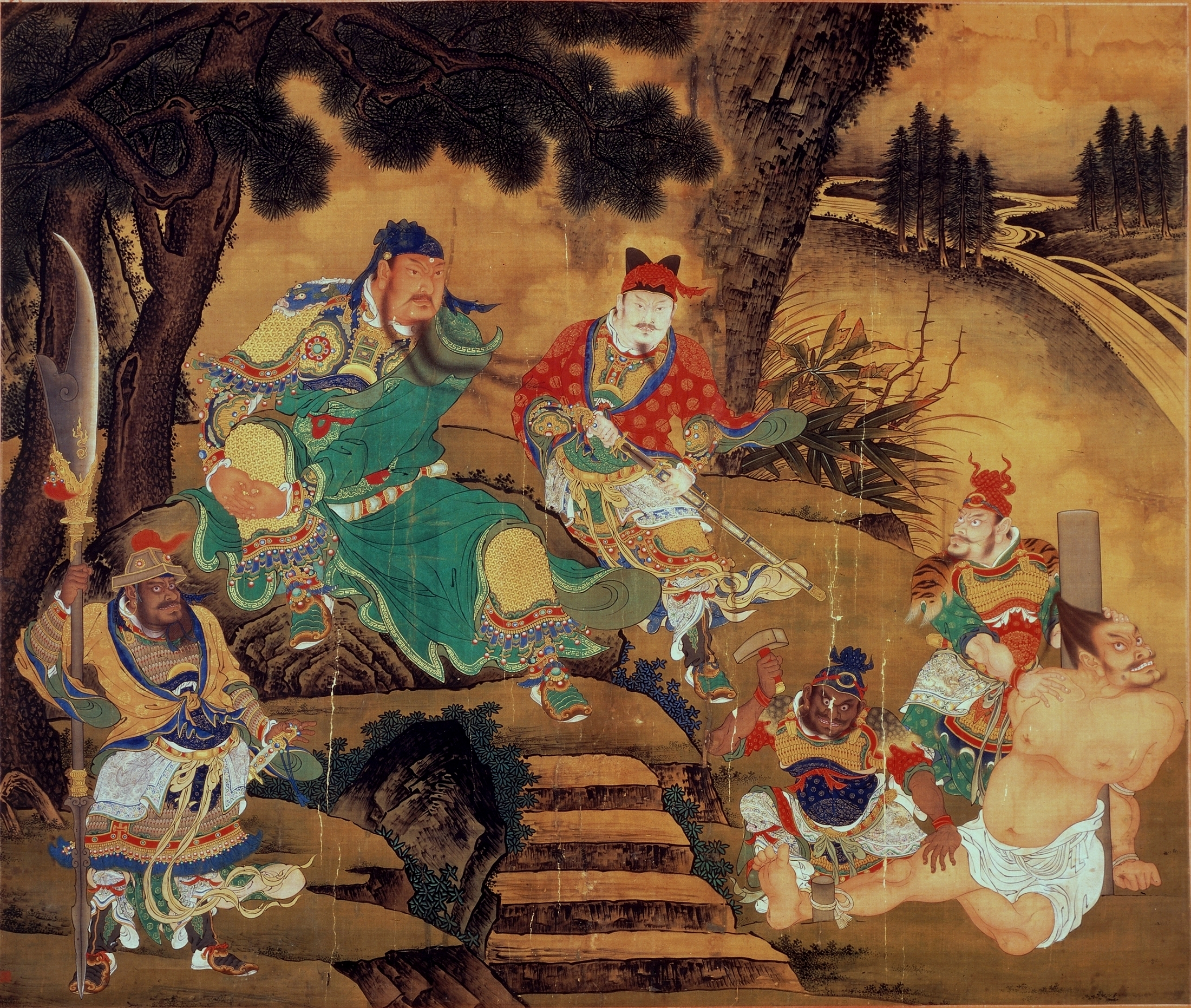
Hình vẽ Quan Vũ (áo xanh) cùng Quan Bình (mặt trắng), Chu Thương bên trái bắt được Bàng Đức trong chiến dịch Bắc phạt 219.

Năm 219, Quan Vũ bắc phạt, tấn công Phàn Thành, giành chiến thắng trước quân của Tào Nhân. Phàn Thành không vẫn còn nằm trong tay quân Tào, Quan Vũ xua quân vây thành, đánh bại Vu Cấm, giết chết Bàng Đức, khiến tình hình nghiêm trọng đến nỗi Tào Tháo muốn bỏ quốc đô Hứa Xương chạy về phía Bắc. Tuy nhiên ở phía Tôn Quyền, với những mâu thuẫn ngoại giao với quân Lưu, đồng thời tuyên bố theo quân Tào và nhận thấy hậu phương Quan Vũ trống trải nên đã nắm lấy cơ hội này, sai Lã Mông cất quân dùng kế "áo trắng qua đò" mà đánh vào Kinh Châu. Hai tướng My Phương và Sĩ Nhân bất bình với Quan Vũ, bèn dâng Giang Lăng và thành Công An cho Tôn Quyền. Quan Vũ hạ lệnh giải vây Phàn Thành rút lui về Kinh Châu mới biết Giang Lăng và Công An đã mất, phải chạy về Mạch Thành ở phía Đông Nam từ Hồ Bắc tới Đương Dương trong tình trạng thân cô thế cô. Tháng chạp năm 219, Tôn Quyền sai người dụ hàng Quan Vũ. Quan Vũ giả vờ đầu hàng, nhưng lại dẫn 10 kỵ quân chạy tới Lâm Thư nằm ở Tây Bắc Tương Dương thì bị tướng Tôn là Chu Nhiên và Phan Chương bắt mang về, bị giết chết vào mang đầu đến Lạc Dương nộp cho Tào Tháo. Tào Tháo hậu táng cho Quan Vũ, lại phong Tôn Quyền làm Phiêu Kị tướng quân, Châu mục Kinh Châu, tước Nam Xương Hầu, nhằm làm Lưu Bị thù hận Tôn Quyền. Từ đó Tôn Quyền khống chế toàn bộ phía Nam sông Trường Giang, gồm Kinh Châu, Dương Châu và Giao Châu.

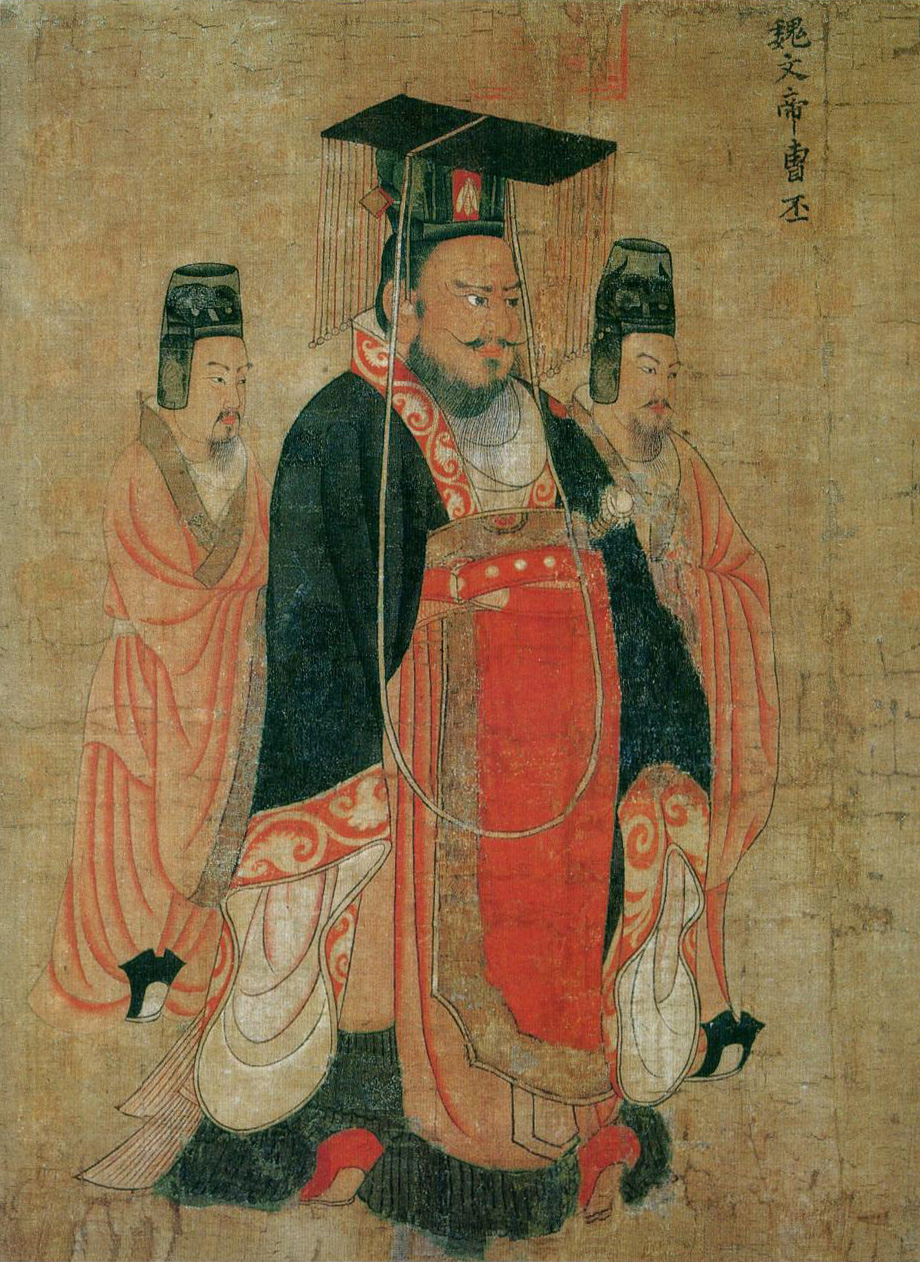
Tào Phi soán ngôi nhà Hán, xưng đế lập Tào Ngụy năm 220.

Tháng giêng năm 220 tức Kiến An thứ 25, Tào Tháo qua đời ở tuổi 65, Tào Phi kế thừa cha làm Ngụy Vương, Thừa tướng, đổi niên hiệu thành Diên Khang, sang tháng 2 thì áp dụng hệ thống quan cửu phẩm. Tới tháng 7, Mạnh Đạt đầu hàng quân Ngụy. Mùa thu năm đó, diễn ra sự kiện Tào Phi soán Hán, buộc Hán Hiến Đế thiện nhượng cho mình sau 30 năm làm vua bù nhìn, đổi xưng là Sơn Dương Công. Tháng 10, Tào Phi tự xưng là Ngụy Hoàng Đế, trở thành vị Hoàng đế đầu tiên của Tào Ngụy, đổi niên hiệu sang Hoàng Sơ, định đô tại Lạc Dương, truy xưng cha mình là Tào Tháo làm Vũ Hoàng Đế. Sau khi lên ngôi, ông đã tiếp tục cuộc chiến của cha mình chống lại Lưu Bị và Tôn Quyền trong giấc mộng thống nhất, bước sang thời kỳ Tam Quốc. Phía Tứ Xuyên, Lưu Bị không thừa nhận Tào Ngụy, không dùng niên hiệu Diên Khang và Hoàng Sơ. Sau khi lên ngôi, Tào Phi cử quân lấy lại Tương Dương từ tay Tôn Quyền. Tháng 1 năm 221 tức Hoàng Sơ thứ 2, Tào Phi bổ nhiệm gia chủ nhà họ Khổng, cháu 20 đời của Khổng Tử là Khổng Di làm Tông Thánh Hầu. Tháng tư năm này, Lưu Bị xưng đế dựa trên cơ sở là tông thất – song chưa được xác định của nhà Hán, lấy quốc hiệu là Hán để kế tục Lưu Hiệp, đặt niên hiệu là Chương Vũ, sử gọi là Thục Hán. Phía Đông thì Tôn Quyền dời đô tới Vũ Xương, phong Lưu Chương làm Châu mục Ích Châu – chức vụ cũ mà chư hầu này từng giữ, bổ nhiệm Chu Thái làm Thái thú Hán Trung, Phan Chương làm Thái thú Cố Lăng, là những hư chức của các địa phương thuộc Thục Hán, với ý đồ nhập Thục diệt Lưu Bị. Tháng 6, Tào Phi giết vợ mình là Chân Hoàng Hậu, Trương Phi bị ám sát mà chết trong thời điểm mà Lưu Bị lấy việc báo thù cho Quan Vũ làm mục tiêu mở chiến dịch tấn công quân Tôn. Tháng 8 thì Tôn Quyền được phong tước Ngô Vương. Trong giai đoạn này, Lưu Bị được xét là xa quê hương – lập quốc ở Tứ Xuyên ở Tây Nam cách quê hương là quận Trác ở Đông Bắc gần 2.000 km, không có địa phương hay huyết thống gia tộc để dựa vào, không có người thân ngoại trừ một người con trai, thuộc hạ cùng gốc gác chỉ có Trương Phi và Giản Ung, muốn đi theo con đường chính nghĩa thì phải diệt Ngụy nhằm "phục hưng Hán thất", cho nên các chiến lược Bắc phạt thứ nhất của Gia Cát Lượng, thứ hai của Khương Duy đã trở thành vận mệnh của Thục Hán, nếu không thì nước này không còn lý do tồn tại. Tuy nhiên, Thục Hán được thành lập bởi chính nghĩa mong manh, chưa kể rằng chính nghĩa đã phai nhạt sau các trận chiến phía Đông và bắc Phạt bất thành, bất chấp sự cống hiến của những người nổi tiếng như Thừa tướng Gia Cát Lượng, nhà Thục Hán vẫn là nước diệt vong đầu tiên trong Tam Quốc, và đây là kết quả không nằm ngoài dự đoán.

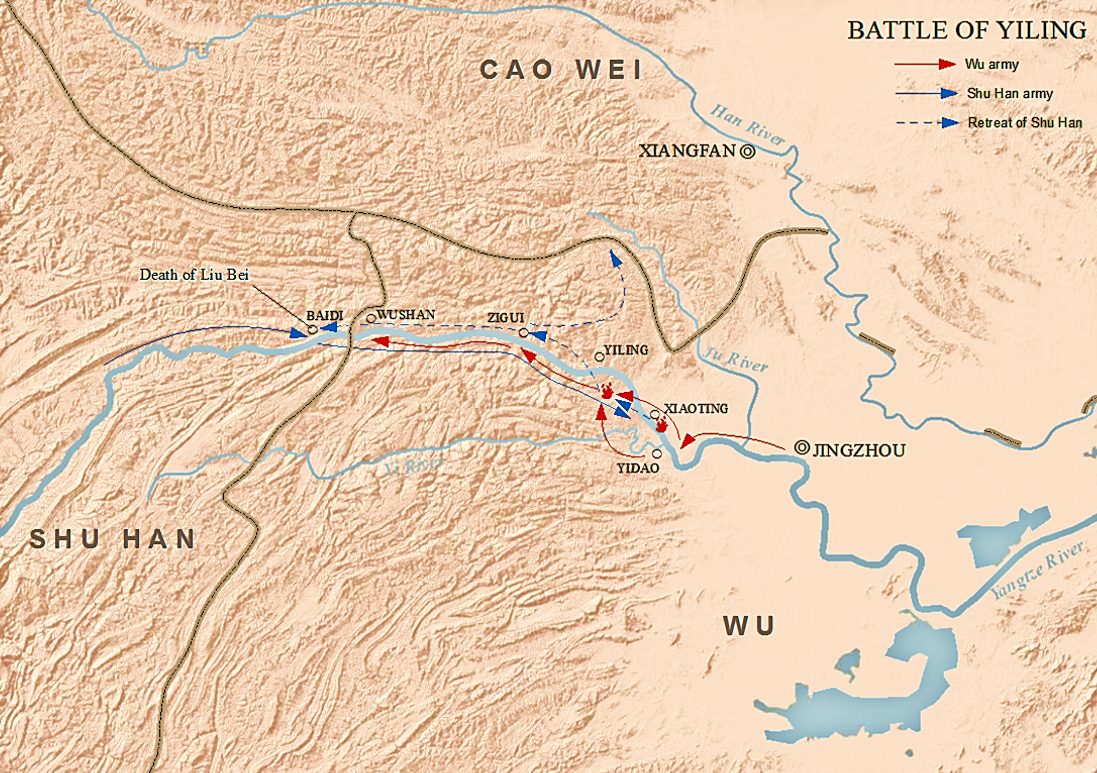
Bản đồ trận Di Lăng giữa Lưu Bị và Lục Tốn.

Tháng 2 năm 222, các nước Quy Từ, Thiện Thiện từ phía Tây cống nạp cho nước Ngụy, sang tháng sau, quân Thục Hán của Lưu Bị đại bại ở trận Di Lăng trước Lục Tốn, Lưu Bị chạy về thành Bạch Đế. Trong trận Di Lăng, Lưu Bị hạ lệnh cho quân thủy lên bộ hạ trại, lập ra liên tiếp mấy chục doanh trại bằng gỗ cây rừng trong 700 dặm, phạm phải tối kỵ của nhà binh, bị 5 vạn quân Ngô dùng hỏa công đồng loạt đánh vào không kịp trở tay, tan vỡ bỏ chạy. Tháng 9, Tào Phi lệnh cho Tôn Quyền gửi Thái tử Tôn Đăng đến Ngụy Đô Lạc Dương làm con tin nhằm bày tỏ lòng trung thành nhưng Tôn Quyền từ chối và tuyên bố độc lập bằng việc đổi niên hiệu sang Hoàng Vũ, Ngụy bèn xuất binh phạt Ngô. Sau đó 2 tháng, Thục Hán cùng phía Tôn giảng hòa, Thục Hán vừa khiến thiên hạ thất vọng vì xưng đế mà không phạt Ngụy lập Hán lại tấn công Ngô trước, vừa không còn gây uy hiếp cho Ngô được nữa.
Tháng 2 năm 223, quân Ngô ở Nhu Tu được chỉ huy bởi Chu Hoàn đánh bại quân Ngụy của Tào Nhân. Sau đó 2 tháng, Lưu Bị qua đời ở tuổi 62, đưa Thái tử Lưu Thiện kế vị. Vào tháng 10, Thục Hán cử Đặng Chi đi sứ Ngô, thuyết phục kết minh và Ngô đồng ý, cắt đứt quan hệ với Tào Ngụy. Quyền lực triều đình Thục Hán được giao cho Gia Cát Lượng, từ đây thế cục Tam Quốc một lần nữa đổi thành liên minh Đông Ngô–Thục Hán đối kháng Tào Ngụy. Sang tháng 4 năm 224, Tào Ngụy thiết lập thái học, thi tiến sĩ, Ngô cử Trương Ôn đi sứ Thục Hán, đến tháng 9 thì Tào Phi thân chinh phạt Ngô, tiến quân tới Quảng Lăng thì thất bại. Tháng 2 năm 225, Gia Cát Lượng mở chiến dịch Nam Trung, đem theo các tướng Lý Khôi, Mã Trung, phân thành 3 nhánh và đánh bại Ung Khải, Mạnh Hoạch, bình định phương Nam. Tháng 3 năm này, Ngụy cử tướng Lương Tập đánh bại Kha Bỉ Năng, đến tháng 10 thì tấn công Quảng Lăng một lần nữa nhưng tiếp tục thất bại. Vào năm 226, Thái thú Giao Chỉ Sĩ Nhiếp chết, Ngô cử Lã Đại tới tiếp quản, giết 5 người con của Sĩ Nhiếp ngoại trừ Sĩ Hâm và trực tiếp thống trị Giao Châu. Tháng 5 năm này thì Tào Phi chết, Thái tử Tào Duệ kế vị. Tháng 8 năm này, tận dụng vị Ngụy thay vua, Tôn Quyền đem quân tấn công Tương Dương nhưng thất bại. Năm 229, Tôn Quyền chính thức xưng đế, là Ngô Đại Đế, đổi niên hiệu sang Hoàng Long, dời đô lên Kiến Nghiệp, chính thức tồn tại ba quốc gia có vua là Hoàng đế, sử gọi là nhà Đông Ngô hoặc Tôn Ngô. Về mặt lịch sử, các nhà sử học đời sau cho rằng việc phân chia Tam Quốc đã bắt đầu từ sau trận Xích Bích, đến năm 220 thì Tào Phi soán ngôi Đông Hán, lập Tào Ngụy, bước sang thời kỳ Ngụy–Tấn–Nam–Bắc triều. Tuy nhiên, định nghĩa chặt chẽ nhất về sự xác lập của Tam Quốc phải là năm 229, khi mà ba quốc gia cùng đều có quân chủ là Hoàng đế.

### Tranh chấp trong ngoài

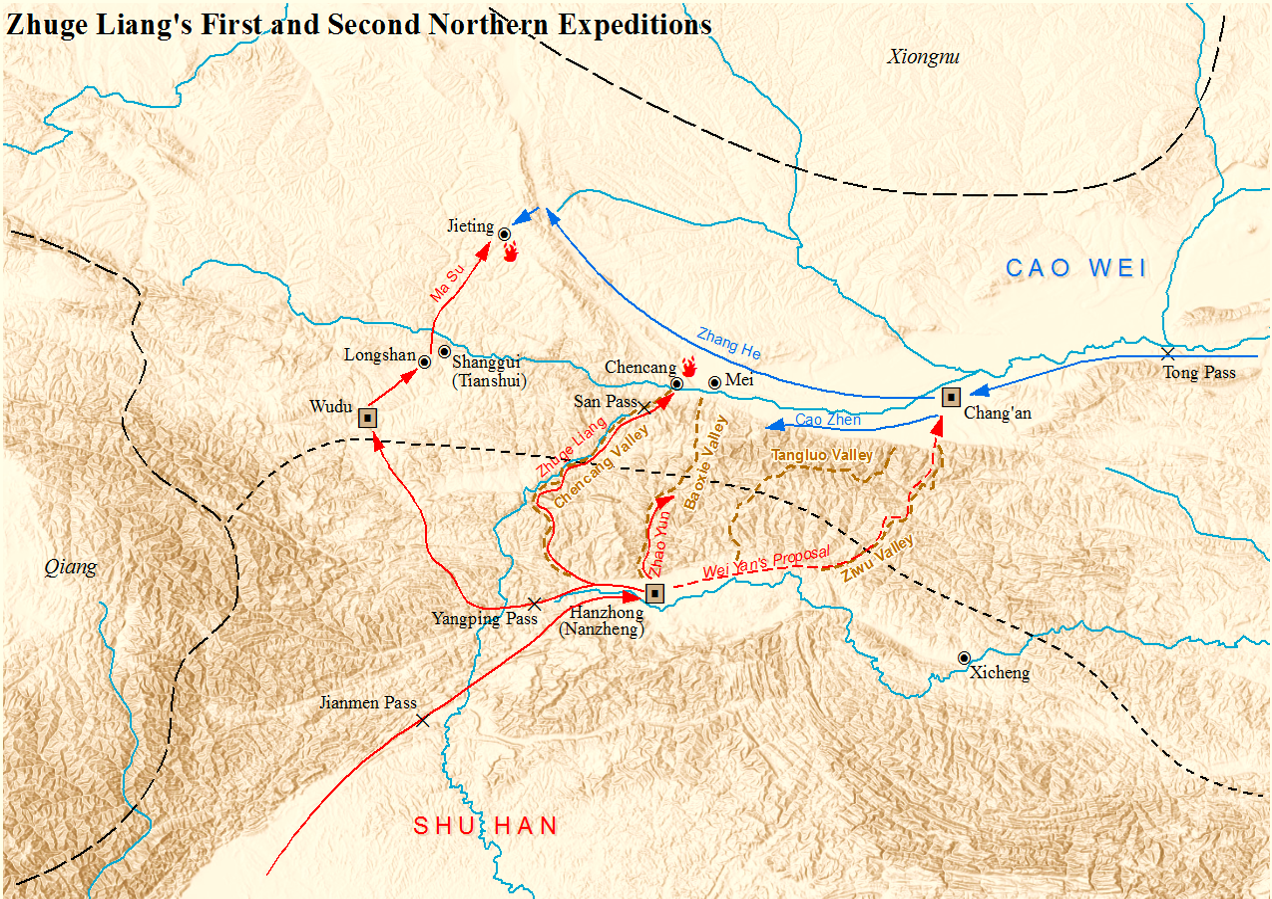
Bắc phạt lần thứ nhất và thứ 2 của Gia Cát Lượng năm 228.

Sau khi Lưu Bị chết, vùng Nam Trung của Thục Hán nổi loạn, Gia Cát Lượng dùng "tâm chiến" dẹp yên loạn ở phía Nam, không xuất binh, không vận lương mà quản lý thực tế, khiến Nam Trung nhìn chung ổn định, mặc dù sau đó vẫn có loạn lạc lẻ tẻ, nhưng tất cả đều bị Mã Trung, Trương Ngực dẹp loạn. Thục Hán do Gia Cát Lượng lãnh đạo đối phó Tào Ngụy, suốt những năm 227–234 đã có 6 lần phát sinh cuộc chiến Thục – Ngụy, trong đó 5 lần Bắc chinh, 1 lần phòng ngự cuộc Nam chinh của Tào Chân, sử xưng là Gia Cát Lượng Bắc phạt. Tháng 3 năm 227, Gia Cát Lượng tấu xuất sư biểu cho Lưu Thiện, xuất binh từ Hán Trung, sang tháng 10 thì Yên Kỳ Quốc Vương Vương Tử nộp cống cho Ngụy, tháng 11 thì tướng Mạnh Đạt phản Ngụy theo Thục nhưng bị Tư Mã Ý giết. Năm 228, Liêu Đông Công Tôn Khang chết, con là Công Tôn Uyên kế vị, phía Tây Nam thì Gia Cát Lượng Bắc phạt thứ nhất và thứ 2, còn ở phía Đông thì vào tháng 8, Ngô sai Chu Phường giả vờ hàng Ngụy, sau đó Lục Tốn tại Thạch Đình đại phá Tào Hưu.
Mùa xuân năm 229, Gia Cát Lượng Bắc phạt, chiếm cứ quận Vũ Đô rồi Âm Bình. Ông nhiều lần đánh bại quân Ngụy, giết các tướng Trương Cáp, Vương Song, tuy nhiên gặp khó khăn trong khâu tiếp tế và duy trì vì địa hình hiểm trở, phía Ngụy chỉ huy bởi Tư Mã Ý nhìn chung phòng thủ vững chắc với lương thảo đầy đủ, Gia Cát Lượng cuối cùng chưa thể đánh hạ Trường An, qua đời năm 234 ở Ngũ Trượng Nguyên ở tuổi 53. Các tướng kế thừa là Ngụy Diên và Dương Nghi đấu đá nội bộ mà chết, quân Thục mất đi tướng lãnh đạo. Vào thời điểm này, nhận thấy sự mất mát nhân sự lớn của Thục Hán, Tôn Quyền cho rằng nước này rất có khả năng sẽ bị Tào Ngụy tiêu diệt, liền gửi thêm quân tới phía Tây hỗ trợ Thục Hán phòng ngự, cũng chuẩn bị cho việc khi Thục Hán bại vong thì cùng Tào Ngụy chia cắt lãnh thổ. Tướng Đông Ngô Toàn Tông thời điểm này cũng tập kích hòng chiếm lấy thành Bạch Đế của Thục Hán nhưng bất thành, song mối quan hệ Ngô–Thục không vì vậy mà tan vỡ. Tại Thục Hán, cục diện chính trị sau Gia Cát Lượng được giao cho Tưởng Uyển, Phí Y cùng Đổng Doãn duy trì, tạm dừng việc Bắc phạt. Sau đó Tưởng Uyển và Phí Y lần lượt qua đời, Khương Duy kế nhiệm và bắt đầu triển khai Bắc phạt trở lại ròng rã 15 năm 247–262 song không đem lại hiệu quả rõ ràng, tiêu hao quốc lực. Khương Duy chuyên chú tấn công phía Bắc, trong nước thì đại thần nội trị Đổng Doãn qua đời, Lưu Thiện dùng các hoạn quan Hoàng Hạo cùng Trần Chi để quản lý và làm bại hoại triều chính. Đợi đến khi Khương Duy đối phó Hoàng Hạo thì thất thế, phải tới Đạp Trung để tránh tai họa.

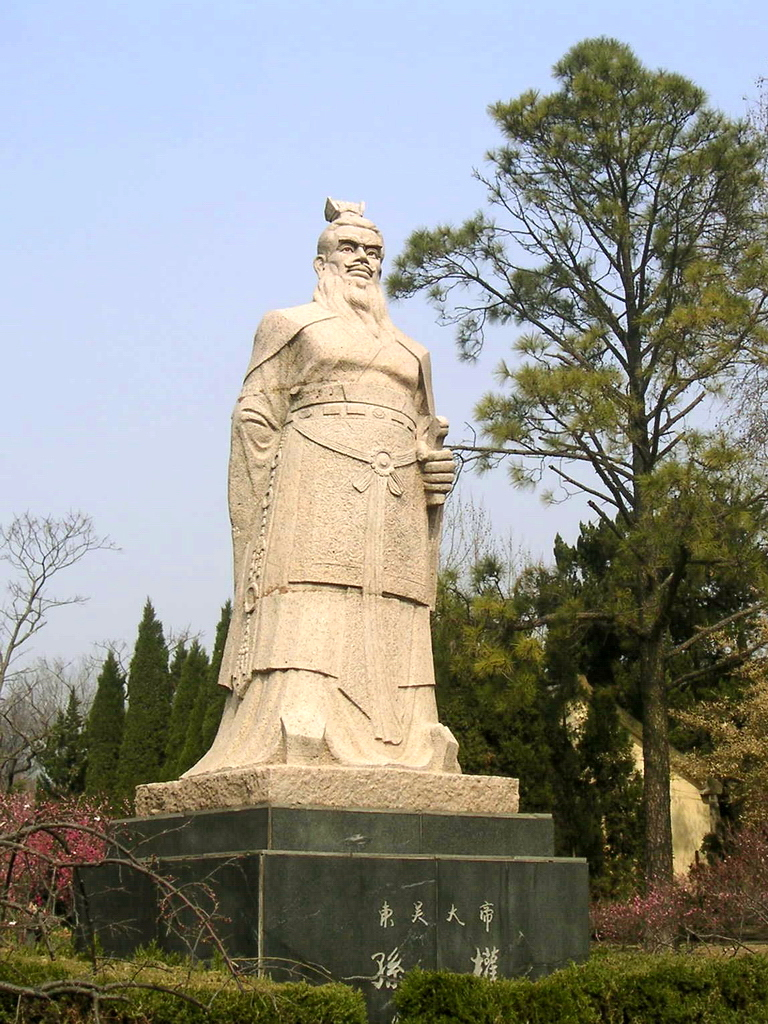
Tượng Tôn Quyền ở Nam Kinh.

Tôn Ngô vì liên minh với Thục Hán đã phái Đại Đô đốc Lục Tốn, tướng Gia Cát Cẩn đánh Hợp Phì, Tương Dương, Giang Hạ của Tào Ngụy, nhưng thành quả không lớn. Tôn Quyền phân công Cố Ung làm Thừa tướng nước Ngô trong 19 năm, phụ chính đại thần Gia Cát Khác thành công trong việc thu phục tộc Sơn Việt, đánh bại khởi nghĩa Bà Triệu ở Giao Chỉ, yên ổn hậu phương, tăng thêm số lượng nhân khẩu cùng quân đội. Nhà Ngô nhìn chung bình ổn, tuy vậy Tôn Quyền đến lúc tuổi già đã thiếu sự minh mẫn, làm phát sinh không ít sai lầm ảnh hưởng chính trị nội bộ. Phía đối ngoại, ông không nghe tời quần thần, lầm tưởng Liêu Đông Công Tôn Uyên quy hàng dẫn đến bị tổn thất quân lương phía Bắc. Khi con cả là Thái tử Tôn Đăng chết ở tuổi 33, tranh cãi về việc lập người kế vị trong triều đình phát sinh khiến Tôn Quyền chán nản và suy kiệt. Ông lập con trai thứ 3 là Tôn Hòa làm Thái tử năm 242 nhưng lại cho phép người con thứ 4 là Tôn Bá được đối xử ngang Thái tử khiến mâu thuẫn phe phái nảy sinh, sử gọi là "nhị cung chi tranh", trước đó là việc sát hại các quan Trương Ôn, Kỵ Diễm và việc Lã Nhất loạn chính. Khi Đại Đô đốc Lục Tốn cố gắng để bảo vệ Tôn Hòa, Tôn Bá vu cáo ông bằng những tội lỗi không có thật khiến Tôn Quyền giận dữ và đay nghiến Lục Tốn, cuối cùng Lục Tốn lo buồn mà chết. Sau đó, Tôn Quyền buộc Tôn Bá phải tự tử và phế truất Tôn Hòa, lập con út là Tôn Lượng mới 8 tuổi làm Thái tử, diệt trừ nhiều phe cánh đại thần của Tôn Hòa. Năm 251, Tôn Quyền hạ chiếu lập hậu – người được chọn là mẫu thân của Tôn Lượng, tức phu nhân Phan Thục làm Phan Hoàng Hậu. Năm 252, Tôn Quyền phong Vương cho các con, trong cùng năm thì Phan Hoàng Hậu bị ám sát và chết chưa rõ lý do, đến ngày 21 tháng 5 thì Tôn Quyền chết ở tuổi 70. Sau đó Thái phó Gia Cát Khác phụ tá Tôn Lượng kế vị, đem quân Bắc phạt nhưng thất bại và làm mất lòng người, không lâu sau bị Tôn Tuấn cùng Tôn Lượng giết chết. Sau đó, Tôn Tuấn và em họ Tôn Lâm giữ đại quyền, chuyên quyền tạo ra nhiều mâu thuẫn, chết giao quyền cho Tôn Lâm, sau đó Tôn Lượng bị phế truất bởi Tôn Hưu, đồng thời vua mới cùng Đại tướng quân Đinh Phụng giết Tôn Lâm, nền triều chính Đông Ngô ngày một suy yếu.

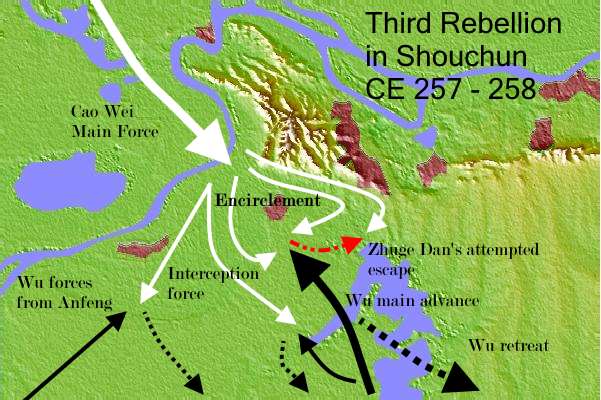
Binh biến Thọ Xuân lần thứ 3 của Tư Mã Ý.

Ở phía Tào Ngụy, chiến tranh chủ đạo đối đầu với Thục Hán và Đông Ngô. Sau khi Tào Phi chết, Tào Chân, Tào Hưu, Tư Mã Ý cùng Trần Quần phụ tá Tào Duệ, còn tiền phương giao cho 2 đại tướng Trương Cáp và Mãn Sủng. Trong những vị tướng của Tào Ngụy thời kỳ này, nổi bật nhất là Tư Mã Ý, ông đã chống lại thành công các đợt Bắc phạt của Thục Hán, tiêu diệt nước Yên của Công Tôn Uyên trong trận Liêu Đông. Sau khi Tào Duệ chết năm 239, Tào Sảng và Tư Mã Ý được giao làm phụ chính đại thần phò tá Tào Phương, đồng thời bắt đầu phát sinh đấu tranh quyền lực giữ 2 người. Cuối cùng Tư Mã Ý phát động chính biến năm 249, sử xưng là sự biến lăng Cao Bình, giết chết Tảo Sảng và phe cánh, đưa họ Tư Mỹ kiểm soát hoàn toàn triều chính nước Ngụy. Hai con của Tư Mã Ý là Tư Mã Sư, Tư Mã Chiêu lần lượt cầm quyền chính trị lẫn quân sự, triển khai ngoài trừ phe đối lập, trong phế truất Nguỵ Đế. Những năm này, nhà Tư Mã đã dần tiêu diệt các thế lực địa phương nước Nguỵ, tiến hành ba lần binh biến Thọ Xuân và lần lượt giết Vương Lăng, Quán Khâu Kiệm, Văn Khâm, Gia Cát Đản và quân đội viện trợ của Đông Ngô. Trong thời kỳ cha con nhà Tư Mã chuyên chính này, các văn thần vũ tướng ủng hộ Ngụy Đế hoặc phản đối nhà Tư Mã thì hoặc bị tiêu diệt, hoặc phải chạy trốn về Đông Ngô lẫn Thục Hán, sau đó Tư Mã Chiêu phế Tào Phương, lập Tào Mao, lại tiếp tục phế Tào Mao, lập Tào Hoán làm Nguỵ Đế cuối cùng, chuẩn bị cho sự soán vị xưng đế của nhà Tấn.

### Nhà Tấn thống nhất

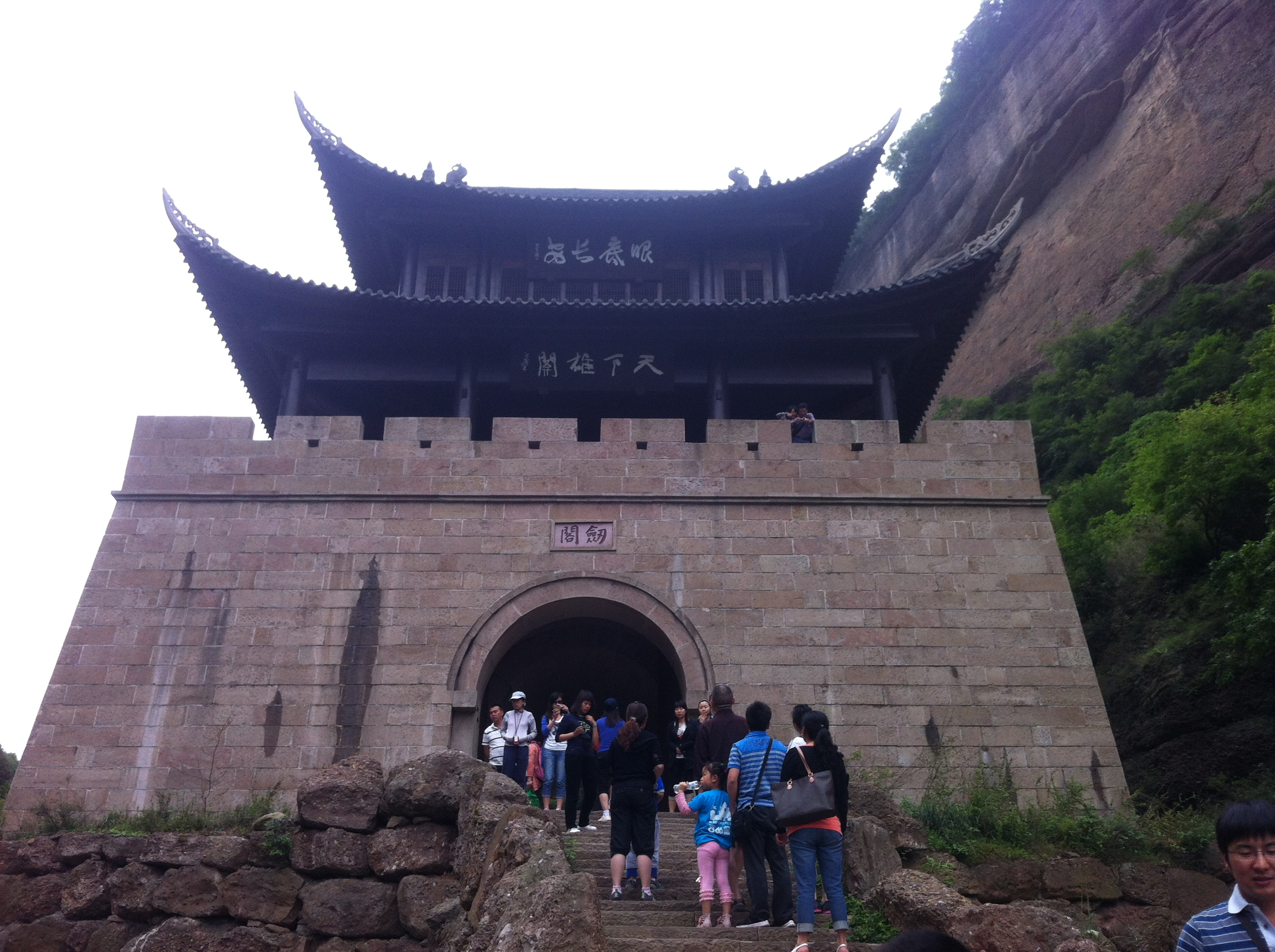
Kiếm Môn quan ở Kiếm Các, nơi Khương Duy phòng thủ trước Chung Hội.

Sau khi làm tốt công tác chuẩn bị, thừa dịp Thục Hán tranh chấp nội bộ khiến Khương Duy lánh về Đạp Trung, Tư Mã Chiêu mở chiến tranh Thục – Ngụy năm 263. Ông phái các tướng Chung Hội, Đặng Ngải, Gia Cát Tự chia binh ba đường xuôi Nam vào Hán Trung. Khương Duy ngay lập tức đem quân tới Kiếm Các để chặn Chung Hội. Đặng Ngải vượt Âm Bình, đi qua con đường nhỏ tiến sát Thành Đô, tới Miên Trúc và đánh bại cánh quân phòng thủ của Gia Cát Chiêm, đoạt lấy Thành Đô khiến Lưu Thiện đầu hàng, Thục Hán diệt vong. Ở Kiếm Các, Khương Duy thua trận và đầu hàng trước Chung Hội, lập mưu xúi Chung Hội làm phản để cứu Thục Hán nhưng bất thành, thua trận và bị giết. Hai tướng Ngụy là Chung Hội và Đặng Ngại lập đại công diệt Thục, song Chung Hội muốn làm phản nên bị giết, Đặng Ngải công lao lớn bị nghi ngờ nên cũng bị giết, đều bởi Vệ Quán. Lúc ấy phía Tôn Ngô có ý đồ đánh vào đất Thục nhưng bị tướng cũ của Thục Hán là La Hiến chặn đường ở quận Ba Tây, thất bại lui về.

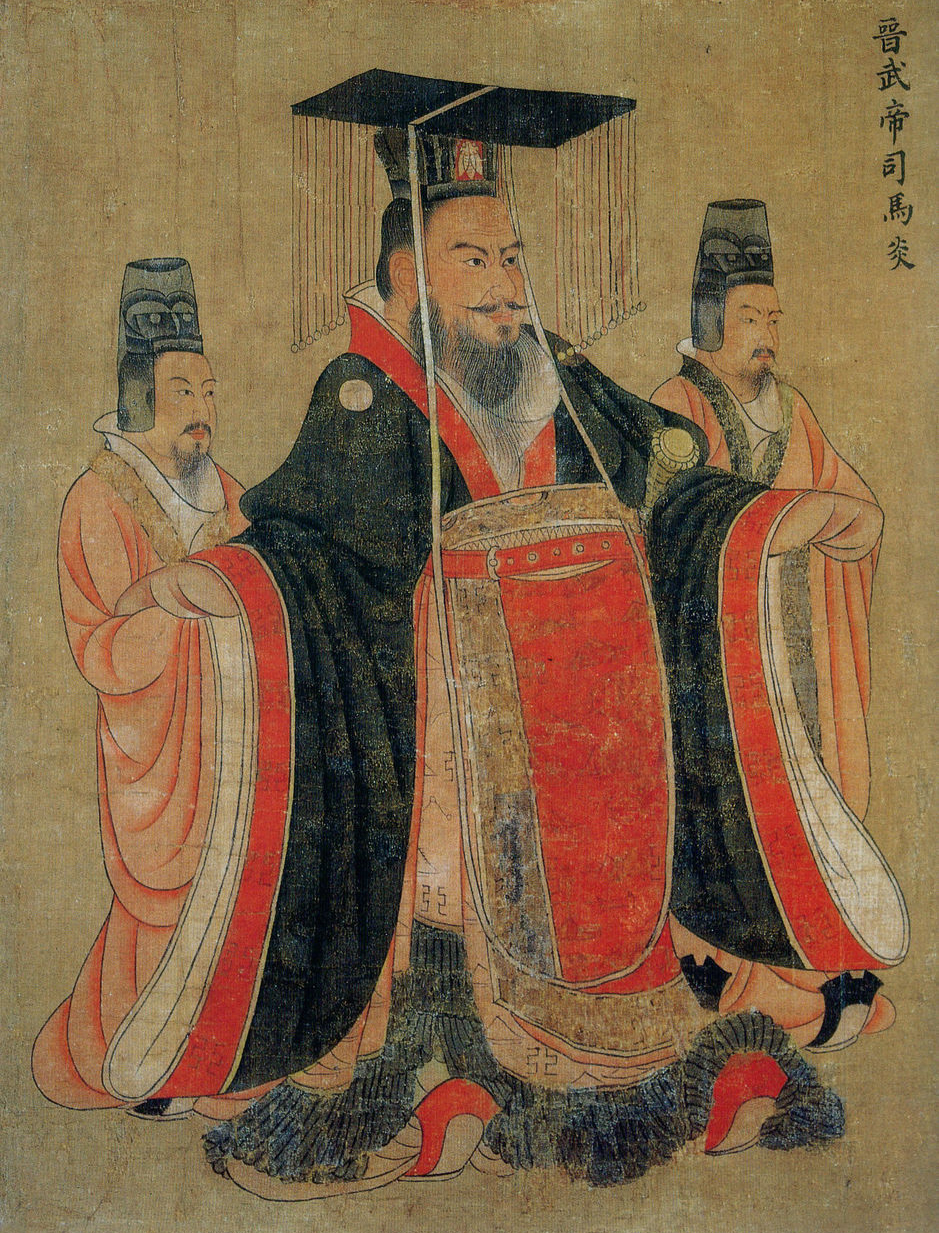
Tư Mã Viêm soán ngôi Tào Ngụy, lập Tây Tấn năm 266.

Phía Đông Ngô, năm 264 tức 1 năm sau khi Thục Hán diệt vong thì Tôn Hưu chết khi 30 tuổi, di chiếu lập Thái tử Tôn Quân kế vị, nhưng bởi người kế vị còn quá nhỏ tuổi, các quan như Bộc Dương Hưng, Trương Bố và Vu Quốc bàn nhau phế Thái tử, lập con trưởng của cựu Thái tử Tôn Hòa tức Ô Trình Hầu Tôn Hạo lên làm vua. Trong thời gian trị vì, Tôn Hạo hoang dâm vô đạo, xa xỉ cùng cực, giết hại trung lương, tin dùng hoạn quan, việc chính sự thì ít để tâm tới, vì thế quốc lực Giang Đông suy yếu, các đại thần lập ngôi là Bộc Dương Hưng cùng Trương Bố không lâu cũng bị giết. Song Tôn Hạo vẫn dùng Lục Khải làm Thừa tướng, giữ Lục Kháng trấn thủ Giang Lăng, Kinh Châu, duy trì triều chính Đông Ngô. Năm 265, Ta Mã Chiêu qua đời, con trai Tư Mã Viêm kế vị Tấn Vương, cuối năm thì bắt Hoàng đế Tào Hoán của Tào Ngụy thoái vị và giao lại triều đình cho mình, đăng cơ trở thành Tấn Vũ Đế, thành lập nhà Tây Tấn. Sau đó, Tây Tấn bắt đầu chuẩn bị chiến lược chinh phạt Đông Ngô, sai Vương Tuấn chế tạo thuyền chiến từ Ích Châu, cử Dương Hỗ trấn thủ Tương Dương và trực tiếp đối đầu với Lục Kháng ở Giang Lăng. Đô đốc Dương Hỗ thực hiện chính sách "bảo vệ bờ cõi, không tham lợi nhỏ", tiến hành quốc phòng và hỗ trợ dân chúng, gián tiếp làm dao động lòng dân của Kinh Châu. Tuy nhiên, lúc bấy giờ Thái thú Tây Lăng Bộ Xiển hàng Tấn, Dương Hỗ được lệnh đem quân chi viện, đánh Giang Lăng song bất thành do phòng thủ vững chãi, đồng thời Lục Kháng đánh trả và thành công phá hoại đường vận chuyển lương thảo của quân Tấn, thành công giữ vững Kinh Châu. Trong những năm này, vùng Lĩnh Nam của Đông Ngô thời Tôn Hạo có 2 lần phản loạn theo phe phương Bắc, quân Ngô ý đồ đoạt lại nhưng bị đánh bại bởi Mao Cảnh. Năm 269, Tôn Hạo cử Ngu Dĩ, Tiết Hủ và Đào Hoàng chia làm 2 đường tới Hợp Phố đánh bại Mao Cảnh, chiếm lại Giao Châu. Tôn Hạo cũng khởi xướng Bắc phạt năm 271 nhưng thất bại. Năm 279, thuộc hạ Tu Doãn là Quách Mã tạo phản Quảng Châu, Đông Ngô cử Đằng Tu, Đào Tuấn và Đào Hoàng đi dẹp loạn. Cùng năm thì đại quân nhà Tấn bắt đầu xuất chinh Nam tiến, Đông Ngô tràn ngập hiểm nguy.

Bản đồ Tam Quốc từ năm 190 đến khi nhà Tấn thống nhất năm 280.

Đại thần trọng yếu của Đông Ngô là Lục Khải và Lục Kháng bảo vệ đất nước được hơn 10 năm thì lần lượt chết, Đô đốc Tây Tấn Dương Hỗ đề xuất phạt Ngô nhưng bị đại thần Giả Sung phản bác. Năm 279, sau khi Dương Hỗ chết, cuộc nổi dậy ở Tây Bắc bắt đầu lắng dịu, hai vũ tướng Vương Tuấn, Đỗ Dự đề nghị xuất phạt Ngô dựa trên chiến lược và kế sách của Dương Hỗ, song Giả Sung, Tuân Úc lại cho rằng Tây Bắc vẫn chưa hoàn toàn ổn định nên phản đối. Cuối cùng Tư Mã Viêm quyết định vào cuối năm này phát động chinh phạt Đông Ngô, sử gọi là chiến tranh Tấn – Ngô. Tây Tấn điều 20 vạn quân, cử Giả Sung làm Đại Đô đốc nhưng thoái thác không tham chiến, tướng Vương Tuấn, Đường Bân chỉ huy cánh quân thượng du, Đỗ Dự và Hồ Phấn, Vương Nhung lĩnh quân trung du, Vương Hồn, Tư Mã Trụ lĩnh quân hạ du, tạo thành 6 cánh quân Nam tiến. Tháng 1 năm 280, Tôn Hạo nóng lòng muốn đánh, cử Thừa tướng Trương Đễ, tướng Thẩm Oánh, Gia Cát Tịnh vượt sông đối chiến nhưng thua trận, đều bị giết. Tướng Vương Tuấn đem quân xuôi theo Trường Giang phối hợp các cánh quân khác dần đánh hạ Tây Lăng, Giang Lăng, Vũ Xương cùng Tầm Dương, trung du Đỗ Dự cũng đoạt lấy phía Nam Kinh Châu. Sang tháng 3, quân Tấn vây kinh đô Kiến Nghiệp, Tôn Hạo cho rằng đại thế đã mất đành đầu hàng. Các quan Đào Hoàng, Đằng Tu cũng biểu thị quy thuận. Đông Ngô chính thức diệt vong, Tây Tấn thống nhất thiên hạ. Đến đây thời đại Tam quốc kết thúc, tiến vào thời kỳ của triều Tấn.

## Lãnh thổ và phân chia hành chính
Tam Quốc chia làm Tào Ngụy, Thục Hán cùng Đông Ngô. Thời đại này đa phần kế thừa phân cấp, chế độ và đơn vị hành chính thời Đông Hán, gồm châu, quận, và huyện, tức 3 cấp hành chính. Lãnh đạo châu thì là Thứ sử hoặc Châu mục, ở quận thì là Thái thú, ở huyện thì là Huyện lệnh, Huyện trưởng. Về đơn vị hành chính cấp quận, thủ đô của Tào Ngụy là Lạc Dương thuộc quận Hà Nam; kinh đô Thục Hán là Thành Đô thuộc quận Thục; và kinh đô Đông Ngô là Kiến Nghiệp thuộc quận Đan Dương. Tào Ngụy thiết lập lại vương quốc, thường phong cho hoàng thất họ Tào, đặt tướng của nước nhỏ, ngang cấp quận. Phía Đông Ngô có vùng Bì Lăng – nay là Thường Châu, Giang Tô được sắp xếp cơ chế điển nông hiệu úy đóng góp cho nền sản xuất nông nghiệp điển hình thời kỳ này, có quyền quản lý 3 huyện và ngang cấp quận. Bên cạnh đó, nhà Ngô còn lập chức Đô úy quản lý một số khu vực cấp dưới quận có phạm vi quyền hạn rộng lớn, được đặt tên theo Đông, Tây, Nam và Bắc, đặt trụ sở thường trú và lãnh đạo, nhiều khu vực trong số đó chính thức trở thành quận vào thời kỳ sau. Về đơn vị hành chính cấp huyện, Tào Ngụy có công quốc, hầu quốc, bá quốc, tử quốc, nam quốc được phong cho quan chức với tước vị công, hầu, bá, tử, nam tương ứng, và những "quốc" này tương đương với huyện. Phía Đông Ngô thì thiết lập một số vị trí Đô úy quản lý huyện ở quận thủ phủ Đan Dương.

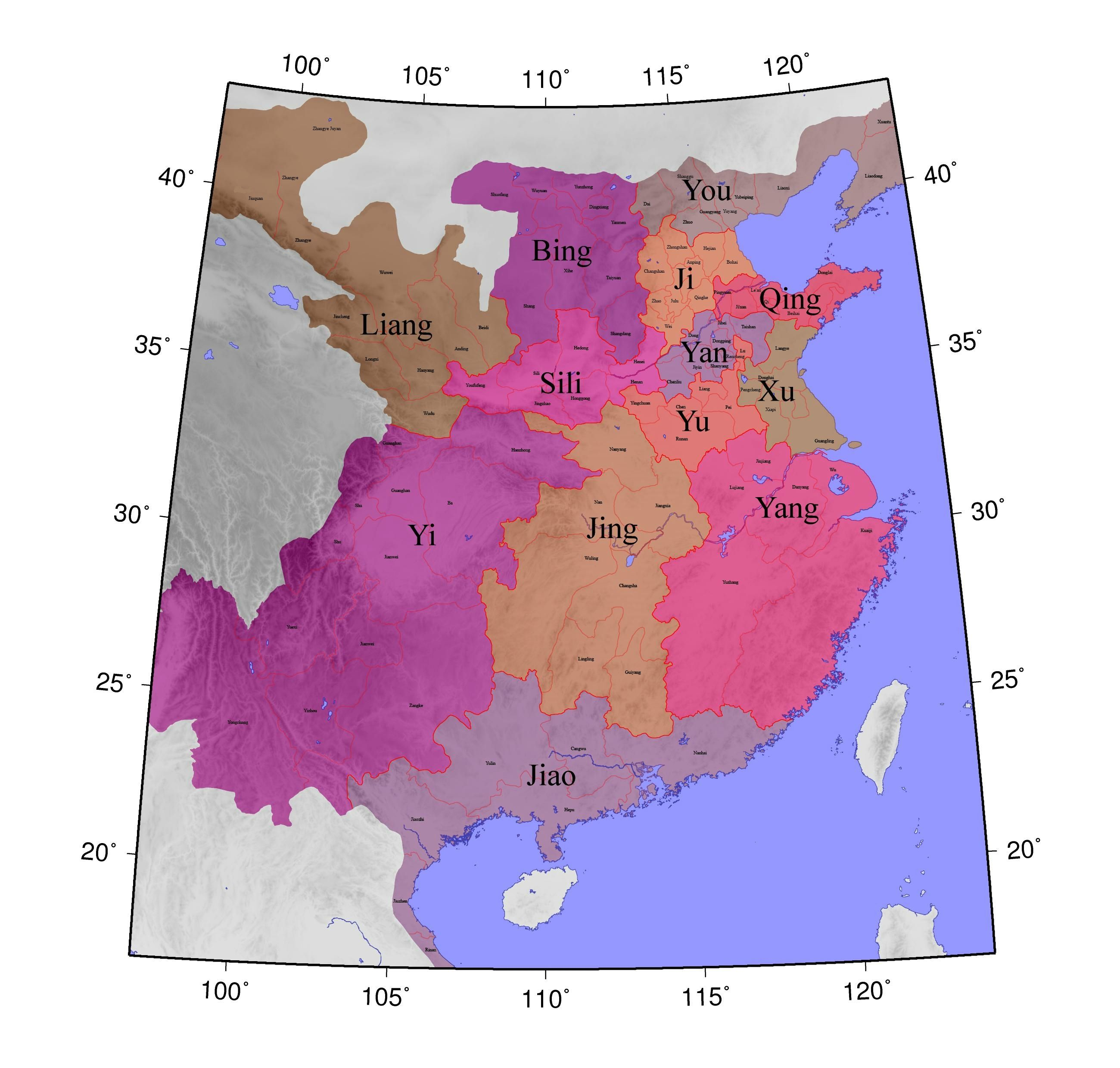
Bản đồ các châu thời Hán mạt và Tam Quốc.

Lãnh thổ chủ yếu của Tào Ngụy được xác lập bởi Tào Tháo trong sự nghiệp chinh chiến của mình, đến Tào Phi xưng đế lập quốc thì chiểm lĩnh toàn bộ khu vực Hoa Bắc và Trung Nguyên. Nước Ngụy phía Bắc và Đông Bắc tới Sơn Tây, Hà Bắc cùng Liêu Đông, giáp ranh Nam Hung Nô, Tiên Ti và Cao Câu Ly; phía Đông đến Hoàng Hải; Đông Nam cùng Đông Ngô giằng co tại Trường Giang, Hoài Hà và Hán Thủy, lấy thành Thọ Xuân, Tương Dương làm điểm mấu chốt; phía Tây là Cam Túc, cùng tộc Hà Tây Tiên Ti, tộc người Khương, người Đê; phía Tây Nam cùng Thục Hán giằng co tại Tần Lĩnh, 1 dải hành lang Hà Tây, lấy cố đô Trường An làm trọng trấn. Sau khi lập quốc, Ngụy vốn có lãnh thổ lớn nhất với 87 quận cùng 12 châu, gồm: Ti Lệ, Từ Châu, Thanh Châu, Dự Châu, Ký Châu, Tịnh Châu, U Châu, Duyện Châu, Lương Châu, Ung Châu, phía Bắc Kinh Châu, phía Bắc Dương Châu. Tào Ngụy tại Tây Vực thiết lập đơn vị Tây Vực trường sử quản hạt Hải Đầu – nay là Lop Nur, Giáo ủy quản lý Cao Xương. Năm 221, khi Tôn Quyền được phong Ngô Vương thì chiếm hữu Kinh Châu và được Ngụy phong làm Châu mục, đem Kinh Dương và các khu vực kế cận do Tôn Quyền giữ đặt tên là Kinh Châu, các vị trí phía Bắc Kinh Châu do Tào Ngụy giữ thì đổi về Dĩnh Châu. Sau đó, song phương đấu quyết liệt về việc Tào Ngụy đổi tên phần Dĩnh Châu về lại tên Kinh Châu. Giai đoạn 220–226, phần Lũng Hữu nơi thường xuyên diễn ra đại chiến Thục – Ngụy được phân tách làm Tần Châu, cuối cùng nhập vào Ung Châu. Sau khi nhà Thục Hán bị tiêu diệt, Ích Châu được chia thành Lương Châu, tổng cộng có thêm hai châu.
Thục Hán được Lưu Bị xây dựng, sau mấy mươi năm chinh chiến nhưng chưa đạt được thành tựu, thẳng đến khi được Gia Cát Lượng phò tá, tham gia đại chiến Xích Bích năm 208 thì bắt đầu có vị trí, từ việc chiếm lĩnh phía Nam Kinh Châu mà bắt đầu phát triển. Thế lực bao gồm phần lớn Kinh Châu, Ích Châu cùng Hán Trung. Sau khi lập quốc thì nhiều lần phát sinh chiến tranh Thục – Ngô, Thục Hán thua mất Kinh Châu, bên cạnh đó thì có thêm 1 dải Vân Nam khi mà Gia Cát Lượng bình định Nam Trung, nội trị dần dần ổn định. Lãnh thổ gồm phương Bắc giằng co với Tào Ngụy tại Tần Lĩnh, lấy Hán Trung làm thành trì chủ chốt; phía Đông giáp Đông Ngô 1 dải Tam Hiệp, lấy Ba Tây làm trọng trấn; phía Tây Nam chiếm lĩnh Mân Giang, Nam Trung, giáp với khu vực của người Khương, người Đê cùng người Nam Man. Thục Hán tổng cộng có 22 quận, vẻn vẹn một châu là Ích Châu. Tại Ích Châu có thiết lập chức vụ Đô đốc Lai Hàng quản lý Khúc Tĩnh và chuyên khu Nam Trung.
Đông Ngô được Tôn Sách xây dựng ban đầu khi chiếm được phần lớn Dương Châu. Sau đó Tôn Quyền kế vị, sau chiến thắng trận Xích Bích thì lấy được một phần Kinh Châu, Giao Châu, sau đó đánh bại Quan Vũ rồi lấy được toàn bộ Kinh Châu, ổn định từ khi Tôn Quyền xưng đế. Đông Ngô và Tào Ngụy giằng co tại dải Trường Giang, Hoài Hà, Hán Thủy một vùng, lấy Kiến Nghiệp, Giang Lăng làm trọng trấn; phía Tây cùng Thục Hán liền nhau tại Tam Hiệp, lấy Tây Lăng làm trọng trấn; phía Đông giáp biển Hoa Đông, Nam giáp biển Đông, trong đó cực Nam là Trung Bộ của Việt Nam hiện tại. Đông Ngô vốn có 32 quận cùng 3 châu là Kinh Châu, Dương Châu, Giao Châu, đến năm 226 thì lập thêm Quảng Châu, sau nhập vào Giao Châu, rồi đến năm 264 thì thiết lập lại Quảng Châu.

## Thể chế chính trị
Tào Tháo có thể kiểm soát quyền lực vì quyền lực của triều đình tập trung ở Thượng thư đài, sau đó để ngăn cản việc Thượng thư đài là cơ quan hành chính giữ quyền lực quá lớn, Tào Phi đã tách quyền và thành lập mới Trung thư viện – cơ quan ra quyết định, chế độ chính trị bắt đầu có xu hướng tới tam tỉnh lục bộ. Ngoài ra, một thể thức tổ chức nhỏ mới được thành lập và hoạt động linh hoạt tách ra từ Thượng thư đài nữa được gọi là Hình đài, từ Thượng thư đài phân ra bộ phận quan viên đi theo và giúp Hoàng đế xử lý công việc. Ở địa phương, xuất hiện loại hình Đô đốc tương tự với Tư lệnh Quân khu, trong đó chức "Đô đốc trung ngoại chư quân sự" nắm giữ quyền lực quân sự trung ương, trên thực tế ba thế hệ nhà Tư Mã đã dùng chức vụ này để kiểm soát triều đình Tào Ngụy. Phía Đông Ngô cũng sắp đặt Trung thư lệnh cùng Đô đốc trung ngoại chư quân sự. Tam Quốc đều cùng thiết lập Ngự sử đài là cơ quan giám sát.
Trước sự cai trị giảm sút nghiêm trọng, càng lúc càng yếu của giai đoạn cuối nhà Đông Hán, Tào Tháo theo quan điểm dùng người không chú trọng đạo đức giả, phản đối dùng người bằng quan hệ và lợi ích nhóm là "A đảng bỉ chu", áp dụng chính sách chỉ cần có tài là tuyển, đưa ra phương thức cầu hiền 3 lần. Tào Tháo coi con người là tài sản quý nhất, dùng trí thông minh để lãnh đạo họ, dùng "pháp thuật" để điều khiển họ, và với chính sách này thì ông đã cải thiện rất nhiều tình trạng chuyên quyền và xóa bỏ cục diện tranh chấp ngoại thích cùng hoạn quan đầy đen tối của chính trị dưới thời Hán mạt. Năm 220, khi Tào Ngụy được thành lập, Tào Phi chấp thuận đề xuất thành lập cơ chế trung chính cửu phẩm của Trần Quần, là một hệ thống mới để tuyển chọn nhân tài, thay thế chế độ sát cử của nhà Hán. Nội dung chính của hệ thống này là bổ nhiệm quý tộc địa phương làm quan chức trung chính ở địa phương, và quan chức trung chính sẽ đánh giá người dân địa phương dựa trên gia cảnh, đạo đức và tài năng, kết quả đánh giá theo các tiêu chuẩn này sẽ được trình lên trung ương làm cơ sở cho việc bổ nhiệm nhân tài. Bởi vì hệ thống này hoàn toàn phụ thuộc vào ý chí hoặc lợi ích của các viên quan trung chính – thường do quý tộc nắm giữ, cho nên quý tộc gần như độc quyền hoàn toàn các vị trí chính thức. Điều này đặt nền tảng cho chính trị quý tộc thời Tây Tấn, hình thành cục diện "thượng lưu không hàn môn, hạ phẩm không quý tộc", mãi đến thời nhà Tùy mới bị thay thế bởi hệ thống khoa cử. Trong triều Ngụy, hệ thống nhân tài được chia thành nhiều bộ phận, trong đó lấy chủ lực từ gia tộc Tào và Hạ Hầu, như Tào Nhân, Tào Hồng, Hạ Hầu Đôn, Hạ Hầu Uyên. Bộ phận thứ hai là một số lượng lớn các danh sĩ vào cuối thời nhà Hán như Tuân Úc, Tuân Du, Chung Do, Trần Quần, Tư Mã Ý, Hoa Hâm, Vương Lãng, những nhân sĩ này đã đóng góp lớn trong việc ổn định nội trị, lật đổ nhà Hán để lập Ngụy. Bộ phận thứ ba là Hoàng tộc họ Lưu như Lưu Diệp, Lưu Phóng, Lưu Phức, hầu hết họ từ bỏ thân phận Hoàng tộc của mình để ủng hộ họ Tào. Và bộ phận cuối cùng, đồng thời đông đảo nhất là những người đến từ nhiều nơi, có nhiều xuất phát điểm và bất kể từng là tướng địch nhưng chỉ cần có tài thì đều được Tào Tháo trọng dụng, chẳng hạn như Trương Liêu, Vu Cấm, Nhạc Tiến, Bàng Đức. Về sau, hệ thống chính trị Tào Ngụy hình thành 2 phe phái chính, gồm thế gia vọng tộc xuất thân Nhữ Nam, Dĩnh Xuyên – tức phái Nhữ Dĩnh; và các tướng soái gia tộc Tào và Hạ Hầu từ quê hương của Tào Tháo là hiệu Tiêu, Duyện Châu – tức phe Tiêu Phái, tại thời kỳ Tào Tháo còn sống đều ra sức chồng chéo và ủng hộ. Tuy nhiên, do tranh chấp quyền thừa kế, Thế tử Tào Phi có mối quan hệ tốt hơn với phái Nhữ Dĩnh, và có các thần tử là Trần Quần, Tư Mã Ý, Ngô Chất, Chu Thước – gọi là tứ hữu, sau đó thì dần ép và làm suy yếu sức mạnh của Tiêu Phái.

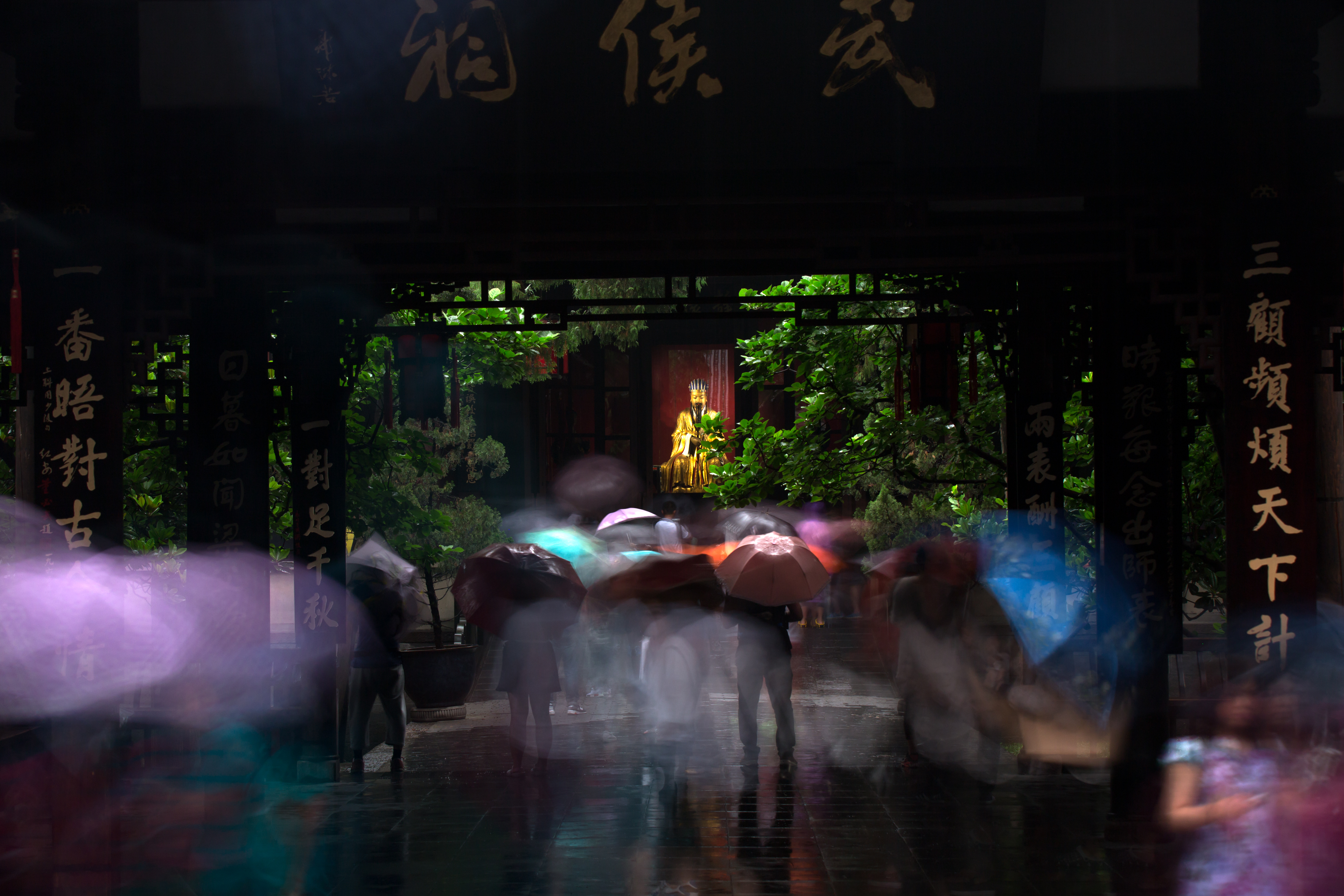
Đền Vũ Hầu thờ Gia Cát Lượng và lưu trữ những tài liệu lịch sử, trong đó có pháp luật Thục khoa tại Thành Đô.

Đối với Thục Hán, khi còn Gia Cát Lượng thì ông nắm giữ binh quyền như tể tướng, sau khi Gia Cát Lượng qua đời thì không lập chức này nữa. Chính sự đổi về tay Thượng thư lệnh, binh quyền về tay Đại tư mã, Đại tướng quân nắm quyền chỉ huy quân sự tối cao. Sau khi nhập Thục, Gia Cát Lượng đề xướng chủ trương "trị thực bất trị danh", tức cai trị bằng tinh thần và đi vào thực tế, đề cao sự kiểm chứng và xác minh trong triều chính, không đề cao danh vọng hay tiếng tăm hão huyền. Đối với nội bộ, ông dùng tâm để bình loạn Nam Trung, đạt được hiệu quả ổn định nội bộ. Đối với Đông Ngô, ông khai thác khả năng ngoại giao, giữ kết minh với Ngô và tập trung Bắc phạt, loại trừ "Đông cố chi hoạn", tức rắc rối từ phía Đông. Ông dùng pháp trị, trước trị kẻ mạnh, sau trị kẻ yếu, trấn áp hào cường và trấn an bách tính, đề xướng chuẩn mực quy phạm, ước chế chức quan, nghiêm ngặt tuân theo hệ thống quyền chế đã xây dựng, cởi mở chân thành và hành xử công bằng. Luật cơ bản thức Thục khoa được soạn bởi Gia Cát Lượng, Pháp Chính, Lưu Ba, Lý Nghiêm, Y Tịch. Nhân tài của Thục Hán có ba nhóm, đầu tiên là những công thần khai quốc đi theo Lưu Bị từ thuở đầu như Quan Vũ, Trương Phi; thứ hai là các sĩ phu gia nhập trong quá trình chinh chiến bốn phương như Gia Cát Lượng, Bàng Thống, Pháp Chính và tạo thành xương sống của Thục Hán; và thứ ba là nhóm nhân sĩ trước thuộc Lưu Chương, sau theo Lưu Bị như Ngô Ý, Hứa Tĩnh, Lý Nghiêm. Sau khi Lưu Thiện kế vị, các chính sách đa phần đều do Gia Cát Lượng chủ trì. Ông đặt ra các quy tắc trong triều đình và khuyên nhủ các quan, trong và ngoài triều thanh liêm, lòng người không loạn. Tuy đánh Ngụy nhiều năm nhưng nền kinh tế Thục Hán không bị thiệt hại quá nhiều, có nhận xét cho rằng Thục Hán thời Gia Cát Lượng cai trị quang minh, ruộng khai khẩn nhiều, kho thóc kiên cố, binh khí sắc bén, tích lũy đồ sộ, cung triều không hoa lệ, trên đường không có người say. Sau khi Gia Cát Lượng chết, Tưởng Uyển, Phí Y, Đổng Doãn, Khương Duy đều tiếp tục duy trì chính sách của ông, tuy nhiên về sau Lưu Thiện tin dùng hoạn quan, triều chính dần suy yếu. Mặc dù vậy, cho đến khi nhà Thục Hán diệt vong, nền chính trị địa phương vẫn được coi là trong sạch.
Về Đông Ngô cũng coi Thừa tướng là vị trí thường trực phụ trách chính sự, có quyền thảo luận và tham chính. Tôn Lượng kế vị lúc tuổi nhỏ, vị trí Thừa tướng lần lượt do tông thất Tôn Tuấn, Tôn Lâm đảm nhiệm, tiến hành phế lập quân vương, quyền thế lồng lộng. Về quân quyền thì lấy Đại tư mã, Đại tướng quân và Thượng Đại tướng quân nắm giữ binh quyền, trong đó có chức vụ Đô đốc trung ngoại chư quân sự là đặc biệt quan trọng. Chính sách cai trị đất nước của Đông Ngô là dựa trên ưu thế bảo vệ của các con sông Trường Giang, Hoài Hà, Hán Thủy, trong nước thì ban ân đức đi kèm quản chế, hệ thống chính trị gần giống với Đông Hán. Chính quyền được ủng hộ bởi các thế gia vọng tộc gốc Giang Bắc nhưng vượt Trường Giang về phía Nam như Trương Chiêu, Chu Du, Lỗ Túc, các thế gia vọng tộc Giang Nam như Cố Ung, Lục Tốn, Lục Kháng. Về nông nghiệp, Đông Ngô ban hành chính sách "phục khách chế", tức miễn thuế cho một số bộ phận mà chủ yếu là quan lại, đồng thời miễn khóa dịch – tức thuế khóa, quản thúc, giám sát – cho nhiều tá điền, trên thực tế đã giảm bớt áp lực cho địa chủ, đồng thời chính sách này tạo cơ sở cho chế độ "ấm thân chế" – tức hưởng kế thừa phong ấm các đời và miễn thuế, sưu dịch thời Tây Tấn. Nhìn chung, mặc dù Tôn Quyền đã xây dựng hệ thống thủy lợi với sự hỗ trợ của Cố Ung giúp phía Nam Trường Giang được phát triển, tuy nhiên, ông không xử lý tốt vấn đề thừa kế, khiến tình hình chính trị sau này bất ổn. Sau khi Tôn Quyền chết, triều chính dần mâu thuẫn nghiêm trọng, các quyền thần Tôn Tuấn, Tôn Lâm kiểm soát. Đến lượt Tôn Hưu, các đại thần cho rằng Thái tử tuổi nhỏ nên đã lập Hoàng tộc lớn tuổi hơn là Tôn Hạo kế vị, nhưng gặp phải một đế vương hoang dâm, độc ác và tham lam, dẫn đến sự sụp đổ của Đông Ngô.
Trong lịch sử thế giới, Trung Quốc là một đế quốc rộng lớn và thống nhất lâu dài với 400 năm trước đó của nhà Hán, sang thời đại Tam Quốc tuy chiến tranh liên miên nhưng đều hướng tới mục đích mạnh mẽ nhất là thống nhất đất nước, và điều này đã góp phần ảnh hưởng đến các nước láng giềng là Nhật Bản, Triều Tiên và Việt Nam.

## Quan hệ đối ngoại

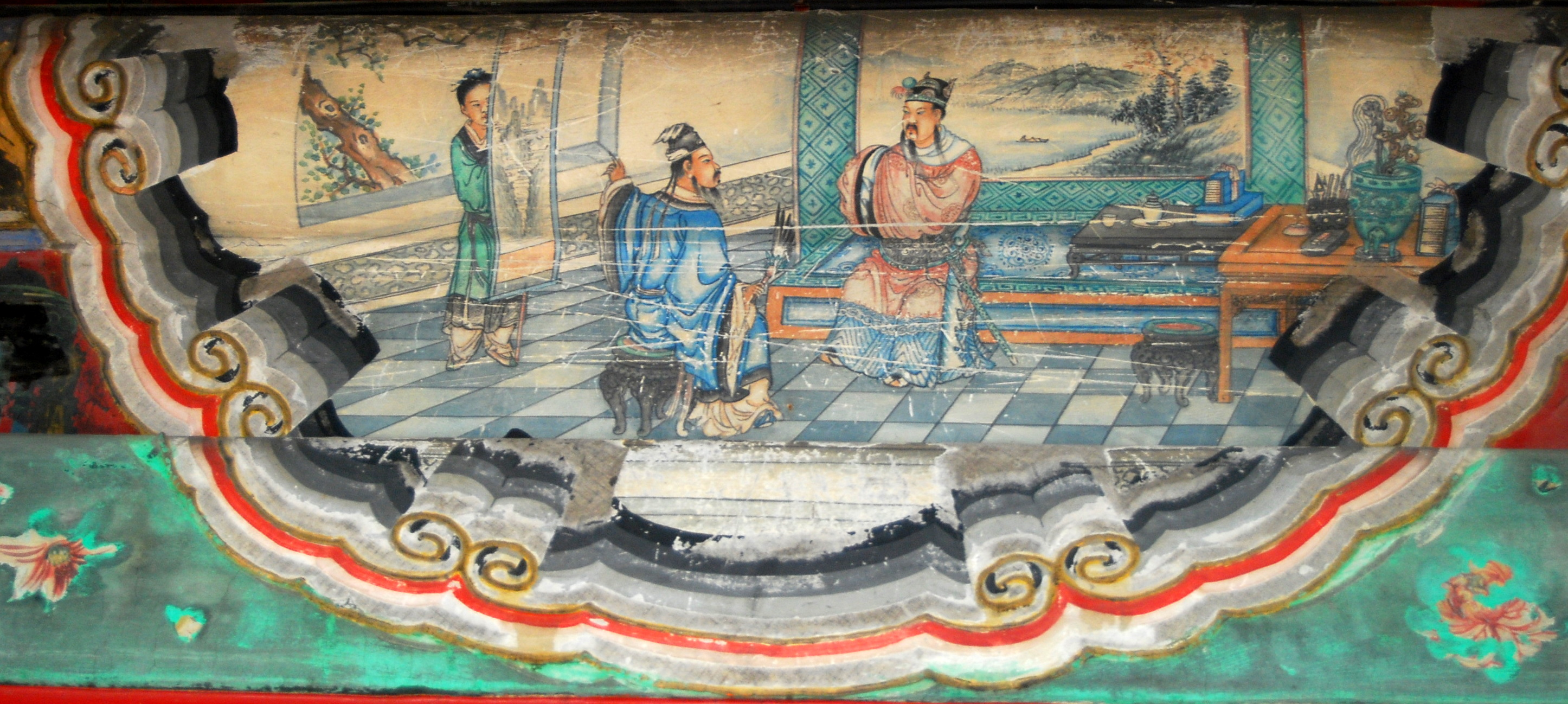
Tranh tường Di Hòa viên về Long Trung đối sách của Gia Cát Lượng trình Lưu Bị, gồm đối ngoại và thống nhất thiên hạ.

Quan hệ ngoại giao giữa 3 nước chủ yếu là liên minh Thục Hán–Đông Ngô chống Tào Ngụy, cũng đồng thời là 3 nước kiềm chế lẫn nhau. Liên minh này là kế sách được xây dựng bởi Gia Cát Lượng dựa trên chiến lược Long Trung đối sách, trải qua ba giai đoạn: thành lập, phá vỡ và duy trì. Khi Tào Tháo tiến quân về phía Nam đến Kinh Châu, Lỗ Túc đã thuyết phục Tôn Quyền thành lập liên minh với Lưu Bị, và khi gặp Lưu Bị ở Trường Bản, Đương Dương thì nói với Gia Cát Lượng rằng ông là bạn của Gia Cát Cẩn. Gia Cát Lượng nhận định Giang Đông không cách nào có thể một mình chống trả Trung Nguyên, Tôn Quyền sẽ không khuất phục trước Tào Tháo nên cho rằng Tôn–Lưu nhất định phải đoàn kết mới chống được Tào Tháo. Chu Du cũng cho rằng quân Tào tuy số lượng lớn, nhưng binh mệt, tướng đa nghi, không cần e ngại. Cuối cùng thì liên minh này được thành lập và đánh bại Tào Tháo ở trận Xích Bích, và đây chính là giai đoạn thành lập. Ở giai đoạn 2 tức phá vỡ: sau khi Lưu Bị chiếm Kinh Châu và Ích Châu, Tôn Quyền thừa cơ Quan Vũ Bắc phạt Tương–Phàn, sai Lã Mông đánh Kinh Châu, khiến cho liên minh tan vỡ. Sau đó Tào Phi xưng đế, Tôn Quyền nguyện ý trở thành chư hầu của Tào Ngụy, được phong làm Ngô Vương, cũng bổ nhiệm Trần Hóa, Phùng Hi, Thẩm Hành phụ trách về ngoại giao với nước Ngụy, điều này khiến Tào Phi do dự trong các vấn đề quân sự. Sau đó Lưu Bị phạt Ngô, bị Lục Tốn đánh bại tại Di Lăng, Tào Phi đến thời điểm này mới lấy cớ phát binh ba đường Nam chinh, nhưng đều bị Tôn Quyền xuôi theo Trường Giang chống cự và đẩy lui. Cuối cùng là giai đoạn duy trì: Lưu Bị sau khi qua đời, Gia Cát Lượng lập tức sai Đặng Chi sang Ngô giảng hòa với Tôn Quyền, sau khi Tôn Quyền nghe lời khuyên của Đặng Chí thì quyết định cắt đứt mối quan hệ với Tào Ngụy, trở lại liên minh với Thục Hán, cử Trương Ôn đi sứ giảng hòa. Về sau Gia Cát Lượng lại phái Phí Y, Trần Chấn sang Ngô duy trí giao hảo. Sau khi Tôn Quyền xưng đế, hai bên thậm chí còn thỏa thuận chia đều Trung Nguyên, tất cả đều thể hiện tinh thần "trị thực" của Gia Cát Lượng, mặc dù thua trận Di Lăng, mất Kinh Châu nhưng vẫn kết nối trở lại với Đông Ngô để giữ vững an toàn phía Đông, tập trung Bắc phạt để thực hiện chính nghĩa của Thục Hán là "phạt Ngụy phục Hán".

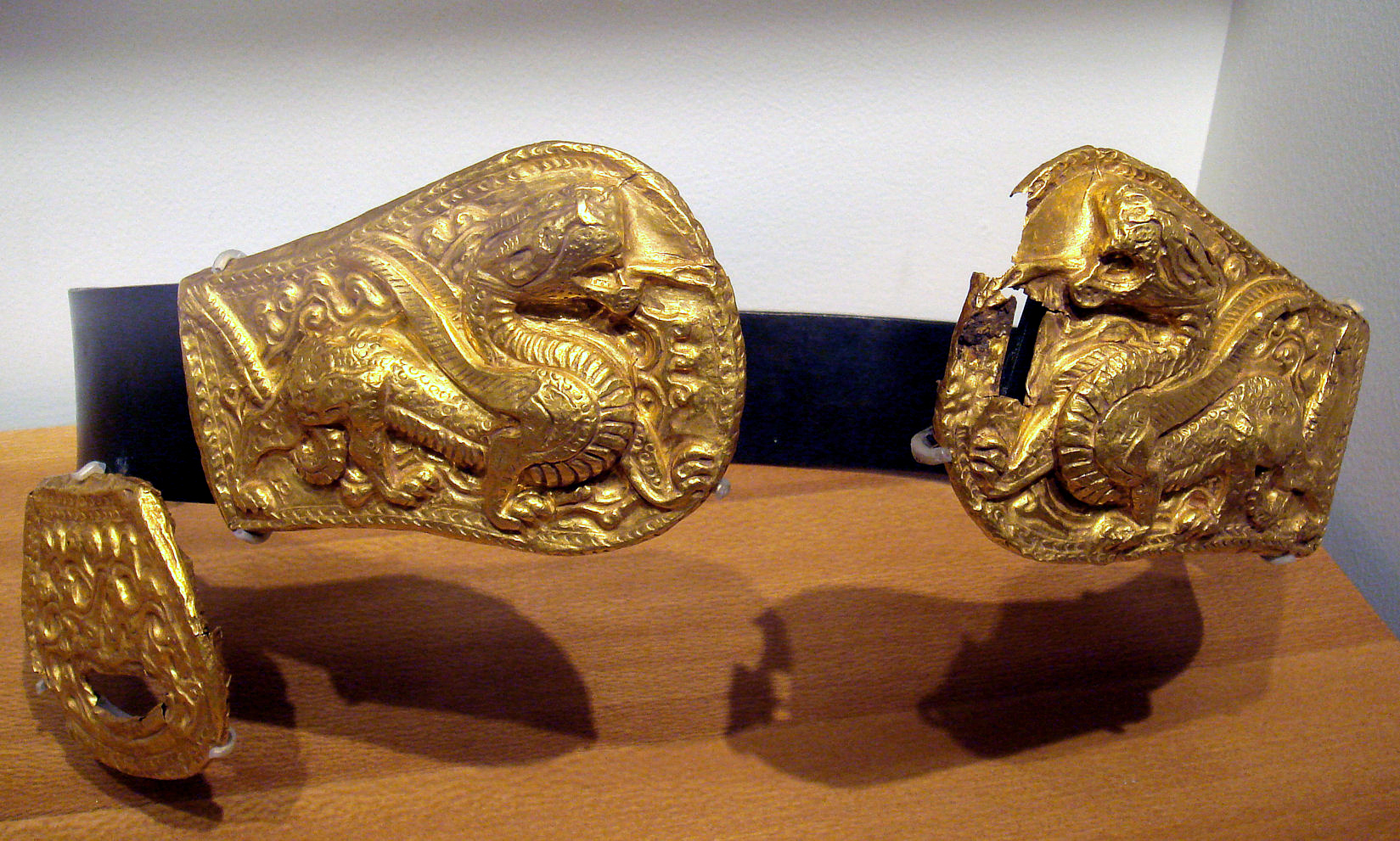
Thắt lưng người Tiên Ti, thế kỷ III, IV.

Tam Quốc thiết lập mối liên hệ với các ngoại tộc để hoặc cùng nhau tấn công kẻ thù, hoặc tấn công và tiêu diệt để loại bỏ những rắc rối trong tương lai, hoặc để bổ sung dân số. Các dân tộc Hung Nô, Tiên Ti, Yết, Khương, Đê dần dần tiến vào Trung Nguyên, đến Tây Tấn thì cư trú ở Quan Trung, Lũng Hữu, Tịnh Châu cùng U Châu. Phía Đông Bắc Trung Quốc thì có các nước Đông Phù Dư, Cao Câu Ly, Ốc Trở, Ấp Lâu, Uế Mạch, Tam Hàn, Bách Tế. Năm 204, chư hầu cát cứ Liêu Đông Công Tôn Khang suất quân công phá vương đô của Cao Câu Ly, khiến Sơn Thượng Vương phải dời đô về phía Đông tại Quốc Nội Thành. Sau đó, ông liên hôn với nước Bách Tế, thành lập quận Đái Phương, về sau Bách Tế kiểm soát và lập quốc ở đây. Năm 246, Tào Ngụy phái Quán Khâu Kiệm đem quân đánh bại Cao Câu Ly. Vào giai đoạn này, ở Nhật Bản có cổ quốc Yamatai trỗi dậy trong thời kỳ Yayoi đã cử sứ thần đến cống nạp cho Tào Ngụy, và Ngụy Minh Đế Tào Duệ đã phong người đứng đầu Yamatai là nữ thủ lĩnh Himiko làm Thân Ngụy Oa Vương. Ở phía Bắc, kể từ triều đại Ngụy và Tấn, các nhóm dân tộc ở phía Bắc dãy núi Thiên Sơn và đồng cỏ Mông Cổ chủ yếu bao gồm Ô Tôn, Kiên Côn, Sắc Lặc, Đinh Linh, Hô Yết, Hung Nô, Tiên Ti và Ô Hoàn, sau thời Đông Hán thì Hung Nô được chia thành Bắc Hung Nô và Nam Hung Nô. Năm 51, Nam Hung Nô phần lớn chuyển tới Tịnh Châu, sinh sống dọc theo 1 dải sông Phần, đến năm 188 thì xâm nhập Trung Nguyên dưới thời Thiền vu Ư Phu La thừa dịp Đông Hán loạn lạc, rồi đến năm 202 thì quy thuận Tào Tháo. Sau đó, Tào Tháo đem Nam Hung Nô chia thành 5 bộ là Tả, Hữu, Nam, Bắc, Trung, mỗi bộ lập một đơn vị chỉ huy và cử quan người Hán giám sát. Phía dân tộc Ô Hoàn thì tộc trưởng Đạp Đốn kết minh với Viên Thiệu, được phong Thiền vu, đến năm 205, khi Tào Tháo đánh bại Viên Thượng thì Viên Thượng cùng anh là Viên Hi chạy trốn, được Đạp Đốn chứa chấp, sau đó Tào Tháo đem quân tinh nhuệ viễn chinh tới đánh Ô Hoàn, giết chiết Đạp Đốn ở núi Bạch Lang, hàng phục tộc này. Đối với tộc Tiên Ti thì vào thời Hán mạt được thống nhất bởi Đàn Thạch Hòe, nhiều lần xâm lấn Đông Hán, sau khi thủ lĩnh này chết thì tộc Tiên Ti chia thành 3 phần Đông, Tây và Trung bộ. Tây bộ được Kha Bỉ Năng tổ chức lại và xâm lấn Tào Ngụy hai lần, đồng thời đáp trả cuộc tấn công Ngụy của Gia Cát Lượng, đến năm 235 thì bị Thứ sử U Châu Vương Hùng của Tào Ngụy sai người ám sát, làm sụp đổ phân bộ này.

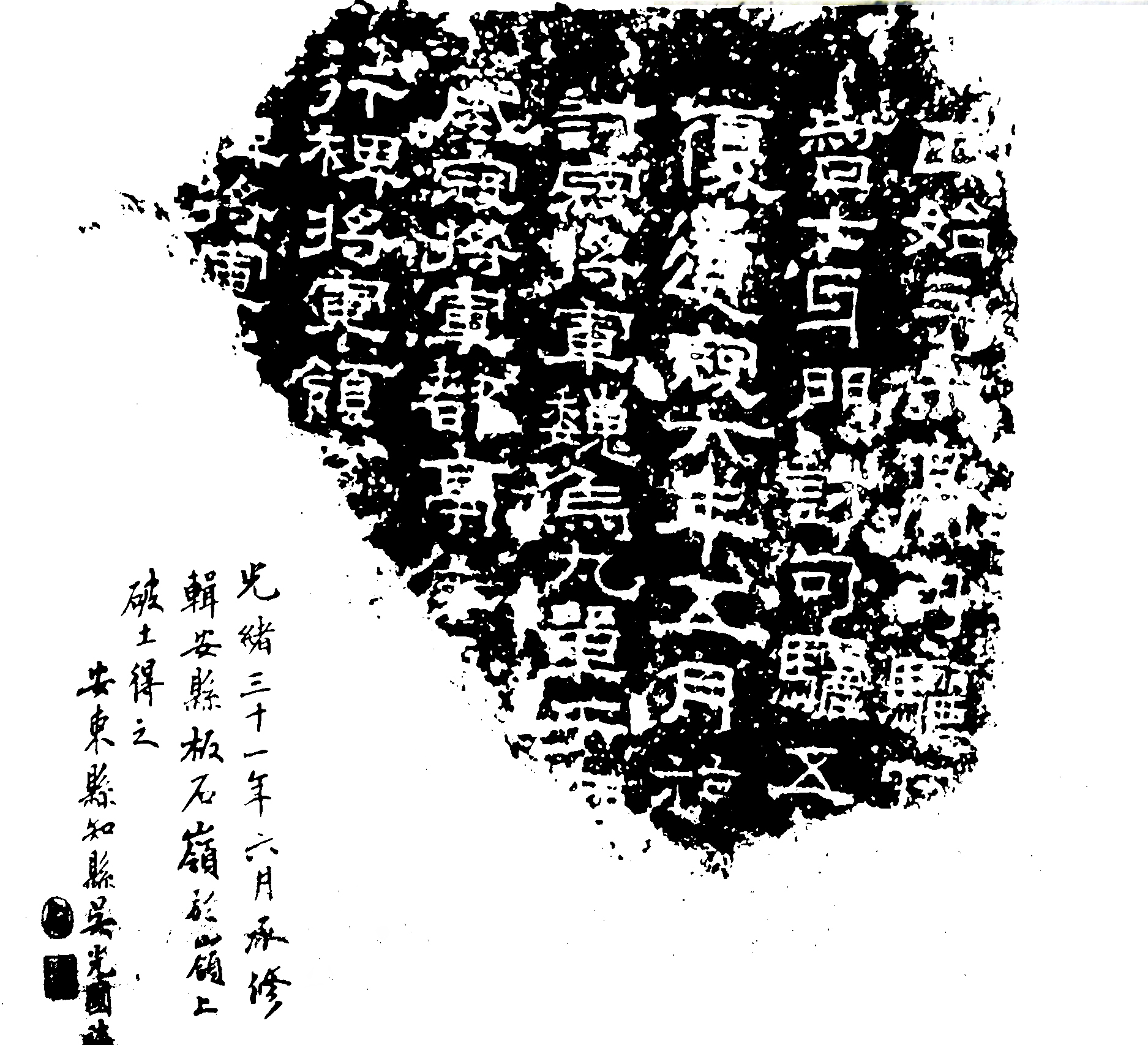
Bia kỷ niệm Tào Ngụy phạt Cao Câu Ly năm 245.

Ở phía Tây, người Tây Khương bắt đầu di chuyển đến Trung Nguyên vào thời Tam Quốc thừa cơ hỗn loạn, phân bố ở các khu vực miền núi miền Trung Trung Quốc. Khi đó, người Khương ở Âm Bình và Vũ Đô lần lượt quy phục Tào Ngụy và Thục Hán. Khi chiến tranh Thục – Ngụy bùng phát, cả 2 nước đều chiêu mộ người Khương vào quân ngũ và tham chiến. Đối với bộ tộc người Đê, vào cuối thời Đông Hán, Đê Vương nước Hưng A Quý, Đê Vương Cừu Trì Dương Thiên Vạn đã lãnh đạo các bộ tộc của họ, song sau đó bị Tào Tháo tiêu diệt. Tào Tháo sợ rằng Lưu Bị sẽ chiếm Vũ Đô rồi tiến vào Quan Trung nên đã điều hơn 5 vặn quân tới Phù Phong, Thiên Thủy, vừa phòng thủ vừa quản lý người Đê ở Vũ Đô. Vào thời điểm này, phía Tây Vực có các nước Thiện Thiện, Cao Xương, Yên Kỳ, Quy Từ, Vu Điền, Tào Phi đã điều quan viên tới quản lý khu vực này, tăng cường mối liên hệ giao hảo cùng các nước Tây Vực, tuy nhiên sức ảnh hưởng không lớn. Năm 229, Ngụy Minh Đế Tào Duệ phong cho thủ lĩnh Đại Nguyệt Thị là Vương Ba làm Đại Nguyệt Thị Vương. Ở phía Tây Nam Tam Quốc, Thừa tướng Thục Hán Gia Cát Lượng dẫn quân dẹp loạn Nam Trung năm 225, thu phục tộc trưởng Nam Man là Mạnh Hoạch, thiết lập chức quan của Thục Hán cai trị khu vực. Về sau tuy có phát sinh nổi loạn làm phản, nhưng đều không lớn. Trong thời kỳ này, có ba bộ lạc man di lớn ở phía Nam, gồm bộ phận phân bố ở quận Ba, Giang Lăng và Hoài Hà gọi là Lẫm Quân Man; bộ phận phân bố ở Vũ Lăng, Trường Sa và xung quanh vùng sông nước gọi là Bàn Hồ Man hoặc người Hề; và bộ phận phân bố ở Lãng Trung gọi là Bản Thuẫn Man hoặc người Tung. Trong trận Di Lăng, Thục Hán cũng cử Mã Lương đi liên lạc với Bàn Hồ Man ở Vũ Lăng để chống lại Đông Ngô.
Trong đất Đông Ngô có tộc Sơn Việt ở Nam Trường Giang, nổi tiếng có tinh thần thượng võ, sống ở vùng đất được tuyên bố chủ quyền bởi Đông Ngô nhưng chưa thực sự kiểm soát. Họ sống tự cung tự cấp, có liên hệ nhất định với Tào Ngụy, sau đó khi nước Ngô được lập bởi Tôn Quyền thì phát động chiến dịch chinh phạt Sơn Việt, sau nhiều trận chiến với sự chống trả quyết liệt thì cuối cùng đã thôn tính được tộc này vào năm 234 bởi chiến thuật khai hoang bao vây núi trong 3 năm của Gia Cát Khác, đưa số lượng lớn người Sơn Việt vào quân Ngô. Ở khu vực Lĩnh Nam có những người Lý cư trú tại Quảng Châu, Giao Châu và phía Nam Ích Châu của Thục Hán đều theo Đông Ngô. Ở phía hải ngoại thì Tôn Quyền quan tâm và triển khai chính sách phát triển hàng hải, cử sứ giả Chu Ứng và Khang Thái tới đảo Di Châu – có thể là Đài Loan hoặc quần đảo Nansei ngày nay, và Đản Châu để bổ sung dân số, đến Liêu Đông, bán đảo Triều Tiên, Lâm Ấp – nay là miền Nam Việt Nam, Phù Nam – nay là Campuchia, và quần đảo Nam Dương, tất cả đều mở rộng ảnh hưởng ở nước ngoài của Đông Ngô. Trong thời kỳ này, các thương nhân Đế quốc La Mã và sứ thần Lâm Ấp cũng từng tới kinh đô Kiến Nghiệp của nhà Đông Ngô.

## Chế độ quân sự

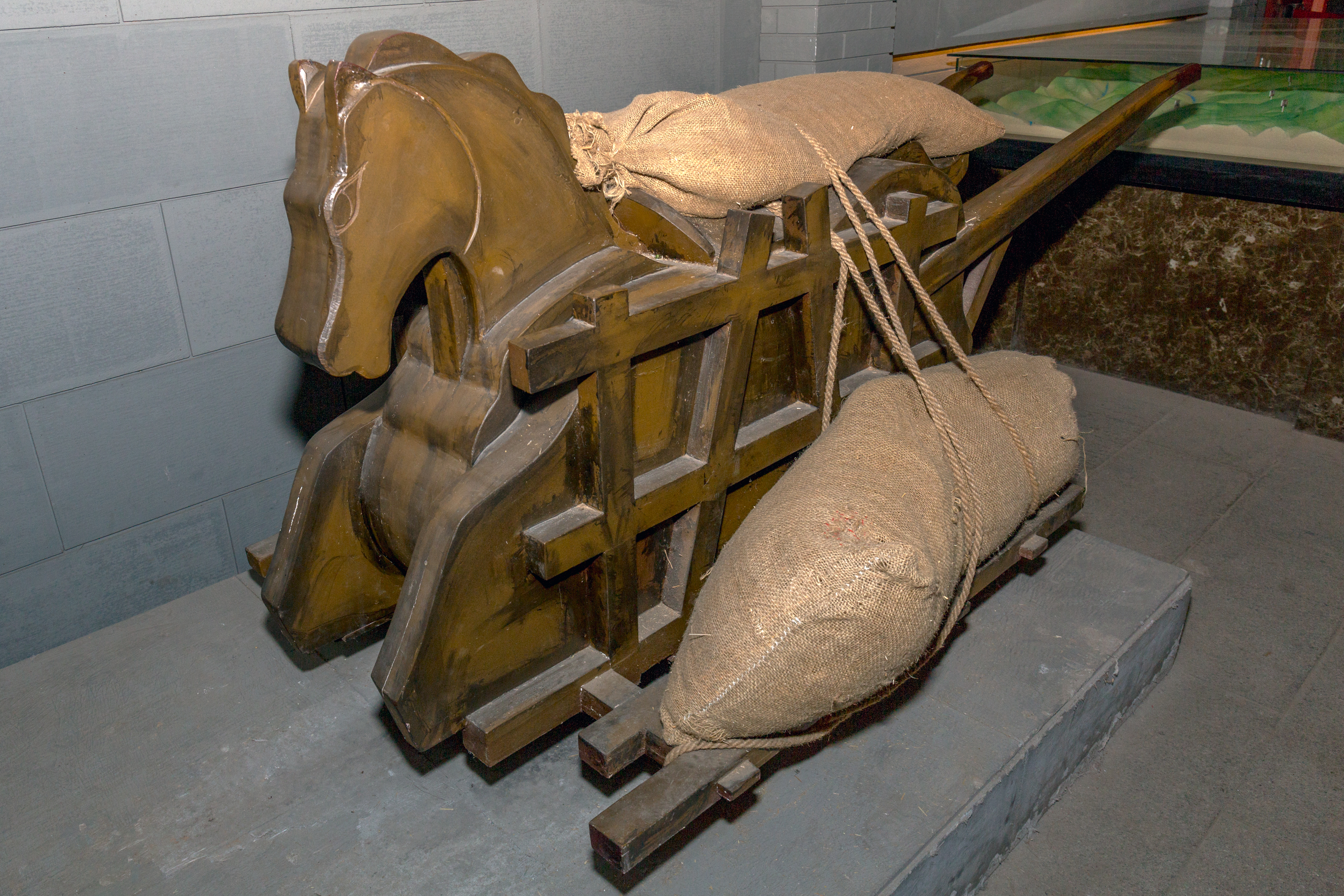
Mô phỏng xe bò, ngựa gỗ có tên là "mộc ngưu lưu mã" vận chuyển quân nhu nước Thục được sáng chế bởi Gia Cát Lượng.

Hầu hết hệ thống quân sự của Tam Quốc đều tuân theo hệ thống nhà Hán, nhưng có một số thay đổi lớn, dẫn đến sự phát triển của nhiều tổ chức và bộ phận. Về tiêu chuẩn và tuyển binh thì Tam Quốc dùng thế binh chế, và đây là một thay đổi quan trọng so với chế độ mộ lính, trưng binh của nhà Đông Hán trước đó, theo đó khi một người trở thành quân nhân thì mang ý nghĩa cả đời phục vụ quân đội, cả gia đình sẽ rút khỏi đăng ký thường dân và chuyển sang đăng ký quân nhân, chế độ này dần dần thay thế hệ thống cũ, duy trì nhiều lực lượng chiến đấu ổn định. Quân đội chia thành nội quân và ngoại quân, đi kèm thiết chế Đô đốc, theo đó nội quân hoặc trung quân chịu trách nhiệm về an ninh công cộng và phòng thủ nội bộ trong nước, ngoại quân chịu trách nhiệm bảo vệ biên giới và quân sự các địa điểm quan trọng, có thể tham gia vào công tác đồn điền, canh tác để phục vụ chính mình mà không chịu sự kiểm soát của nhau. Trung quân được lãnh đạo bởi trung hộ quân, trung lĩnh quân, ngoài việc nắm vững trung quân thì còn chịu trách nhiệm tuyển chọn tướng lĩnh quân đội các cấp. Từ khi xuất hiện chức vụ Đô đốc trung ngoại chư quân sự lãnh đạo trung quân lẫn ngoại quân thì đây trở thành chức vụ trọng yếu, là quyền thần hàng đầu của triều đình. Tào Ngụy chia quân thành nội quân, ngoại quân và châu quận quân – tức quân địa phương; trong khi đó Thục Hán cùng Tôn Ngô chia ngoại quân thành 5 quân gồm tiền, trung, hậu, tả, hữu quân. Tam Quốc lập chiến khu theo thiết chế Đô đốc quản lý quân sự ở châu quận có vị trí đặc biệt, có nơi có thể thêm Đô đốc chư châu quân sự, có sự hài hòa giữa hành chính và quân sự. Chẳng hạn như, Tào Ngụy thiết lập Đô đốc Ung Châu, Dương Châu; Thục Hán có Đô đốc Hán Trung, Vĩnh An, Lai Hàng. Tôn Ngô cũng lập Đô đốc Tây Lăng, Giang Lăng, Ba Khâu, Giao Châu cùng Quảng Châu. Giai đoạn này có thuật ngữ "bộ khúc", ban đầu là tên gọi tổ chức quân sự của nhà Hán, sau dùng để phiếm chỉ quân đội tư nhân. Ngoài ra, phía Đông Ngô thực hành chế độ lãnh binh thừa kế, hợp pháp hóa mối quan hệ thế hệ giữa tướng lĩnh và binh lính.

Vũ kinh tổng yếu thời nhà Tống mô tả lâu thuyền thuộc chiến thuyền thủy quân Đông Ngô.

Về đặc điểm quân đội của Tam Quốc, quân Ngụy chủ yếu được chia thành bộ binh, kỵ binh và thủy quân, ngoài ra còn có các đội quân tinh nhuệ như Hổ Báo kỵ và Ô Hoàn kỵ. Thời điểm bấy giờ còn ít bàn đạp, kỵ binh trở nên quý giá. Trong giai đoạn đầu, những người lính được chọn dựa vào việc tuyển mộ, nhập ngũ, ngoài ra bắt giữ những người dân tộc thiểu số làm lính. Giai đoạn sau, hệ thống quân sự mỗi nước dần hình thành và thế binh chế trở thành phương thức tập hợp quân chủ yếu. Để ổn định nguồn binh lính, Tào Ngụy thực hiện nghiêm khắc phân chia quân hộ và dân hộ, ngoại trừ con trai đi lính nhiều đời, vợ và con gái của quân hộ cũng chỉ kết hôn với quân hộ để đảm bảo sinh sản.
Quân Ngô lấy thủy binh làm chủ, bộ binh xếp thứ 2. Lực lượng thủy quân của Đông Ngô đã phát triển tốt, với các căn cứ ở Nhu Tu – nay là phía Đông Nam huyện Sào của An Huy, căn cứ Tây Lăng – nay là Nghi Xương của Hồ Bắc, và một xưởng đóng tàu ở Hầu Quan – nay là Mân Hầu, Phúc Kiến. Các chiến thuyền lớn nhất được đóng và đặt tên "Trường An", "Phi Vân" và "Cái Hải", đều có 5 tầng và có thể chở 3.000 binh lính. Năm 272, Tấn Vũ Đề trong chiến lược phạt Ngô thống nhất đất nước cũng phong tướng Vương Tuấn làm Thứ sử Ích Châu, bí mật lệnh cho ông đóng chiến thuyền ở Tứ Xuyên để xuôi Trường Giang tấn công Đông Ngô, trong đó chiến thuyền lớn nhất được chế tạo có thể chở hơn 2.000 người, và đủ dài lẫn rộng để có thể cưỡi ngựa trên tàu. Đội quân tinh nhuệ của Đông Ngô bao gồm chiến xa Hổ sĩ, quân Đan Dương thanh cân và nghĩa sĩ Giao Châu, bên cạnh đó thu thập đội quân dân tộc thiểu số như binh lính Sơn Việt, man binh, di binh. Do môi trường chính trị xã hội tương đối đặc biệt, ngoài hệ thống quân sự thế binh chế, Đông Ngô còn có hệ thống lãnh đạo cha truyền con nối. Đội quân do mỗi vị tướng lãnh đạo được coi như quân riêng biệt, là bộ khúc của mình, ngoài việc tuân lệnh của trung ương để tham chiến, quân đội còn có các nhiệm vụ khác như công việc đồng áng, đồn điền phục vụ tướng chỉ huy. Sau khi tướng quân qua đời, quân đội phải tiếp tục phục tùng những người kế vị như con trai hoặc anh, em trai của tướng quân.
Còn quân Thục lấy bộ binh làm chủ, kỵ binh xếp thứ 2. Quân đội cũng có biên chế binh sĩ là người dân tộc thiểu số, chủ yếu là binh người Tung, người Thanh Khương, lão binh, và nổi danh nhất là Vô Đương phi quân. Về vũ khí và trang bị, nhà Thục Hán đã phát triển hơn so với nhà Tần và nhà Hán. Về nguồn lực quân sự, Thục Hán thực hiện thế binh chế, bởi dân số ít hơn nhiều so với hai quốc gia còn lại, Thục cũng thực hiện hệ thống nghĩa vụ quân sự để bổ sung nguồn lực quân sự. Gia Cát Lượng phát minh đội hình chiến thuật Bát Trận Đồ để lập doanh và luyện binh. Về nguồn tiếp tế trang thiết bị, lương thảo và vật dụng quân đội, bò gỗ, ngựa gỗ là các phương tiện được thiết kế để thuận tiện cho việc vận chuyển trên núi. Ông cũng chế tạo vũ khí hiệu quả cao là nỏ thuộc loại liên nỗ với mười mũi tên có thể bắn ra cùng lúc và sức sát thương lớn, gọi là "liên nỗ sĩ".

## Nhân khẩu
Sau loạn Khăn Vàng, thiên tai, đói kém xảy ra ở Trung Nguyên, nạn ăn thịt người xuất hiện. Sau khi Đổng Trác lên nắm quyền, ông cho phép quân lính của mình cưỡng hiếp phụ nữ và cướp đoạt tài sản. Đối mặt với uy hiếp chiến sự từ liên minh Quan Đông, hàng triệu người từ Lạc Dương đã buộc phải chuyển đến Trường An, thậm chí còn đốt cháy các cung điện, đền thờ, miếu mạo và dinh thự của triều đình, không có người sống sót trong vòng 200 dặm quanh Lạc Dương. Khi Tào Tháo chinh phục Từ Châu, ông ta đã giết hàng trăm ngàn đàn ông và phụ nữ, được miêu tả là "giết sạch gà chó, sông Tứ không chảy được". Lúc bấy giờ, Lý Thôi chiếm đóng Quan Trung, "Tam Phủ" quanh kinh đô vẫn còn hàng trăm nghìn hộ gia đình, nhưng Lý Thôi đã đưa quân đến cướp bóc, cộng với nạn đói, người dân giết hại lẫn nhau trong 2 năm. Lưu Yên, Lưu Chương ở Ích Châu và Lưu Biểu ở Kinh Châu đã đàn áp các cuộc nổi loạn, ở Dương Châu thì dân số giảm do các cuộc chiến của Tôn Sách và cát cứ địa phương khác. Lúc bấy giờ, dân chúng di chuyển theo ba hướng: thứ nhất là từ Quan Trung đến Lương Châu ở phía Tây, hoặc đến Ích Châu ở phía Nam và đến Kinh Châu dọc theo Hán Thủy, mỗi nơi có khoảng 10 vạn hộ gia đình. Thứ hai là di chuyển từ Trung Nguyên về phía Đông Bắc đến Ký Châu hoặc U Châu, rồi đến Liêu Đông. Người Tiên Ti và Ô Hoản cũng lớn mạnh hơn nhờ làn sóng tị nạn này. Thứ ba và lớn nhất là cuộc di cư từ Trung Nguyên đến Bành Thành, Từ Châu, rồi xuống phía Nam đến vùng Giang Nam. Vào thời điểm đó, nhiều hiền sĩ, đại phu từ khắp nơi chạy đến phía Nam sông Dương Tử, chẳng hạn như Chu Du, Lỗ Túc, Gia Cát Cẩn, Lã Mông, Trương Chiêu, Từ Thịnh, không chỉ tới 1 mình mà còn mang theo danh gia vọng tộc tới vùng đất này, tạo nên nguồn lực để họ Tôn thu hút về dưới trướng, và là nền tảng lập quốc Đông Ngô ở Giang Đông.
Từ khi cục diện Tam Quốc dần hình thành, người dân buộc phải di cư vì chiến tranh hoặc sự ép buộc của kẻ thống trị. Khi Tào Tháo tấn công và đánh tan Trương Lỗ, một số cư dân của Hán Trung ở phía Đông Tứ Xuyên đã chuyển đến Quan Trung. Sau khi Tào Phi định đô ở Lạc Dương, ông đã chuyển 5 vạn hộ dân ở Ký Châu đến Hà Nam, rồi đến khi Ngụy diệt Thục, 3 vạn hộ được chuyển từ Thục đến Lạc Dương và Quan Trung. Với nhà Thục Hán, trong quá trình chiếm lĩnh Ích Châu thì Lưu Bị nhiều lần đưa dân chạy nạn về bình nguyên Thành Đô, trong khi đó Thừa tướng Gia Cát Lượng trong lần Bắc phạt thứ nhất đã đem người dân từ Lũng Tây lên Hán Trung. Về phía Đông Ngô, khi Tôn Quyền đánh bại Thái thú Giang Hạ Hoàng Tổ thì đã bắt được hàng vạn đàn ông và phụ nữ. Sau khi lập quốc, để tăng dân số, ông đã bình định Sơn Việt và sử dụng chiến thuật "kẻ yếu tăng hộ, kẻ mạnh dựng binh", ngoài ra quấy rối Hoài Nam để giành lấy dân số.
Từ cuối Đông Hán đến khi tái thống nhất đất nước vào thời Tây Tấn, tuy đã trải qua 125 năm nhưng dân số chỉ bằng 35,3% dân số đỉnh cao của Đông Hán. Và sau đó là Ngũ Hồ thập lục quốc rồi Nam–Bắc triều, số dân vẫn không thể gượng dậy, mãi cho đến thời Tùy Văn Đế thì mới dần phục hồi. Trong thời Tam Quốc, dân số do các nước khống chế bao gồm lại hộ – tức gia đình thường dân, binh hộ – tức gia đình quân nhân, và đồn điền hộ – tức loại thiết chế đồn điền chế kết hợp quân sự và nông nghiệp biên cương do Tào Tháo ban hành từ đầu. Phía Thục Hán là nước ít dân nhất, mặc dù chỉ khoảng 90 vạn dân, nhưng có tới hơn 10 vạn quân. Nhìn chung thì số hộ nông dân đông đảo có vai trò quyết định đối với sự phục hồi và phát triển của nền kinh tế xã hội lúc bấy giờ.
| Quốc gia | Quốc gia | Năm | Số hộ      | Số dân     | Ghi chú                                                                                                   |
| --- | -------- | --- | ---------- | ---------- | --- |
| Đông Hán | Đông Hán | 157 | 10.679.600 | 56.476.856 | 27 năm trước khi diễn ra khởi nghĩa Khăn Vàng (184), 32 năm trước khi phế Lưu Biện, lập Hán Hiến Đế (189) |
| Tam Quốc | Tào Ngụy | 260 | 663.423    | 4.432.881  | 5 năm trước khi Tư Mã Viêm soán ngôi Tào Ngụy, 40 năm từ khi Tào Phi soán ngôi Đông Hán                   |
| Tam Quốc | Thục Hán | 221 | 200.000    | 900.000    | — |
| Tam Quốc | Thục Hán | 263 | 280.000    | 1.082.000  | Tại thời điểm Thục Hán sụp đổ, có 102.000 quân, 4 vạn quan lại                                            |
| Tam Quốc | Đông Ngô | 238 | 600.000    | 3.000.000  | Với 16 vạn quân. Đã 16 năm từ khi Tôn Quyền xưng vương (222), 9 năm từ khi xưng đế (229)                  |
| Tam Quốc | Đông Ngô | 280 | 530.000    | 2.535.000  | Tại thời điểm Đông Ngô sụp đổ, có 23 vạn quân, 3,2 vạn quan lại, 5.000 người hầu hậu cung                 |
| Tây Tấn | Tây Tấn  | 280 | 2.495.804  | 16.163.863 | Năm thống nhất thiên hạ, 15 kể từ năm thành lập Tây Tấn                                                   |
| Tây Tấn | Tây Tấn  | 282 | 3.770.000  | 22.620.000 | Sau khi thống nhất thiên hạ, và đây cũng là năm có số dân đông nhất lịch sử nhà Tấn                       |
| Lưu ý: Thống kê hộ khẩu và dân số Đông Hán, Tây Tấn lấy từ Hậu Hán thư, Tấn thư. Dân số Tam Quốc lấy từ "Thông điển" quyển 7, "Thực hóa", quyển 7, "Lịch đại thịnh suy hộ khẩu". Dữ liệu so sánh tương đối và số hộ gia đình thực tế có cao hơn. Điều này là do trong các triều đại Ngụy, Tấn, Nam – Bắc triều có dữ liệu hộ khẩu chưa rõ hoặc không được đưa vào thống kê do các yếu tố như bộ khúc quân, quân hộ, hào tộc môn khách hoặc chiến loạn. |          |     |            |            | |

## Kinh tế

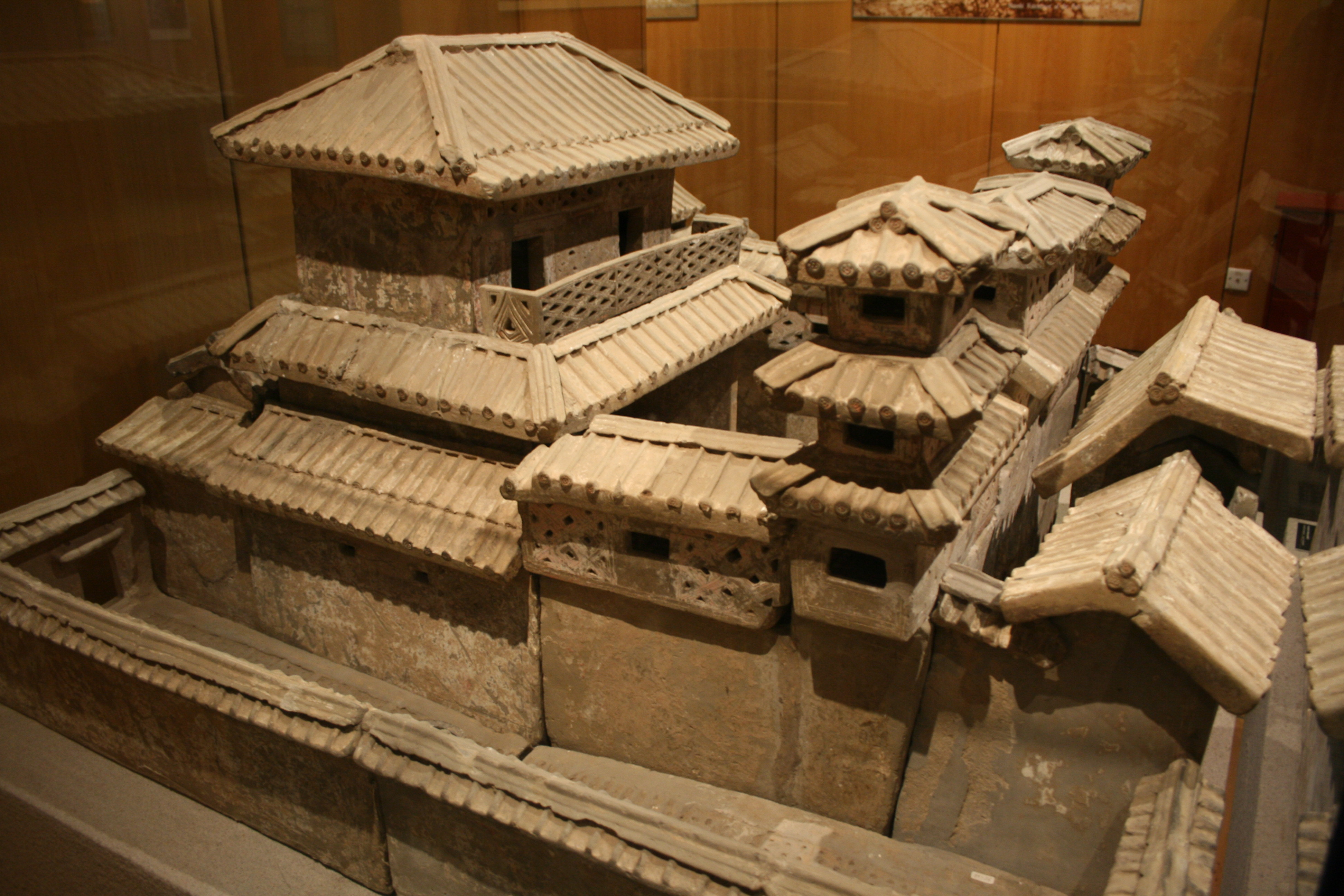
Mô hình nhà gốm Ô Bảo lưu trữ tại Bảo tàng Quốc gia Trung Quốc.

Vào cuối thời Đông Hán, do thiên tai và chiến tranh, xã hội bị hủy hoại, nền kinh tế sa sút và một lượng lớn ruộng đất bị bỏ hoang. Một số hào cường vọng tộc đã lãnh đạo các thị tộc của họ xây dựng kiến trúc Ổ Bảo – hệ thống nhà ở kèm theo các công trình có thể sử dụng trong chiến tranh như tường phòng thủ, kho lương thực, binh khí để tự vệ, tiến hành hoạt động sản xuất xung quanh căn nhà trung tâm này, và hình thức này dần dần trở thành một hệ thống trang viên tự cung tự cấp. Cả hệ thống Ổ Bảo và trang viên đều ảnh hưởng đến mô hình kinh tế của các triều đại thời kỳ Ngụy–Tấn–Nam–Bắc triều. Do sự sụp đổ của nhà Đông Hán, những đồng tiền đã cũ không được đúc lại và một lượng lớn tiền tư nhân đã xuất hiện. Sau khi Tam Quốc thành lập, tiền đồng mới được phát hành chưa thể lưu hành rộng rãi, vì vậy đa phần đành phải sử dụng vải vóc cùng các đồ vật có thật khác làm tiền tệ chính.
Trong Tam Quốc thì Tào Ngụy có dân số đông nhất và diện tích khai hoang rộng nhất, đây chính là nguyên nhân khiến Tào Ngụy hùng mạnh nhất Tam Quốc lúc bấy giờ. Tào Ngụy sử dụng chính sách đồn điền chế, tổ chức cho các lưu dân tham gia canh tác nông nghiệp, lập lại một phần của trật tự xã hội và tăng cường sức mạnh của đất nước. Một bằng chứng khác cho thấy Tào Ngụy rất coi trọng nông nghiệp là công trình giữ nước vĩ đại của họ, quy mô và số lượng nhiều nhất Tam Quốc. Chẳng hạn như Tào Ngụy xây dựng các kênh và hồ chứa ở khu vực Quan Trung đã nhất cử biến đổi hơn 3.000 ha đất nhiễm mặn, góp phần gia tăng lớn cho quốc khố. Một ví dụ khác là các dự án thủy lợi của Tào Ngụy ở Hà Nam, kết quả là sản lượng ngũ cốc tăng gấp bội, tuy nhiên "Tam quốc thực hóa chí" cũng chỉ ra rằng nhiều dự án thủy lợi này thiếu kế hoạch và chỉ có thể đạt được kết quả ngắn hạn. Tào Ngụy xây dựng xưởng thủ công lớn để phát triển sản xuất thủ công mỹ nghệ, Nghiệp, Lạc Dương và các thành phố thương mại khác đã phát triển nền kinh tế thương mại và giao thương với nước ngoài. Ngoài ra, các ngành đóng thuyền, gốm sứ, dệt lụa, làm muối cũng rất phát triển. Điều đáng chú ý là Tào Ngụy đã không thể thoát khỏi mô hình kinh tế giao dịch bằng vật thật, một số nỗ lực cải cách tiền tệ đều thất bại, điều này có thể liên quan đến việc thiếu các mỏ đồng quy mô lớn trong nước làm cơ sở.

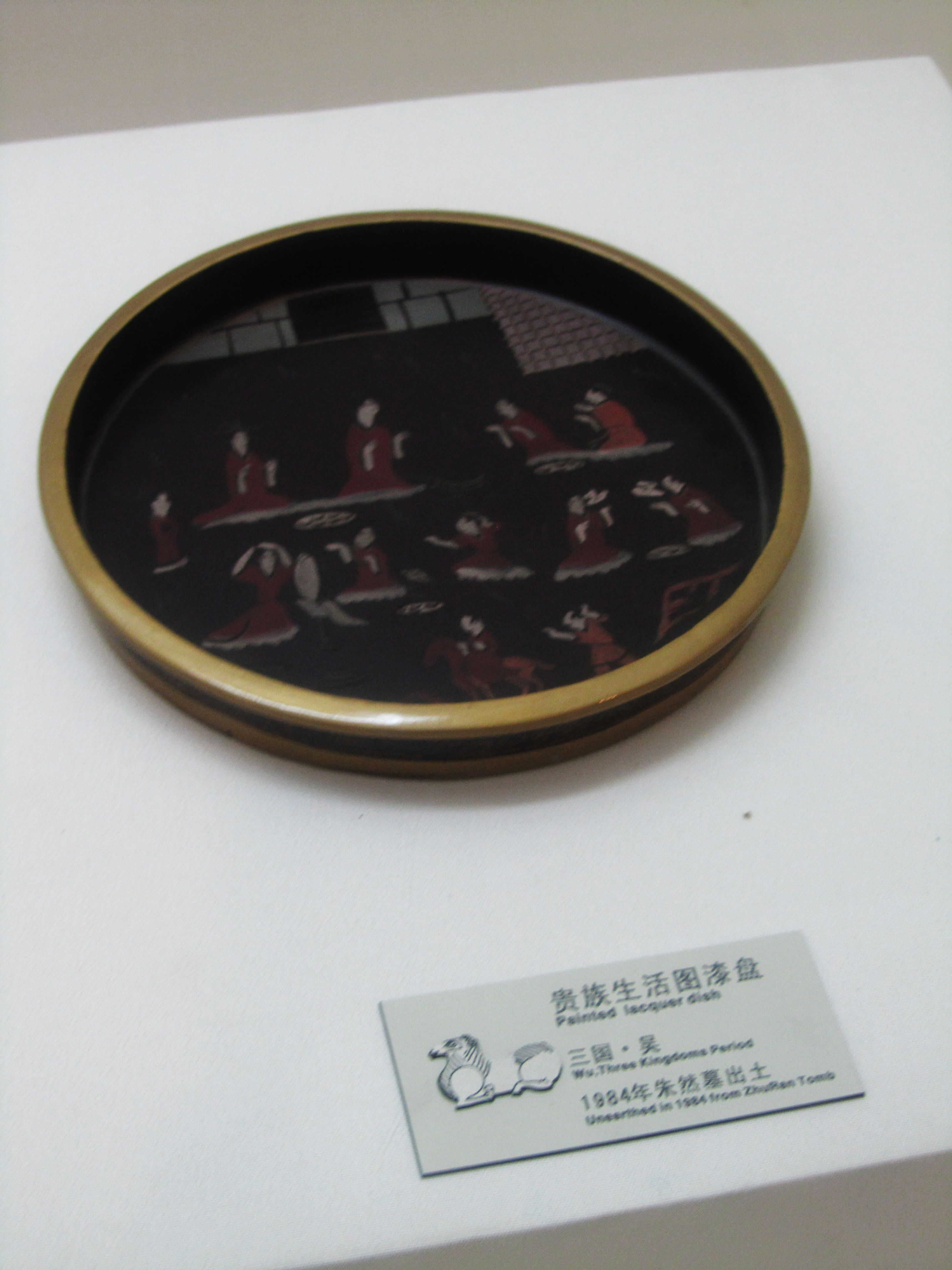
Đĩa vẽ tranh quý tộc được khai quật ở mộ của Đại Đô đốc Đông Ngô Chu Nhiên.

Về phía Thục Hán thì có đất đai màu mỡ, sản vật phong phú, chiến tranh những năm cuối đời Đông Hán ít hơn so với Trung Nguyên. Sau khi Lưu Bị vào Thục, vùng Ba Thục tài chính hỗn loạn, Lưu Ba đề xuất đúc "trực bách tiền" mệnh giá 100 mỗi đồng, điều hoà giá trị, dùng thư lại làm quan kiểm soát và giải quyết được khó khăn. Trong đất Thục, đồng ngũ thù và trực bách tiền đều được sử dụng cùng nhau, chúng được đúc bởi huyện Kiền Vi, và đồng tiền này không chỉ lưu hành một nơi mà còn tham gia vào thương mại trong ngoài đất Thục suốt thời Tam Quốc, khiến cho nước Ngụy cũng tràn vào lưu hành với số lượng lớn. Về nông nghiệp thì Gia Cát Lượng cử người cải tạo, chăm sóc Đô Giang Yển để đảm bảo tưới tiêu trồng trọt. Về thủ công nghiệp thì đất Thục phát triển nhất là muối, sắt và thổ cẩm. "Bác vật chí" của Trương Hoa đã đề cập rằng Gia Cát Lượng đã phát triển muối Thục và sử dụng khí thiên nhiên để tăng đáng kể giá trị sản lượng của muối nước này; còn "Thục đô phú" của Tả Tư đề cập rằng Thục có các trung tâm, cửa hàng mua sắm, trong đó nhà cửa được kiến thiết khéo léo, hàng trăm phòng ngăn cách nhau, các máy móc nông nghiệp phối hợp hài hòa. Vì vậy gấm nhà Thục có thể xuất khẩu sang nước Ngô và Ngụy, Gia Cát Lượng cũng tin rằng gấm vóc nhà Thục là nguyên liệu quan trọng để hỗ trợ đất nước. Ở Nam Trung, vàng, bạc, sắt, sơn mài, trâu cày, ngựa chiến và các cống phẩm khác đã cung cấp nguồn quân sự cho Thục và làm cho đất nước trở nên giàu có. Khi nhà Thục Hán mất, trong phủ còn hai ngàn cân vàng bạc. Kinh đô Thành Đô cũng là một trong những thành phố thương mại lớn nhất vào thời điểm đó, "Thục đô phú" đề cập rằng thành phố là nơi sở hội thương nghiệp, nơi gặp gỡ hàng vạn thương nhân, có hàng trăm dặm đường hầm và hàng ngàn cửa hàng, "của cải chất thành núi, tinh tú sinh sôi nảy nở".

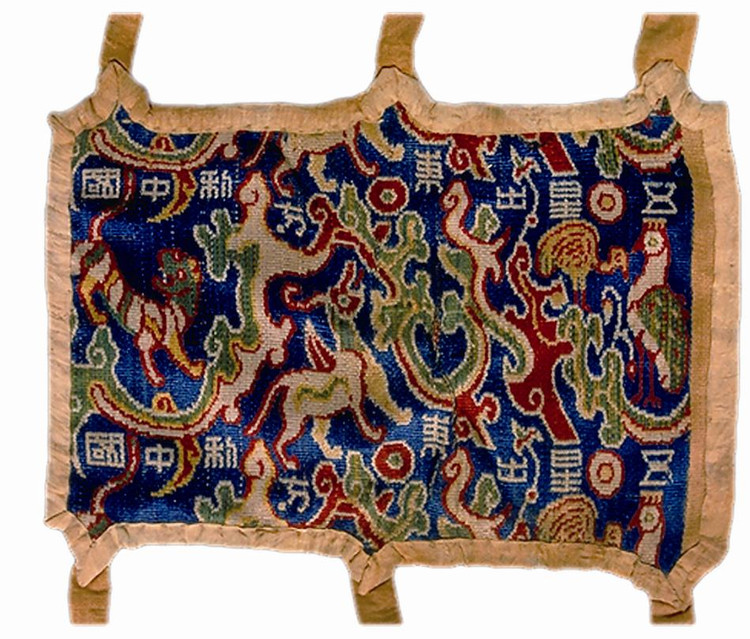
Thổ cẩm "Ngũ tinh" được sản xuất bởi Thục Hán.

Đối với Đông Ngô ở phía Nam sông Dương Tử có bước khởi đầu kinh tế – xã hội tương đối muộn, trong thời Tam Quốc vẫn là nơi dân cư thưa thớt. Tuy nhiên, do ở đây không có chiến tranh, một số lượng lớn người dân ở phía Bắc đã di cư tới, mang theo công nghệ sản xuất và lao động tiên tiến. Sau khi Tôn Quyền lên ngôi, Ngô thiết lập đồn điền chế, thực hiện hệ thống canh tác, đưa sản xuất nông nghiệp và kinh tế xã hội ở khu vực Giang Nam phát triển. Về công nghiệp dệt may, Giang Nam nổi tiếng về sản xuất vải lanh và vải thô ở quận Dự Chương – nay là Nam Xương, Giang Tây, danh tiếng vang xa hàng ngàn dặm. Vùng Tam Ngô sản xuất tơ tằm loại "bát tằm", chất lượng lụa được sản xuất ở Chư Kỵ và Vĩnh An rất cao. Ngành luyện và đúc phát triển nhất ở Vũ Xương – nay là Ngạc Châu, Hồ Bắc, lấy nguồn từ các mỏ đồng được khai thác để chế tạo vũ khí. Do nằm ở phía Nam Trường Giang và giáp biển nên nước Ngô khá phát triển về đóng tàu và làm muối, quan lại được đặt ở Hải Diêm – nay thuộc Chiết Giang, và Sa Trung – nay là Thường Thục, Giang Tô để quản lý việc sản xuất muối ở hai nơi này. Đông Ngô lập chức Điển thuyền Giáo ủy quản lý đóng thuyền ở quận Kiến An – nay là Phúc Châu, Phúc Kiến, tàu chiến tham trận, tàu thường hoạt động trên biền và đã đến Biển Đông ở phía Nam cùng Liêu Đông ở phía Bắc. Thương mại hàng hải Đông Ngô phát triển mạnh mẽ, các thành phố thương mại của chủ yếu là Kiến Nghiệp – nay là Nam Kinh, Giang Tô, quận Ngô – nay là Tô Châu, Giang Tô, và Phiên Ngung – nay là Quảng Châu, Quảng Đông, trong đó Phiên Ngung chủ yếu hoạt động ngoại thương.

## Văn hóa

### Tư tưởng học thuật
Trong thời kỳ nhà Hán và nhà Tấn, tư tưởng học thuật đã trải qua những thay đổi mạnh mẽ, chủ yếu liên quan đến biến chuyển trong tư duy truyền thống và đấu tranh chính trị, cái trước chiếm đa số. Từ thiên về giao du, trọng phẩm giá chuyển sang tuân theo trách nhiệm, danh xứng với thực, thiên về Thân Bất Hại, Hàn Phi; vì hư danh, đạo đức giả mà phản lại tự nhiên, thẳng thắn, quy về Lão Tử, Trang Tử. Do khủng hoảng chính trị vào cuối thời Đông Hán, tình hình tư tưởng trở nên hỗn loạn. Tào Tháo và Gia Cát Lượng đều áp dụng ý tưởng của những danh gia hoặc Pháp gia để lập lại trật tự xã hội. Trong đó Tào Tháo áp dụng chính sách có thưởng tất phạt, chủ trương pháp trị, đưa ra quan điểm có tài ắt dùng, phá bỏ tiêu chuẩn gia thế, danh giáo. Gia Cát Lượng cũng ủng hộ quan niệm pháp trị, sau khi vào Thục, ông đã cải tiến hệ thống pháp luật và thực thi pháp luật một cách công bằng, đưa ra quan điểm trọng tâm trị quốc là trọng dụng nhân tài, và bổ nhiệm người thích hợp. Ông cũng rất coi trọng quân luật, chẳng hạn như trong trận Nhai Đình, Mã Tắc bị chém đầu vì vi phạm quân lệnh, đồng thời xin tự giáng chức xuống 3 bậc. Tư tưởng về danh pháp cuối đời Hán đầu Ngụy đã tạo cơ sở cho trào lưu tư tưởng Huyền học thời Ngụy–Tấn, khiến các danh nhân chuyển trọng tâm từ vấn đề cụ thể của danh pháp sang suy đoán trừu tượng dựa trên cơ sở Huyền học.

Kinh điển Nho gia của Khổng Tử có rất nhiều lời chú thích của người đời sau, trong đó những lời chú giải của Trịnh Huyền vào cuối thời Đông Hán là có giá trị nhất. Bên cạnh đó, tập đại thành Kinh học nghiên cứu của Trịnh Huyền có ý nghĩa lớn cho sự phát triển của văn hoá Trung Quốc. Tuy nhiên, vào thời Ngụy–Tấn, Vương Túc kế thừa sự nghiên cứu của cha mình là Vương Lãng và bình luận về kinh điển, quan điểm của ông về kinh điển cũng khác với Trịnh Huyền, nên tạo ra hai trường phái Trịnh – Vương đối kháng nhau. Sau khi nhà Tây Tấn soán ngôi Ngụy, Tấn Vũ Đế là cháu ngoại của Vương Túc đã phế bỏ trường phái của Trịnh Huyền, xác lập trường phái của ông ngoại mình làm chính thức, giữ vị trí chủ đạo một thời gian. Tuy nhiên, kinh điển Nho gia đã rơi vào tình trạng cứng nhắc của chương và câu từ, ngày càng không đáp ứng được nhu cầu của thực tế, một số học giả bắt đầu quay trở lại văn hóa truyền thống và nghiên cứu Đạo gia, khiến cho Huyền học ra đời.

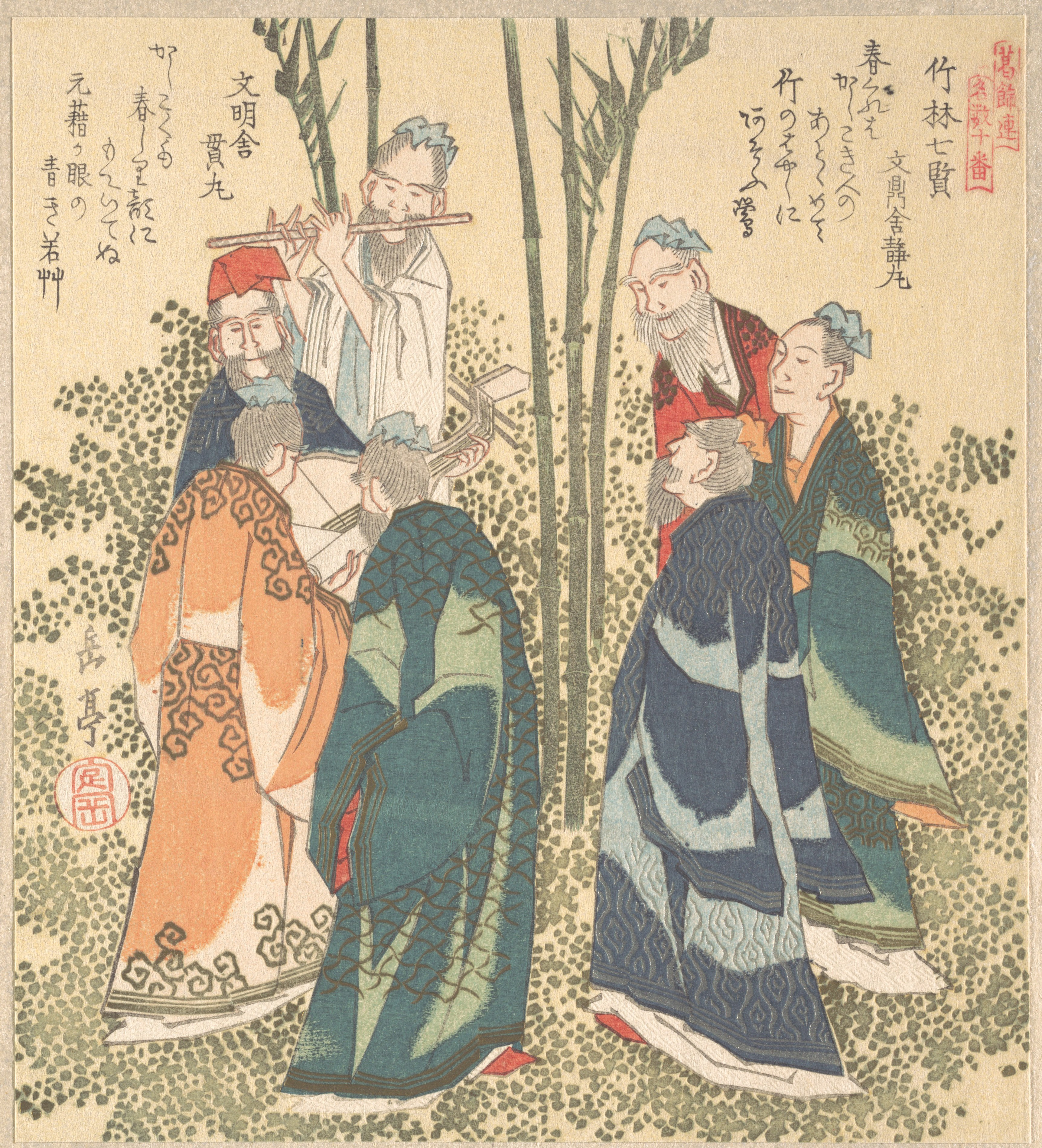
Trúc lâm thất hiền Nguyễn Tịch, Kê Khang, Lưu Linh, Sơn Đào, Hướng Tú, Vương Nhung, Nguyễn Hàm.

Huyền học là tư tưởng nổi bật nhất thời Ngụy–Tấn–Nam–Bắc triều, lấy Lão Tử, Trang Tử và Chu Dịch là đối tượng nghiên cứu chính, gọi chung là Tam huyền. Các nhà Huyền học thích nói về siêu hình học chứ không nói về những điều thông thường, đó gọi là thanh đàm. Vào những năm Chính Thủy cuối triều đại Tào Ngụy, các học giả nổi tiếng Hà Yến và Vương Bật đã nói về Lão Tử và Chu Dịch, Vương Bật đã chú thích Lão Tử và giải thích Chu Dịch bằng tư tưởng của Lão Tử, từ đó mở ra cánh cửa Huyền học. Chủ trương vạn vật từ hư không sinh ra, lấy hư không – nguyên lý của Đạo – làm nền tảng, tồn tại – hình tướng – từ hư vô sinh ra, bên cạnh đó có ý kiến cho rằng Lễ giáo, hoặc Minh giáo, cũng đến từ tự nhiên, và mối quan hệ giữa Lễ giáo và Đạo là mối quan hệ giữa con và mẹ. Cuối Ngụy thì nhà Tư Mã đã quyền khuynh thiên hạ, bè cánh đấu đá, ý đồ soán ngôi Ngụy đã lộ rõ khiến cho một số học giả không muốn hợp lực với nhà Tư Mã, và cũng bởi vì không thể thay đổi cục diện, họ muốn tìm đường thoát khỏi thế giới với quan điểm ủng hộ tính xác thực tự nhiên của tư tưởng Lão Tử và Trang Tử, đồng thời coi thường đạo đức giả của nhà Tư Mã trong việc kiềm chế thiên hạ bằng Nho giáo. Được đại diện bởi Nguyễn Tịch, Kê Khang, Trúc lâm thất hiền đã chuyển trọng tâm từ lý thuyết hệ tư tưởng sang các vấn đề cuộc sống, phê phán thực tại xã hội. Lúc bấy giờ thì nhà Tư Mã chủ trương lễ giáo, Kê Khang cho rằng hãy để lễ giáo theo tự nhiên, Nguyễn Tịch và những người khác tin rằng các nghi lễ Nho giáo đã triệt tiêu tính xác thực của tự nhiên và nhấn mạnh "tâm và thiện ngộ", trở về với bản chất con người chân chất, trong sáng. Các học giả này không theo lễ tục, hành xử phóng khoáng và sinh sống nơi hoang dã, đã từ chối phục vụ nhà Tư Mã. Sau khi Kê Khang bị giết, Huyền học Trúc lâm rơi vào im lặng. Sau cái chết của Tấn Vũ Đế, bước sang thời kỳ Tấn Huệ Đế và Loạn Bát Vương, xã hội hỗn loạn, cục diện chính trị trở nên hắc ám và Huyền học hồi sinh.
Ở Thục Hán thì nước này kế thừa Nho giáo của Đông Hán, trong thời kỳ Lưu Thiện của Thục Hán thì Gia Cát Lượng đã tấu trình kiến nghị phong Cam phu nhân làm Hoàng hậu của Lưu Bị, và việc này được thực hiện theo hệ thống lễ nghi Nho giáo. Cả Lưu Bị và Gia Cát Lượng tôn trọng Nho giáo và Nho sĩ ở đất Thục, Đỗ Vi, Chu Quần, Đỗ Quỳnh, Mạnh Quang và các nhân tài khác được phong làm quan, hoặc làm các chức vụ giáo dục như Nho lâm Giáo úy, Điển học Giáo úy, Khuyến học tòng sự, có người được phong làm Thái tử gia lệnh, Thái tử phó, Thái tử thứ tử. Tư tưởng chỉ đạo chính trị của Thục Hán cũng là Nho giáo như Đông Hán. Đối với sự ngưỡng mộ Pháp gia của Gia Cát Lượng, ông không từ bỏ "đức chính" – tức chính trị đạo đức giúp ích cho dân, Nho giáo đi kèm "hình pháp", nhưng lấy đức chính làm lý tưởng cao nhất.

### Văn học

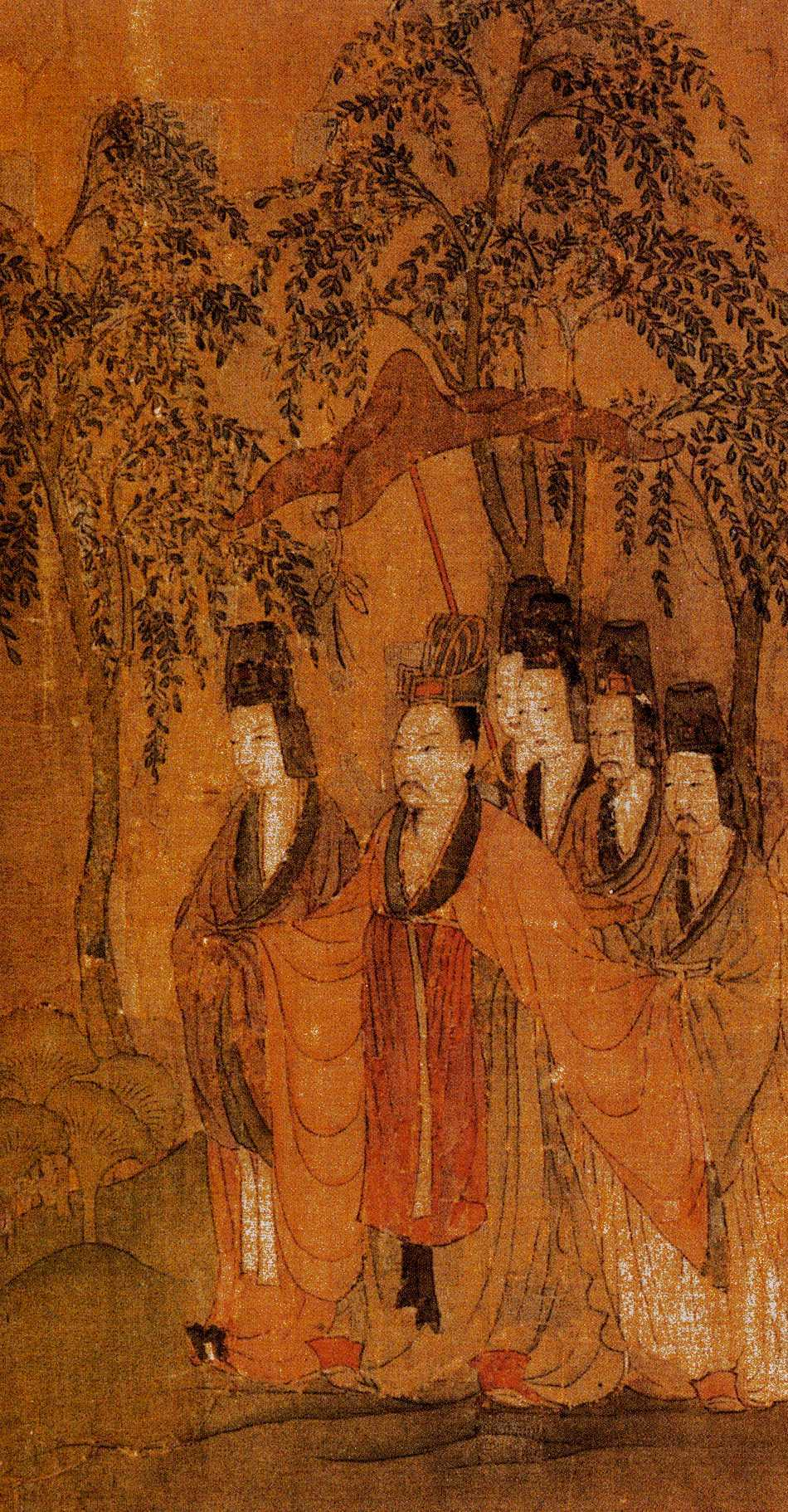
Tranh vẽ Tào Thực (chính giữa) thời nhà Tấn.

Tào Tháo là một nhà cải cách đầy cá tính và kiệt xuất, hai con trai Tào Phi và Tào Thực cũng đều là nhà thơ kiệt xuất, văn chương thể hiện cá tính, lần đầu tiên giành được địa vị độc lập trong thời Tam Quốc. Trong văn học thời kỳ này, văn học Tào Ngụy thịnh vượng nhất, được chia thành văn học Kiến An sơ kỳ và văn học Chính Thủy hậu kỳ, trong đó văn học Kiến An phản đối lối thơ nhu nhược, đời sau gọi là "phong cốt Kiến An" hay "phong cốt Hán Ngụy". Điều này là do kể từ khi Tào Tháo và những người khác yêu thích văn học, các văn sĩ từ khắp nơi trong thiên hạ bị thu hút, và các đại diện nổi tiếng nhất của văn học Kiến An là Tam Tào – ba cha con nhà họ Tào, Kiến An thất tử, ngoài ra còn có các văn nhân khác như Hàm Đan Thuần, Thái Diễm, Bà Khâm, Lộ Túy, Đinh Nghi, Dương Tu, Tuân Vĩ. Tào Tháo có khí chất trầm hùng và phóng khoáng, phong cách giản dị, ảm đảm với những bài thơ "Đoản ca hành", "Bộ xuất hạ môn hành", "Nhượng huyền tự minh bản chí lệnh". Tào Phi và Tào Thực đều là những người tài năng, trong đó Tào Phi đã viết bài phê bình văn học "Điển luận", dẫn đến sự phát triển văn học một cách tự giác, ngoài ra, bản thân ông cũng tham gia sáng tác văn học và giỏi làm thơ thất ngôn, do đó cũng thuộc Tam Tào. Còn Tào Thực có tính khí lãng mạn và là tác giả của "Lạc thần phú", "Thơ bảy bước" cùng nhiều tác phẩm khác. Kiến An thất tử, Thái Diễm, Dương Tu và các văn sĩ khác quan tâm đến thực tế và đối mặt với cuộc sống, các tác phẩm của họ phản ánh những thay đổi xã hội và sự đau khổ của người dân kể từ cuối thời nhà Hán, chẳng hạn như "Hồ gia thập bát phách" của Thái Diễm.
Trong thời kỳ văn học Chính Thủy, bởi vì tình hình chính trị được kiểm soát bởi nhà Tư Mã sau khi Tư Mã Ý đánh bại Tào Sảng và thế lực Hoàng tộc họ Tào trong sự biến lăng Cao Bình, văn học bị áp bức và rất khó để đối mặt trực tiếp với thực tế, các văn nhân nổi tiếng gồm Trúc lâm thất hiền dẫn đầu bởi Nguyễn Tịch, Kê Khang, bên cạnh đó là Hà Yến, Hạ Hầu Huyền, Vương Bật cùng các Chính Thủy danh sĩ khác. Tư Mã Sư và Tư Mã Chiêu đã áp dụng chính sách gây áp lực mạnh đối với phe đối lập, khiến hầu hết các nhà văn Chính Thủy sợ hãi không dám làm gì, quay sang đàm luận Lão–Trang, lập ra Huyền học. Đối với hiện thực xã hội, các văn sĩ không kiên trì theo đuổi và cố chấp như văn học Kiến An, có thái độ thờ ơ hơn nhiều. Tuy nhiên, một số nhà văn như Kê Khang, Nguyễn Tịch với tác phẩm "Vịnh hoài thi" vẫn kế thừa phong cốt Kiến An, dám đối mặt với chế độ họ Tư Mã, và văn học của họ cũng có những đặc điểm riêng biệt. "Văn tâm điêu long" của Lưu Hiệp Nam triều đánh giá rằng Chính Thủy theo Đạo gia, thơ tạp và "tiên tâm" – tức hướng về cõi thần tiên, các đệ tử của Hà Yến nông cạn, tuy nhiên phong cách của Kê Khang thì trong sạch và cao quý, Nguyễn Tịch thì sâu xa và là 2 đại biểu của văn nhân Chính Thủy.

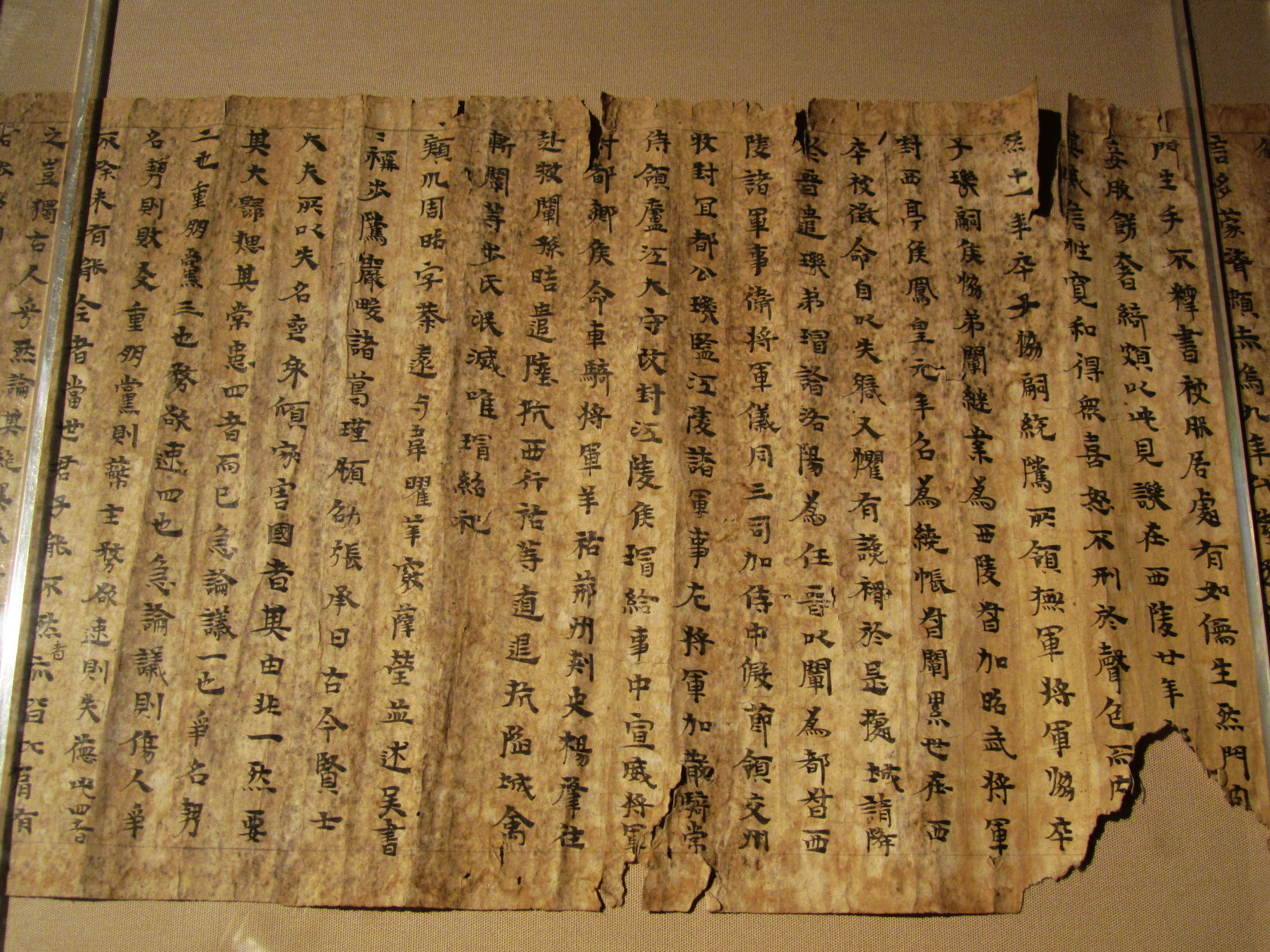
Mảnh cuốn "Tam quốc chí" của Trần Thọ lưu trữ tại Viện nghiên cứu Đôn Hoàng.

Về phía Đông Ngô có các văn nhân là Trương Hoành, Tiết Tống, Hoa Hạch, Vi Chiêu. Trương Hoành là Trưởng sử của Tôn Quyền, có mối quan hệ thân thiện với Khổng Dung và Trần Lâm của Kiến An thất tử; Tiết Tống là một nhà Nho nổi tiếng ở Giang Đông, và ông là thầy của Thái tử Đông Ngô; Hoa Hạch là văn sĩ cuối triều Ngô. Phía Thục Hán có các văn nhân là Gia Cát Lượng, Khước Chính, Tần Mật, Trần Thọ, trong đó Gia Cát Lượng có vai trò chủ đạo là chính trị gia, tác phẩm của ông có thể kể tới "Xuất sư biểu", văn của ông tuy không hoa mỹ như những người khác, nội dung giản dị, chân thành và cảm động, thể hiện quyết tâm Bắc tiến của mình. Tần Mật có bài thư ngũ ngôn "Viễn du", và đây là bài thơ có thể kiểm chứng duy nhất được lưu truyền từ Thục Hán. Ngoài ra còn có nhiều học giả ở Thục đã ghi chú cho các tác phẩm như Hứa Từ, Mạnh Quang, Doãn Mặc, Lý Soạn. Cuối thời Thục Hán có Tiều Chu, Khước Chính mê văn chương, Tiều Chu viết "Cừu quốc luận" bàn về những khuyết điểm của chiến chinh, viết "Thích cơ" để bày tỏ quan điểm của mình dựa trên quan điểm của những Nho sĩ đời trước. Ngoài ra, cuối Đông Hán còn có những học giả nghiên cứu thuật số như Nhâm An, Chu Thư, sau đó thì có thêm Chu Quần, Đỗ Quỳnh.
Các nhà sử học nổi tiếng thời Tam Quốc bao gồm Vương Thẩm, Ngư Hoạn, Vi Chiêu và Trần Thọ. "Ngụy thư" của Vương Thẩm được nhà sử học Lưu Tri Kỷ thời Đường đánh giá là hầu hết sách phạm "húy kỵ", không phải là ghi chép thực, giá trị tham khảo tương đối thấp, điều này có liên quan đến việc ông gắn bó mật thiết với gia tộc Tư Mã và việc ông từng phản Ngụy Thiếu Đế Tào Mao. Vi Chiêu viết "Ngô thư" 55 quyền, và viết "Ngô cổ xuy khúc thập nhị khúc", trong đó có toàn bộ lịch sử phát triển của Đông Ngô, đối lập Nam Bắc với "Ngụy cổ xuy khúc thập nhị khúc" của Mâu Tập. Trần Thọ viết Tam quốc chí, căn cứ vào nhiều sử liệu như "Ngụy thư" của Vương Thẩm, "Ngụy lược" của Ngư Hoạn, "Ngô thư" của Vi Chiêu, riêng Thục Hán không có chính sử thì ông phải tự thu thập tư liệu để viết, đã áp dụng phương pháp mô tả 3 quốc gia cùng nhau và đổi mới cách viết thể kỷ truyện, trở thành một cuốn trong bộ Tiền tứ sử của tổng tập Nhị thập tứ sử. Tuy còn những thiếu sót đây được xem là một trong những sử liệu không thể thiếu đối với việc nghiên cứu lịch sử Tam Quốc.

### Tôn giáo
Tam Quốc là thời kỳ phát triển của Phật giáo và Đạo giáo. Ở Nam Trung có tín ngưỡng nguyên thủy của người Lô Lô, mang đậm màu sắc siêu nhiên khi coi mọi vật đều có linh hồn, bản chất là thờ thần thoại, mang đặc điểm của tín ngưỡng đa thần và thờ tự nhiên. Với lịch sử lâu dài ở Tây Nam Trung Quốc, tôn giáo nguyên thủy này được hình thành.

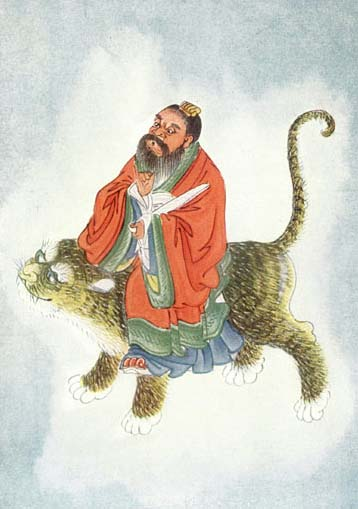
Tranh vẽ tổ sư Thiên sư Đạo Trương Lăng với linh vật là hổ.

Hoàng Lão Đạo lưu hành trong dân gian thời Đông Hán. Cũng vào cuối thời Đông Hán và thời Tam Quốc, tư tưởng Đạo gia như Lão Tử và Trang Tử chính thức trở thành một tôn giáo và bắt đầu thực hiện các hoạt động nhóm tôn giáo. Thái Bình Đạo của Trương Giác và Ngũ Đấu Mễ Đạo của Trương Lăng là những nguyên mẫu của Đạo giáo, và chúng được gọi là Thiên sư Đạo vào thời Tây Tấn. Khởi nghĩa Khăn Vàng là sự nổi dậy của nhóm tôn giáo đầu tiên tức Thái Bình Đạo, và Trương Lỗ của Ngũ Đấu Mễ Đạo cũng đã thành lập một vương quốc tôn giáo độc lập, tách khỏi Tào Tháo và Lưu Bị ở Hán Trung. Thái Bình Đạo của Trương Giác nhấn mạnh phương thức "thủ nhất" của Đạo giáo, với "Thái Bình kinh" là kinh điển chủ yếu, còn được gọi là "Thái Bình thanh lĩnh thư" với nội dung phức tạp, ngôn từ dựa trên âm dương và ngũ hành, đồng thời dùng nhiều từ ngữ "thuật sĩ". Tư tưởng xã hội của nhánh này không chỉ bảo vệ lợi ích của giai cấp thống trị, mà còn kêu gọi sự công bằng và cảm thông với người yếu thế. Trương Giác đã lãnh đạo 2 em trai của mình là Trương Lương, Trương Bảo, cùng các thuộc hạ như Trương Mạn Thành phát động khởi nghĩa Khăn Vàng vào cuối thời Đông Hán sau khi có một số lượng lớn dân chúng ủng hộ, cuối cùng đã bị triều đình Đông Hán đánh bại và dần dần biến mất. Ở phía Tây, Trương Lăng đã đến núi Hạc Minh của Tứ Xuyên vào thời Hán Minh Đế của Đông Hán, tu đạo, tạo phù chú và thành lập Ngũ Đấu Mễ Đạo. Tôn giáo này là sự kết hợp giữa kiến thức của Hoàng Lão Đạo với tôn giáo địa phương, hầu hết các phù văn đều có nguồn gốc từ vu thuật Ba Thục, có giáo lý cơ bản là giống với Thái Bình Đạo, phục vụ việc học theo Hoàng Lão Đạo. Về sau thì nhánh tôn giáo này được gọi là Thiên sư Đạo, và hậu duệ nhà họ Trương đã nắm giữ quyền lực của trật tự tôn giáo như Trương Thiên sư trong các triều đại trước. Trong thời Tam Quốc, Trương Lỗ từng cúng rượu, ngâm thơ "Lão Tử ngũ thiên văn", và "Đạo đức kinh" trở thành một trong những tác phẩm kinh điển chính. "Lão Tử tưởng nhĩ chú" của Trương Lăng đã phản ánh cách giải thích Đạo giáo ban đầu về "Lão Tử ngũ thiên văn", sau đó được truyền bá bởi con trai là Trương Hành, cháu trai Trương Lỗ, trở nên phổ biến ở Tứ Xuyên và Hán Trung. Sau khi Trương Lỗ đầu hàng Tào Tháo, Ngũ Đấu Mễ Đạo đã được lan truyền từ Ba, Hán đến phía Nam sông Dương Tử.

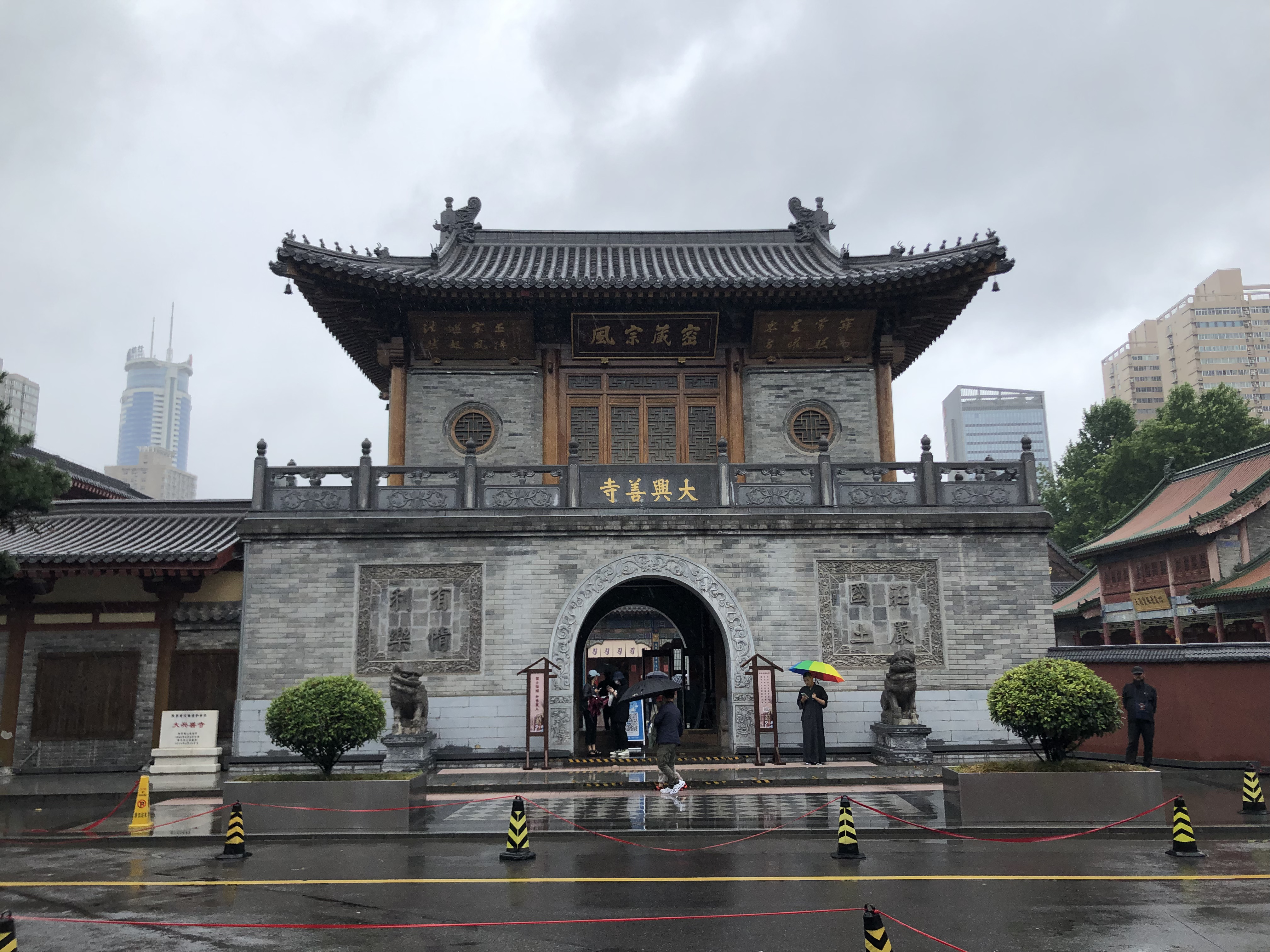
Chùa Đại Hưng Thiện được xây dựng năm 265 tại Trường An với tên gọi ban đầu là chùa Tuân Thiện, đúng năm thành lập Tây Tấn trong thời đại Tam Quốc.

Phật giáo truyền bá từ Ấn Độ sang Trung Quốc vào nửa sau thế kỷ thứ nhất, bắt đầu từ thời Hán Minh Đế. Khác với Phật giáo Bộ phái du nhập vào Trung Quốc trong thời Lưỡng Hán, Phật giáo Đại thừa được truyền bá vào cuối thời Đông Hán và lan rộng ra khắp nơi dưới ảnh hưởng của Đế quốc Quý Sương. Với sự lan tỏa từ phía Tây, các vương quốc Phật giáo ở Tây Vực hình thành như Quy Từ, Vu Điền, dần dần một số lượng lớn các nhà sư đã đến Trung Quốc để truyền giáo bằng các hoạt động như phiên dịch kinh sách và hoằng pháp, khiến cho Phật giáo truyền bá rộng rãi trong dân gian sau khi kết thúc triều đại Đông Hán, chuyển sang thời đại Tam Quốc. Các tăng lữ như Đàm Ma La Ca đến từ Thiên Trúc, An Thế Cao đến từ Đế quốc Parthia, Khang Tăng Khải đến từ Kangju đã đến Lạc Dương để dịch những cuốn kinh Phật sang tiếng Hán, truyền bá Phật giáo Đại thừa vào Trung Nguyên và tứ phương. Đàm Ma La Ca khuyến khích giới luật, đây là khởi đầu của việc các tăng lữ Trung Quốc có giới luật thọ giới, và các thế hệ sau coi ông là thủy tổ của Luật tông. Kinh "Đàm vô đức (Pháp Tạng) Yết-ma", tức Luật Tứ phần, do Đàm Đế dịch đã được Chu Sĩ Hành nhận truyền giới và cùng những người khác bảo vệ, sau đó thường được sử dụng khi các tăng lữ Trung Quốc bắt đầu xuất gia. Vì việc phiên dịch kinh điển vào thời điểm đó không tốt, Chu Sĩ Hành đã hướng tới mục tiêu nghiên cứu bản kinh gốc, ông khởi hành từ Ung Châu đến Vu Điền vào năm 260 và trở thành tăng lữ Trung Quốc đầu tiên du hành về phía Tây để thỉnh kinh. Ông đã viết bản tiếng Phạn của "Đại phẩm bàn nhược kinh", được các đệ tử của ông gửi lại Lạc Dương vào năm 282, và cuối cùng được Trúc Thúc Lan dịch thành "Phóng quang bàn nhược kinh". Về sự phát triển của Phật giáo gắn liền với nhân vật lịch sử thì vào cuối thời Đông Hán có tướng Trách Dung là tín đồ, từng sống tại chùa Đại Hưng ở Giang Đông. Về trọng trấn Phật giáo thì ở phía Bắc là Lạc Dương, phía Nam là Kiến Nghiệp. Tào Ngụy có Tào Duệ xây chùa Đại Hưng, Tào Thực viết thi ca Phật giáo là "Phạm bái", cho thấy tôn giáo này khá thịnh hành vào thời Tam Quốc. Về phần Đông Ngô, nhà sư Chi Khiêm và Khương Tăng Hội lần lượt vào Ngô, được Tôn Quyền tôn trọng và ủng hộ, đồng thời xây chùa Kiến Sơ cho Khương Tăng Hội đến từ Giao Chỉ. Về sau, khi Tôn Hạo xưng đế thì đã muốn phá hủy các ngôi chùa Phật giáo, nhưng từ bỏ vì lời thuyết giảng cảm hóa của Khương Tăng Hội. Về phía Thục Hán thì Phật giáo không hưng thịnh, có quy mô nhỏ.

### Nghệ thuật

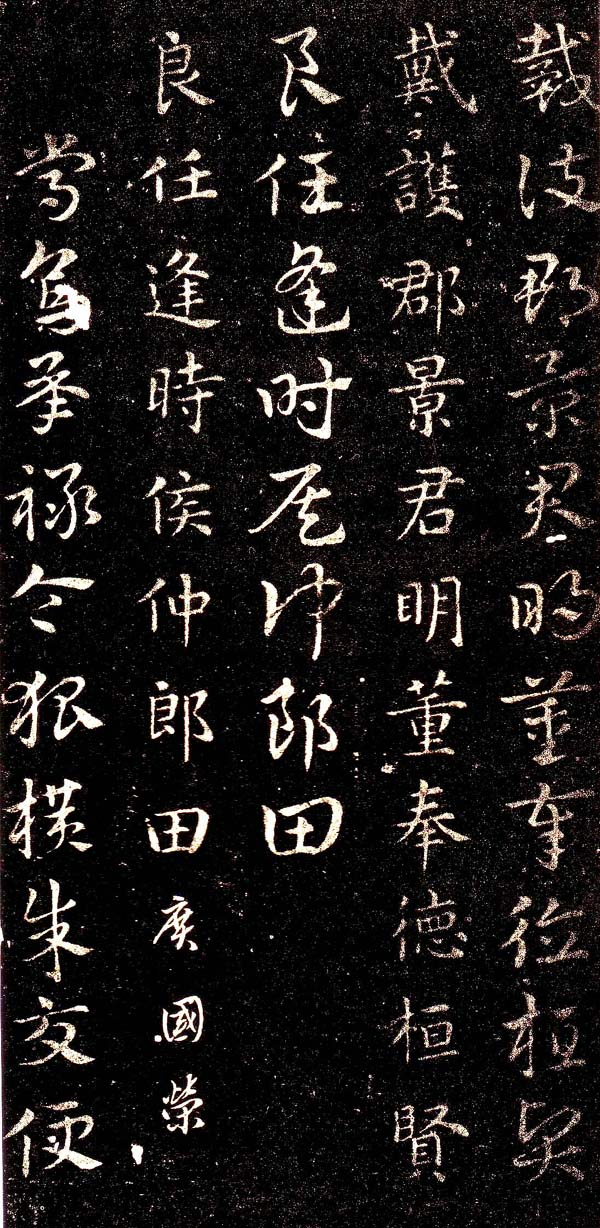
Tác phẩm "Cấp tựu chương" của Hoang tưởng.

Về nghệ thuật thời đại Tam Quốc, Đông Ngô có nhiều danh sĩ giỏi các loại hình nghệ thuật nhất, được gọi là "Ngô quốc bát tuyệt", có Ngô Phạm, Lưu Đôn, Triệu Đạt, Nghiêm Vũ, Hoàng Tượng, Tào Bất Hưng, Tống Thọ, Trịnh Ẩu. Trong đó Nghiêm Vũ giỏi cờ vây, bất bại trong thế hệ của mình và được mệnh danh là kỳ thánh; về phần Tào Bất Hưng thì vẽ tranh giỏi, Hoàng Tượng giỏi thư pháp.
Trong sự loạn lạc cuối đời Hán, nhiều bức họa đã bị hủy hoại hoặc thất lạc, gây ra tổn thất lớn cho hội họa Trung Quốc. Với sự phát triển của Phật giáo, những bức tranh với chủ đề tôn giáo này bắt đầu xuất hiện, tuy nhiên nhìn chung các bức tranh thời kỳ này không đạt được thành tựu lớn do rối loạn chính trị và hỗn loạn xã hội. Trước thời Tam Quốc, hội họa chủ yếu thuộc nghề kỹ nghệ của "bách công chi uyển", chưa trở thành nghệ thuật, ở thời kỳ này thì nội dung đề tài hiện thực bắt đầu xuất hiện, đồng thời cũng là thời kỳ chuyển tiếp từ tuyên truyền lễ giáo sang tuyên truyền tôn giáo. Các họa sĩ cũng di chuyển từ Trung Nguyên trong lưu vực sông Hoàng Hà đến lưu vực sông Dương Tử, với những nhân vật nổi tiếng gồm Tào Bất Hưng, Ngô Vương Triệu phu nhân cùng những người am hiểu hội họa khác như Hoàn Phạm, Dương Tu, Ngụy Thiếu Đế Tào Mao, Gia Cát Chiêm. Tào Bất Hưng của Đông Ngô giỏi ký họa và vẽ tranh về Phật giáo, được mệnh danh là "họa Phật chi tổ", có lần ông nối năm mươi thước lụa lại với nhau để vẽ một bức chân dung, và với đầu óc minh mẫn cùng đôi tay nhanh nhẹn, ông đã thực hiện nó bằng bút lông. Ngô Vương Triệu phu nhân là em gái của Triệu Đạt giỏi thư pháp, vẽ phong cảnh, được mệnh danh là "tuyệt trâm" thời bấy giờ. Bà đã vẽ bản đồ địa hình núi và sông ở nhiều quốc gia khác nhau cho chồng mình là Tôn Quyền, đây là những bức tranh đầu tiên về tranh phong cảnh. Ngoài ra các họa sĩ khác đều có ghi chép lại, như Dương Tu với bức "Tây kinh đồ" thời Hán mạt; Hoàn Phạm giỏi về "đan thanh", tức tranh vẽ lụa và tre; Tào Mao vẽ tranh các nhân vật thực sự; cha con nhà Gia Cát Thục Hán vừa vẽ tranh vừa thư pháp.
Nghệ thuật thư pháp xuất hiện vào cuối thời Đông Hán. Từ Tam Quốc đến Tây Tấn, lệ thư vẫn là chính văn, và hầu hết các bia ký vào thời điểm đó đều được viết bằng chính văn. Văn phong bia Tào Ngụy vuông vức, trang nghiêm, ít thú vị. Với Đông Ngô thì bia trứ danh gồm "Thiên phát thần sấm bi", "Thiền quốc sơn bi", "Cốc lãng bi", trong đó "Thiên phát thần sấm bi" sử dụng hình tròn làm khung, thế cục chữ rộng, thể hiện sự hùng vĩ. Các nhà thư pháp đại diện cho thời kỳ này là Trương Chi, Trương Sưởng, Vi Đản, Chung Do, Hoàng Tượng. Trương Chi giỏi "chương thảo" và kiểu mới của "kim thảo", đều thuộc thảo thư, với các tác phẩm nổi tiếng như "Quan quân thiếp", "Kim dục quy thiếp"; Trương Sưởng là em của Trương Chi, giỏi về chương thảo và lệ thư; Vi Đản đã tổng kết kinh nghiệm thư pháp của mình và viết "Bút kinh"; Chung Do đã sáng tác các tác phẩm kinh điển của khải thư là "Tuyên kỳ biểu", "Tiến ký trực biểu"; Hoàng Tượng giỏi tiểu triện, lệ thư, đặc biệt là chương thảo, với các tác phẩm nổi tiếng là "Cấp tựu chương", "Văn vũ tương đội thiếp", và "Thiện phát thần sấm bi". Gia Cát Lượng cũng được biết là giỏi thư pháp với tác phẩm "Viễn thiệp thiếp", bản lưu hành hiện tại được sao chép bởi Vương Hi Chi.

### Khoa học kỹ thuật

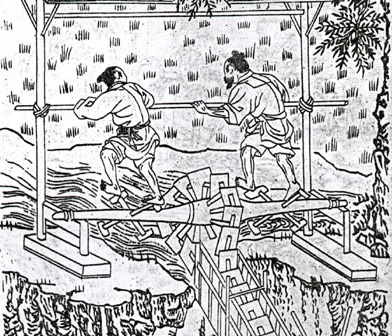
Phát minh "Long cốt thủy xa" của Mã Quân, ảnh từ "Thiên công khai vật".

Về kỹ thuật cơ khí, Tào Ngụy có Mã Quân, người Phù Phong – nay là huyện Hưng Bình, Thiểm Tây, là một nhà phát minh nổi tiếng. Ông giỏi ứng dụng cơ giới, nâng cao năng lực sản xuất, chế tạo ra bánh xe gỗ gọi là "bách hý" và xe chỉ Nam, được gọi là "thiên hạ chi danh xảo", tức kỹ sư xuất sắc nhất đất nước thời bấy giờ. Ông đã cải tiến máy dệt satanh của nhà Hán, làm cho các kiểu dệt có hiệu ứng ba chiều, có thể so sánh với thổ cẩm Thục. Thời Hán mạt có Tất Lam tiến hành cải tiến guồng nước "Long cốt xa", phát minh ra xe bơm thủy lực "Long cốt thủy xa" để tưới tiêu cho vùng đất canh tác đạt hiệu quả cao hơn, và ngày nay, một số ruộng bậc thang vẫn đang được sử dụng loại máy móc này. Ngoài ra, ông cũng cải tiến xe ném đá thêm chức năng luân chuyển ném đá để tăng khối lượng và tốc độ ném, phục vụ công thành, thủ thành. Gia Cát Lượng phát minh ra xe bò, ngựa gỗ để thuận tiện cho việc di chuyển trên đường núi. Cấu trúc của nó khác với những triều đại trước, các học giả hiện nay thường tin rằng xe được kết hợp giữa con bò gỗ là một chiếc xe bốn bánh và con ngựa gỗ là xe rùa hoặc xe đạp một bánh, tuy vậy vẫn chưa có kết luận cuối cùng. Ngoài ra, ông đã phát minh ra một loại nỏ bắn liên tục mười mũi tên, còn được gọi là "Nguyên nhung".

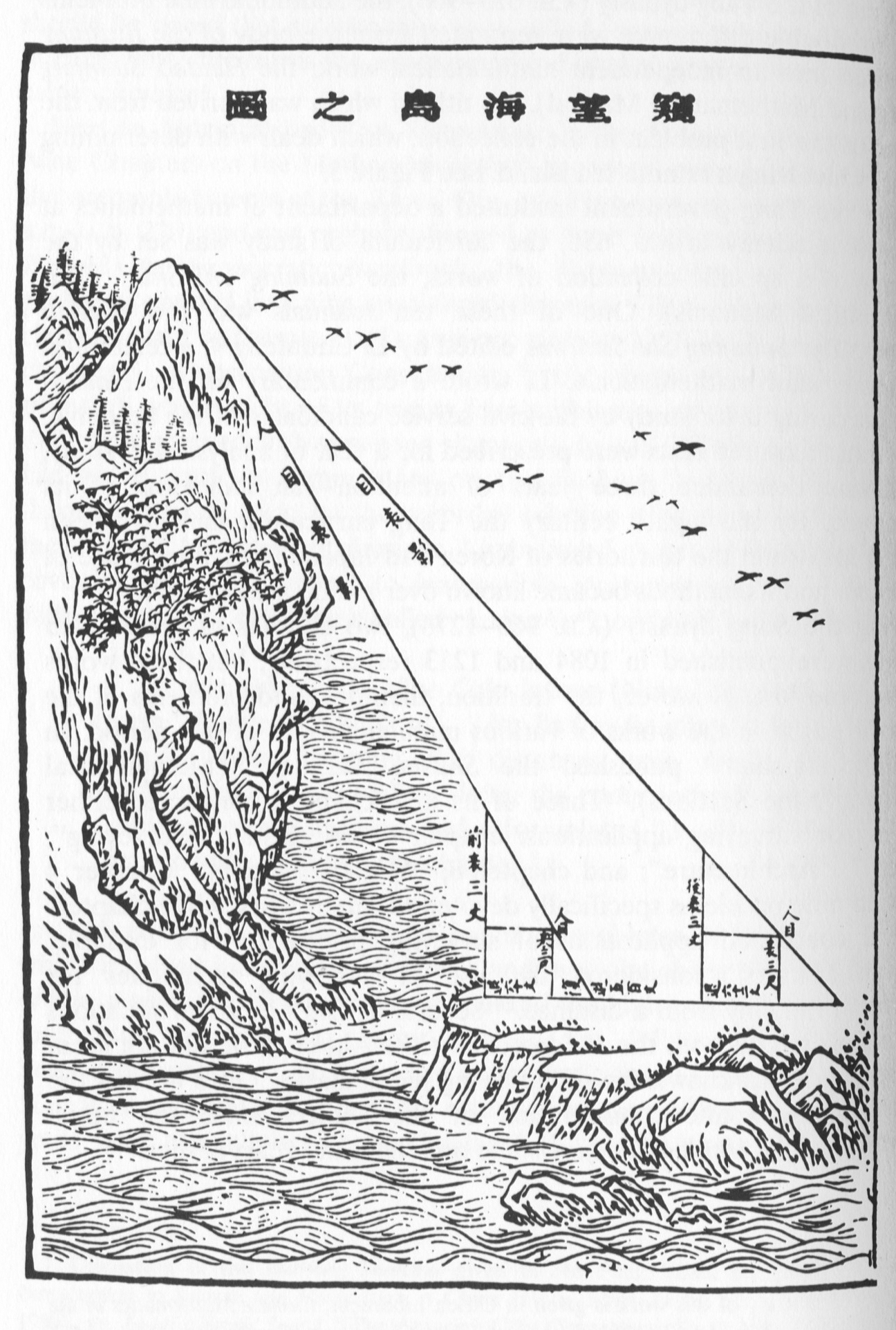
Bức "Khuy vọng hải đảo chi đồ" với kỹ thuật trắc địa của Lưu Huy.

Tào Ngụy có nhà toán học Lưu Huy, người Truy Xuyên, Sơn Đông, là người yêu thích toán học từ khi còn nhỏ và đã nghiên cứu "Cửu chương toán thuật". Lên tuổi trung niên, ông viết "Cửu chương thuật toán chú" vào năm 263 tức Tào Ngụy Cảnh Nguyên thứ 4, tự mình ghi chú, biên soạn cho dễ hiểu, sau đó viết thêm quyển thứ 10 của tác phẩm này, cụ thể là "Trọng sai" với nội dung về kỹ thuật trắc địa. Vào thời Đường, "Trọng sai" được tách ra khỏi "Cửu chương", và nó được viết thành một cuốn sách riêng, với tiêu đề đầu tiên "Kim hữu vọng hải đảo", sau đó được đặt tên là "Hải đảo toán kinh", là một trong "Toán kinh thập thư". Việc sử dụng các phương pháp đo lường thứ 2, thứ 3 và thứ 4 của Lưu Huy là một sáng tạo hàng đầu trong lịch sử khảo sát và đã đưa ngành trắc địa Trung Quốc lên đến đỉnh cao. Ngoài ra, ông cũng là tác giả của "Lỗ sử y khí đồ", "Cửu chương trọng sai đồ".
Về y học, những người nổi tiếng là Hoa Đà, Trương Trọng Cảnh, Hoàng Phủ Mật, trong đó Hoa Đà được xem là y thuật siêu phàm, giỏi phẫu thuật, cùng với Trương Trọng Cảnh và Đổng Phụng được gọi là "Kiến An tam Thần y". Hoa Đà được xem có thể là thầy thuốc đầu tiên sử dụng thuốc mê "Ma phí tán" để phẫu thuật. Với Trương Trọng Cảnh, trước sự phổ biến của các dịch bệnh đương đại, ông đã cống hiến hết mình cho việc nghiên cứu các loại bệnh tật và viết "Bệnh thương hàn tạp bệnh luận" có tham khảo nhiều sách khác nhau, trong lời tựa của cuốn sách, ông đã đề cập rằng một trong những động lực thúc đẩy hành nghề y là hơn một nửa số thành viên trong gia đình ông đã chết vì bệnh thương hàn. Cuốn sách này là một bộ sưu tập các kinh điển y học và đơn thuốc của nhà Hán, và là cuốn sách kinh điển đầu tiên trong lịch sử y học cổ truyền Trung Quốc có chứa các nguyên tắc, phương pháp và đơn thuốc, được thầy thuốc nhà Minh Dụ Xương gọi là "vi chúng phương chi tông, quần phương chi tổ", tức sách y nguồn cội. Những đóng góp mang tính cơ sở của Trương Trọng Cảnh khiến ông được xưng tụng là "Y Thánh", là 1 trong 10 vị thánh trong lịch sử Trung Quốc. Về Hoàng Phủ Mật thì ông lớn lên trong một gia đình nghèo khó, được biết đến với việc "học quên ăn ngủ, không màng danh lợi" nên không muốn làm quan. Ông đã tiến hành nghiên cứu chuyên sâu về châm cứu, đồng thời sắp xếp các lý thuyết kinh mạch và phương pháp châm cứu khác nhau trước thời nhà Tấn thành "Châm cứu giáp ất kinh", trở thành mô hình châm cứu cho các thế hệ sau. Ông cũng đã viết "Hàn thực tán luận", về sau các triều đại Ngụy và Tấn thì loại thuốc Hàn thực tán này dần dần trở nên nổi tiếng.
Về các ngành khoa học kỹ thuật khác thì có thiên văn học với nhà thiên văn Trần Trác là Thái sử lệnh của Đông Ngô và Tây Tấn. Ông đã thu thập những tác phẩm của các nhà thiên văn trước đó của triều Hán, kết hợp chúng thành một hệ thống duy nhất với bản liệt kê mục lục 1.464 sao trong 283 chòm sao, được các thế hệ sau sử dụng. Ngành địa lý học có tác phẩm "Chế đồ lục thể" của Bùi Tú chiếm một vị trí quan trọng trong lịch sử bản đồ Trung Quốc; ngành luyện kim có Bồ Nguyên chuyên chế tạo vũ khí cho Gia Cát Lượng, đồng thời từng chế tạo được loại đao vượt trội hẳn so với thời bấy giờ, gọi là "Thần đao", độ sắc có thể chẻ một ống tre chứa đầy hạt sắt. Đông Ngô có kỹ thuật đóng thuyền phát triển mạnh, tạo ra một số chiến thuyền có 5 tầng, và một số có thể chứa tới 3.000 binh sĩ. Ngoài ra, phía Thục Hán rất giàu muối giếng và khí tự nhiên địa phương được sử dụng để nấu muối, giúp tăng năng lực sản xuất.

## Niên đại quân chủ
|                                       | Cao Hoàng Đế (Minh Đế truy tôn)                                                      | Tào Đằng      |         |                       |
|                                       | Thái Hoàng Đế (Văn Đế truy tôn)                                                      | Tào Tung      |         |                       |
| Thái Tổ (Văn Đế truy tôn)             | Vũ Hoàng Đế (Văn Đế truy tôn)                                                        | Tào Tháo      |         |                       |
| Cao Tổ                                | Văn Hoàng Đế                                                                         | Tào Phi       | 220–226 | 220–226, Hoàng Sơ     |
| Liệt Tổ                               | Minh Hoàng Đế                                                                        | Tào Duệ       | 227–239 | 227–233, Thái Hòa     |
| Liệt Tổ                               | Minh Hoàng Đế                                                                        | Tào Duệ       | 227–239 | 233–237, Thanh Long   |
| Liệt Tổ                               | Minh Hoàng Đế                                                                        | Tào Duệ       | 227–239 | 237–239, Cảnh Sơ      |
|                                       | Thiệu Lăng Lệ Công (Tấn Vũ Đế ban thụy)                                              | Tào Phương    | 240–254 | 240–249, Chính Thủy   |
| 249–254, Gia Bình                     | Thiệu Lăng Lệ Công (Tấn Vũ Đế ban thụy)                                              | Tào Phương    | 240–254 |                       |
|                                       | Cao Quý Hương Công                                                                   | Tào Mao       | 254–260 | 254–256, Chính Nguyên |
| 256–260, Cam Lộ                       | Cao Quý Hương Công                                                                   | Tào Mao       | 254–260 |                       |
|                                       | Nguyên Hoàng Đế (Tấn Vũ Đế truy tôn)                                                 | Tào Hoán      | 260–265 | 260–264, Cảnh Nguyên  |
| 264–265, Hàm Huy                      | Nguyên Hoàng Đế (Tấn Vũ Đế truy tôn)                                                 | Tào Hoán      | 260–265 |                       |
| Thục Hán (221–263)                    |                                                                                      |               |         |                       |
| Liệt Tổ (Hán Triệu Lưu Uyên truy tôn) | Liệt Tổ Hoàng Đế                                                                     | Lưu Bị        | 221–223 | 221–223, Chương Vũ    |
|                                       | An Lạc Tư Công (Tấn Vũ Đế ban thụy) Hiếu Hoài Hoàng Đế (Hán Triệu Lưu Uyên truy tôn) | Lưu Thiện     | 223–263 | 223–237, Kiến Hưng    |
| 238–257, Diên Hi                      | An Lạc Tư Công (Tấn Vũ Đế ban thụy) Hiếu Hoài Hoàng Đế (Hán Triệu Lưu Uyên truy tôn) | Lưu Thiện     | 223–263 |                       |
| 258–263, Cảnh Diệu                    | An Lạc Tư Công (Tấn Vũ Đế ban thụy) Hiếu Hoài Hoàng Đế (Hán Triệu Lưu Uyên truy tôn) | Lưu Thiện     | 223–263 |                       |
| 263, Viêm Hưng                        | An Lạc Tư Công (Tấn Vũ Đế ban thụy) Hiếu Hoài Hoàng Đế (Hán Triệu Lưu Uyên truy tôn) | Lưu Thiện     | 223–263 |                       |
| Đông Ngô (229–280)                    |                                                                                      |               |         |                       |
|                                       | Hiếu Ý Vương (Đại Hoàng Đế truy tôn)                                                 | Tôn Chung     |         |                       |
| Thủy Tổ (Đại Hoàng Đế truy tôn)       | Vũ Liệt Hoàng Đế (Đại Hoàng Đế truy tôn)                                             | Tôn Kiên      |         |                       |
|                                       | Trường Sa Hoàn Vương (Đại Hoàng Đế truy tôn)                                         | Tôn Sách      |         |                       |
| Thái Tổ                               | Đại Hoàng Đế                                                                         | Tôn Quyền     | 229–252 | 222–229, Hoàng Vũ     |
| Thái Tổ                               | Đại Hoàng Đế                                                                         | Tôn Quyền     | 229–252 | 229–231, Hoàng Long   |
| Thái Tổ                               | Đại Hoàng Đế                                                                         | Tôn Quyền     | 229–252 | 232–238, Gia Hòa      |
| Thái Tổ                               | Đại Hoàng Đế                                                                         | Tôn Quyền     | 229–252 | 238–251, Xích Ô       |
| Thái Tổ                               | Đại Hoàng Đế                                                                         | Tôn Quyền     | 229–252 | 251–252, Thái Nguyên  |
| Thái Tổ                               | Đại Hoàng Đế                                                                         | Tôn Quyền     | 229–252 | 252, Thần Phượng      |
|                                       |                                                                                      | Tôn Lượng     | 252–258 | 252–253, Kiến Hưng    |
| 254–256, Ngũ Phượng                   |                                                                                      | Tôn Lượng     | 252–258 |                       |
| 256–258, Thái Bình                    |                                                                                      | Tôn Lượng     | 252–258 |                       |
|                                       | Cảnh Hoàng Đế                                                                        | Tôn Hưu       | 258–264 | 258–264, Vĩnh An      |
|                                       | Văn Hoàng Đế (Ngô Đế Tôn Hạo truy tôn)                                               | Tôn Hòa       |         |                       |
|                                       | Quy Mệnh Hầu (Tấn Vũ Đễ ban thụy)                                                    | Tôn Hạo       | 264–280 | 264–265, Nguyên Hưng  |
| 265–266, Cam Lộ                       | Quy Mệnh Hầu (Tấn Vũ Đễ ban thụy)                                                    | Tôn Hạo       | 264–280 |                       |
| 266–269, Bảo Đỉnh                     | Quy Mệnh Hầu (Tấn Vũ Đễ ban thụy)                                                    | Tôn Hạo       | 264–280 |                       |
| 269–271, Kiến Hành                    | Quy Mệnh Hầu (Tấn Vũ Đễ ban thụy)                                                    | Tôn Hạo       | 264–280 |                       |
| 272–274, Phượng Hoàng                 | Quy Mệnh Hầu (Tấn Vũ Đễ ban thụy)                                                    | Tôn Hạo       | 264–280 |                       |
| 275–276, Thiên Sách                   | Quy Mệnh Hầu (Tấn Vũ Đễ ban thụy)                                                    | Tôn Hạo       | 264–280 |                       |
| 276, Thiên Tỳ                         | Quy Mệnh Hầu (Tấn Vũ Đễ ban thụy)                                                    | Tôn Hạo       | 264–280 |                       |
| 277–289, Thiên Kỷ                     | Quy Mệnh Hầu (Tấn Vũ Đễ ban thụy)                                                    | Tôn Hạo       | 264–280 |                       |
| Yên (237–238)                         |                                                                                      |               |         |                       |
|                                       | Yên Vương                                                                            | Công Tôn Uyên | 237–238 | 237–238, Thiệu Hán    |

## Thế lực địa phương thời Hán mạt
| Quân phiệt                                                          | Khu vực thống trị | Thời gian                  | Quân phiệt                 | Khu vực thống trị                                                      | Thời gian            |
| Khu vực Bắc Hoàng Hà                                                | Khu vực Bắc Hoàng Hà | Khu vực Bắc Hoàng Hà       | Khu vực Bắc Hoàng Hà       | Khu vực Bắc Hoàng Hà                                                   | Khu vực Bắc Hoàng Hà |
| ------------------------------------------------------------------- | --- | -------------------------- | -------------------------- | ---------------------------------------------------------------------- | -------------------- |
| Viên Thiệu, sau phân liệt Viên Đàm, Viên Thượng                     | Ký Châu; Thanh Châu; U Châu; Tịnh Châu                                                                                   | 189–207                    | Công Tôn Toản              | U Châu                                                                 | 187–199              |
| Công Tôn Độ, kế vị bởi Công Tôn Khang, Công Tôn Cung, Công Tôn Uyên | Liêu Đông, U Châu | 189–238                    | Lưu Ngu                    | U Châu                                                                 | 189–193              |
| Trương Dương                                                        | Thượng Đảng, Tịnh Châu                                                                                                   | 190–198                    | Trương Yên                 | Hắc Sơn, Tịnh Châu                                                     | 185–205              |
| Hàn Phức                                                            | Ký Châu | 189–191                    | —                          | —                                                                      | —                    |
| Khu vực Nam Hoàng Hà, Bắc Hoài Hà                                   | |                            |                            |                                                                        |                      |
| Tào Tháo, kế vị bởi Tào Phi                                         | Duyện Châu; Dự Châu; Ti Lệ; Từ Châu; Ký Châu; Thanh Châu; Tịnh Châu; U Châu; Kinh Châu; Lương Châu; Hoài Nam, Dương Châu | 192–220 Thành lập Tào Ngụy | Lã Bố                      | Từng chiếm Trường An, Duyện Châu, sau là Từ Châu                       | 192–198              |
| Vương Khuông                                                        | Hà Nội, Ti Lệ | 189–191                    | Viên Di                    | Sơn Dương, Duyện Châu                                                  | 189–192              |
| Kiều Mạo                                                            | Quận Đông, Duyện Châu | 189–190                    | Trương Mạc                 | Trần Lưu, Duyện Châu                                                   | 189–195              |
| Trương Siêu                                                         | Quảng Lăng, Từ Châu | 189–195                    | Bào Tín                    | Tế Bắc, Thanh Châu                                                     | 189–192              |
| Trương Tú                                                           | Quận Uyển, Kinh Châu | 196–199                    | Khổng Dung                 | Bắc Hải, Thanh Châu                                                    | 189–195              |
| Lưu Đại                                                             | Duyện Châu | 189–192                    | Đào Khiêm                  | Từ Châu                                                                | 189–194              |
| Khổng Trụ                                                           | Dự Châu | 189–190                    | —                          | —                                                                      | —                    |
| Khu vực phía Nam Trường Giang, Hoài Hà, Hán Thủy                    | |                            |                            |                                                                        |                      |
| Tôn Kiên, kế vị bởi Tôn Sách, Tôn Quyền                             | Dương Châu; Kinh Châu; Giao Châu                                                                                         | 186–229 Thành lập Đông Ngô | Viên Thuật                 | Trước là Nam Dương, Kinh Châu, sau là Hoài Nam và Thọ Xuân, Dương Châu | 189–199              |
| Lưu Biểu, kế vị bởi Lưu Tông                                        | Thứ sử Kinh Châu | 190–208                    | Lưu Độ                     | Linh Lăng, Kinh Châu                                                   | 208–209              |
| Kim Toàn                                                            | Vũ Lăng, Kinh Châu | 208–209                    | Triệu Phạm                 | Quế Dương, Kinh Châu                                                   | 208–209              |
| Hàn Huyền                                                           | Trường Sa, Kinh Châu | 208–209                    | Nghiêm Bạch Hổ             | Quận Ngô, Dương Châu                                                   | 194–196              |
| Sĩ Nhiếp                                                            | Giao Chỉ, Giao Châu | 189–211                    | Lưu Do                     | Dương Châu                                                             | 192–196              |
| Trần Ôn                                                             | Hoài Nam, Dương Châu | 189–192                    | Vương Lãng                 | Cối Kê, Dương Châu                                                     | 193–197              |
| Khu vực Quan Trung, Ba Thục, Tây Lương                              | |                            |                            |                                                                        |                      |
| Lưu Bị                                                              | Ban đầu là Thanh Châu, Từ Châu, Kinh Châu, sau là Ích Châu                                                               | 193–221 Thành lập Thục Hán | Mã Đằng, kế vị bởi Mã Siêu | Lương Châu                                                             | 193–214              |
| Hàn Toại                                                            | Kim Thành và Tây Bình, Lương Châu                                                                                        | 189–215                    | Tống Kiến                  | Phu Hãn, Lương Châu                                                    | 185–214              |
| Lưu Yên, kế vị bởi Lưu Chương                                       | Ích Châu | 188–214                    | Trương Lỗ                  | Hán Trung, Ích Châu                                                    | 189–215              |
| Lý Thôi                                                             | U Châu, Ti Lệ, Đông Lương Châu                                                                                           | 192–198                    | Đổng Trác                  | Ung Châu, Ti Lệ, Đông Lương Châu                                       | 188–192              |